# روجر فيدرير
روجر فيدرير (بالألمانية: [ˈfe:dərər]؛ ولد في 8 أغسطس 1981) هو لاعب كرة مضرب سويسري محترف سابق. استطاع البقاء ضمن أفضل عشرة مصنفين على العالم بشكل مستمر منذ أكتوبر 2002 وحتى نوفمبر 2016، وضمن أفضل عشرين مصنف منذ أبريل 2001 حتى الآن. يعتبر العديد من المعلقين الرياضيين والنقاد ولاعبين سابقين وحاليين فيدرير أحد أعظم لاعبي كرة مضرب على مر العصور.
لدى فيدرير أرقام قياسية عالمية عدة ينفرد بها في العصر المفتوح: البقاء في صدارة التصنيف العالمي لمدة 310 اسبوع،  بما في ذلك 237 اسبوع متتالي في المركز الأول بين 2004-2008؛ الحائز على 20 لقب من بطولات الجراند سلام لفردي الرجال؛ الوصول إلى المباراة النهائية خمس مرات على الأقل في كل بطولة من البطولات الأربع الكبرى؛ والوصول إلى نهائي بطولة ويمبلدون 12 مرة. هو واحد من ثمانية رجال، ومن بين خمسة في العصر المفتوح فازوا بالبطولات الأربعة الكبرى. كما يحمل فيدرير الرقم القياسي لأكثر من فاز ببطولة ويمبلدون بثمانيه ألقاب، وفي بطولة الولايات المتحدة المفتوحة مع جيمي كونورز وسامبراس بخمسة ألقاب.
وصل فيدرير إلى المباراة النهائية لفردي الرجال في بطولات الجراند سلام 30 مرة، منها 10 مرات متتالية، ووصل للنهائي 18 من أصل 19 بطولة من بطولة ويمبلدون 2005 حتى أستراليا المفتوحة 2010. فيدرير اللاعب الوحيد الذي تمكن من الوصول للدور نصف النهائي 23 مرة على التوالي في بطولات الجراند سلام، من عام 2004 من خلال بطولة ويمبلدون وحتى عام 2010 في أستراليا المفتوحة. في بطولة ويمبلدون 2014، لعب فيدرير بطولته المتتالية رقم 59 في البطولات الأربعة الكبرى، حيث وصل للدور ربع النهائي للمرة 43 في مسيرته (معززاً لرقمه السابق 42). يملك فيدرير رقماً قياسياً في الوصول 36 مرة إلى دور نصف النهائي في الجراند سلام، ولديه 25 وصول للمباراة النهائية. في وقت سابق من بطولة فرنسا المفتوحة 2013، حقق فيدرير رقماً قياسياً بالوصول للدور ربع النهائي للمرة 36 على التوالي في البطولات الأربع الكبرى. يملك فيدرير الرقم الأكبر في عدد الفوز بالمباريات في الجراند سلام بـ 279 انتصاراً في فردي الرجال، وهو اللاعب الوحيد الذي لديه أكثر من 65 فوز في كل بطولة من بطولات الجراند سلام الأربعة (85+ فوز في 3 بطولات).
من بين الأرقام القياسية التي يحملها فيدرير في رابطة محترفي كرة المضرب، الفوز بستة ألقاب في نهائيات الجولة العالمية لرابطة محترفي التنس، كما أنه تمكن من لعب جميع نهائيات سلسلة بطولات الماسترز 1000 نقطة التسعة (وهو رقم قياسي مشترك مع دجوكوفيتش ونادال). كما فاز بالميدالية الذهبية في زوجي كرة المضرب للرجال في الألعاب الأولمبية في بكين عام 2008 إلى جانب مواطنه ستانيسلاس فافرينكا، وتحصل على الميدالية الفضية في فردي الرجال في الألعاب الأولمبية في لندن عام 2012. قضى فيدرير ثماني سنوات (2003-2010) بشكل مستمر بين المركزين الأول والثاني في التصنيف العالمي، وعشرة سنوات (2003-2012) في الثلاث مراكز الأولى. لقد كان فيدرير لاعب كرة المضرب الأول، ذكر أو أنثى الذي يستطيع أن يكسب أكثر من 50 مليون دولار من الجوائز المالية.
فاز فيدرير بجائزة اللاعب المفضل لدى مشجعي موقع رابطة المحترفين (بالإنجليزية: ATPWorldTour.com) ستة عشر مرة على التوالي (2003-2018)، وجائزة ستيفان إدبرغ للروح الرياضية (التي يتم التصويت لها من قبل اللاعبين) ثلاث عشر مرة (2004-2009، 2011-2018)،  حيث تشير هذه الجوائز إلى الاحترام والشعبية الكبيرة التي يمتلكها فيدرير، كما فاز بجائزة آرثر آش الإنسانية مرتين في عامي 2006 و2013. وفاز بجائزة لوريوس العالمية عن أفضل رياضي في العالم خمسة مرات منها أربعة متتالية (2005-2008، 2017)وهو رقم قياسي. ويلقب فيدرير في بعض الأحيان بفيدرير إكسبريس،  اختصاراً للتعبير عن البنك الاحتياطي الفيدرالي أو فيديكس، ويلقب أيضاً بالمايسترو السويسري،  أو المايسترو.

## قرار اعتزاله
في 15 سبتمبر 2022 أعلن فيدرير قائلا «كأس ليفر المقررة الأسبوع المقبل في لندن ستكون بطولتي الأخيرة في ملاعب المحترفين، سألعب المزيد من التنس مستقبلا بالطبع لكن ليس على مستوى البطولات الأربع الكبرى أو على مستوى بطولات المتحرفين».

## الحياة الشخصية

### طفولته والإنطلاقة
ولد فيدرير في مستشفى كانتون في بازل، سويسرا. والده روبيرت فيدرير، سويسري من بيرنيك، بالقرب من الحدود بين سويسرا وألمانيا والنمسا، ووالدته لينيت فيدرير، من كيمبتون بارك، خاوتينغ، جنوب أفريقيا، حيث كان يعيش هناك المسيحيون من الهولنديين والفرنسيين الأجداد. فيدرير لديه أخت واحدة، ديانا وهي الأكبر منه سناً،  هي أم لمجموعة من التوائم. يحمل فيدرير كل من الجنسيتين السويسرية والجنوب إفريقية. نشأ وترعرع في بيرسفيلدين، ريهين ثم مينشينستاين على مقربة من الحدود الفرنسية الألمانية، يتحدث فيدرير (السويسرية) الألمانية كونها لغته الأم، والفرنسية والإنجليزية بطلاقة.

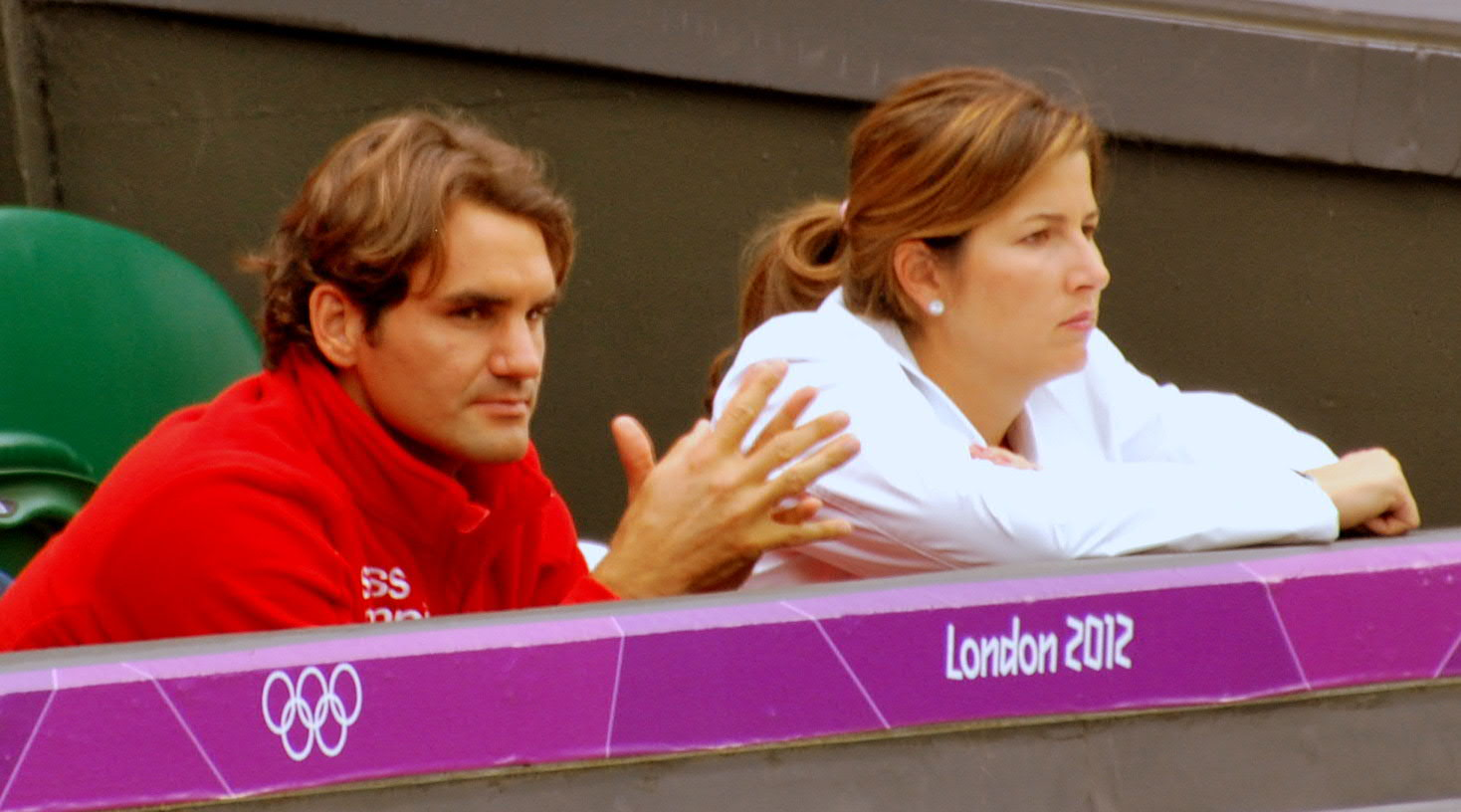
روجر وميركا أثناء مساندة الفريق السويسري بدورة الألعاب الأولمبية 2012 في لندن.

نشأ فيدرير في تربية رومانية كاثوليكية والتقى البابا بنديكتوس السادس عشر عندما كان يلعب بطولة روما للأساتذة 2006. مثل كل المواطنين السويسريين الذكور، كان فيدرير مطلوباً للخدمة العسكرية الإلزامية في القوات المسلحة السويسرية، لكن في عام 2003 اعتبر غير لائق صحياً بسبب وجود مشكل لديه في الظهر منذ فترة طويلة، وفي وقت لاحق لم يعد ملزماً بتقديم التزاماته العسكرية. نشأ فيدرير وترعرع وهو يدعم نادي بازل لكرة القدم، والمنتخب الوطني السويسري لكرة القدم. لدى فيدرير رياضات مفضلة أخرى كان يلعبها عندما كان طفلاً مثل الريشة وكرة السلة لكي تساعده على تقوية أدائه في لعبة كرة المضرب. وقد صرح فيدرير في مقابلات عديدة أنه يحب لعب رياضة الكريكت بعد أن التقى ساشين تيندولكار مرتين. يقول:«كنت دائما أهتم بالرياضات التي تحتاج للتركيز على حركة الكرة». بالرغم من ذلك لعب فيدرير التنس مع استبعاد جميع الرياضات الأخرى وعدم انشغاله بها. في وقت لاحق، كون فيدرير صداقة مع اسطورة الغولف الأمريكي تايغر وودز.

### إدارة أعماله

توقيع فيدرير

كلاعب صغير في عام 1998، وقع فيدرير مع شركة IMG لإدارة أعماله. وكان قد ترك الوكالة في بداية عام 2003، كان وقتها لم يتحصل على أي بطولة كبرى. وقتها سلم روجر إدارة أعماله إلى محام، والمستشار المالي لوالدته لينيت، أيضاً ميروسلافا فافرينيتش أصبحت مديرة أعماله لفترة من الوقت، حيث أصبحت المسؤولة عن العلاقات الإعلامية واذونات السفر لروجر. بحلول عام 2012 عندما غادر توني غودسيك المسؤول في شركة «أي أم جي ورلد وايد إينك» (بالإنجليزية: IMG Worldwide Inc)، بدأ بإدارة أعمال فيدرير بشكل خاص، وأصبح يسافر معه في معظم أوقات العام.

### الأعمال الخيرية والتوعوية
فيدرير يقدم الدعم لعدداً من الجمعيات الخيرية. في عام 2003، قال أنه ووالدته لينيت أنشئا مؤسسة روجر فيدرير الخيرية (بالإنجليزية: Roger Federer Foundation) لمساعدة الفقراء وللتشجيع على الرياضة. في عام 2005، قال أنه وضع المضرب الذي فاز فيه ببطولة أمريكا المفتوحة في مزاد علني لبيعه، وقد خصص المبلغ لمساعدة ضحايا إعصار كاترينا. تم تعيينه سفيراً للنوايا الحسنة من قبل اليونسيف في عام 2006. وفي عام 2005، خلال بطولة إنديان ويلز للماسترز، رتب فيدرير مباراة خيرية تجمع كبار نجوم ونجمات التنس حول العالم، حيث سميت المباراة «رالي فور ريليف» (بالإنجليزية: Rally for Relief)، وذهبت عائدات هذا الحدث إلى ضحايا تسونامي الناجمة عن زلزال المحيط الهندي 2004. منذ ذلك الحين، أصبح فيدرير يزور جنوب أفريقيا وتاميل نادو، واحدة من المناطق في الهند الأكثر تضرراً من كارثة تسونامي.
وقد ظهر فيدرير أيضاً في الإعلانات التوعوية لليونيسيف لرفع مستوى الوعي العام بمرض الإيدز. بعد حصول زلزال هايتي عام 2010. رتب فيدرير مباراة خيرية مع أفضل نجوم ونجمات التنس في العالم مثل رافاييل نادال ونوفاك دجوكوفيتش وأندي روديك وكيم كلايسترز، سيرينا ويليامز، لايتون هيويت، سامانثا ستوسور، اقيمت المباراة في اليوم الأخير قبيل انطلاق بطولة أستراليا المفتوحة 2010، وقد سمي الحدث «هيت فور هاييتي» (بالإنجليزية: Hit for Haiti) حيث ذهبت كل عادات الحفل لضحايا زلزال هايتي. في عام 2010، اختاره المنتدى الاقتصادي العالمي «قائد الشباب العالمي» (بالإنجليزية: Young Global Leader) اعترافاً بدوره القيادي ولإنجازاته ومساهماته في المجتمع. كما في السنة الفائتة وفي أستراليا أيضاً، نظم فيدرير مباراة خيرية سميت «رالي فور ريليف» (بالإنجليزية: Rally for Relief) بتاريخ 16 يناير 2011، وقد خصصت عائدات الحفل الخيري لفيضانات كوينزلاند.
فيدرير حاليا هو في المرتبة الثامنة في قائمة أشهر مئة شخصية حول العالم، والذين اختارتهم مجلة فوربس اعتباراً من عام 2013.

### العائلة
فيدرير متزوج من لاعبة كرة المضرب السابقة ميركا فافرينيتش، التي التقى بها عندما كانا يتنافسان لسويسرا في دورة الألعاب الأولمبية في سيدني عام 2000. فافرينيتش اعتزلت التنس في عام 2002 بسبب إصابة في القدم تعرضت لها. تزوجا في «فين خينهوف فيلا» (بالإنجليزية: Wenkenhof Villa)، ريهين بالقرب من بازل في 11 أبريل 2009، بحضور مجموعة صغيرة من الأصدقاء والعائلة وبعض المقربين. وفي 23 يوليو 2009، أنجبت ميركا توأمين من الفتيات هما ميلا روز وتشارلين ريفا. وقد حصل فيدرير على مجموعة أخرى من التوائم يوم 6 مايو 2014، وهذه المرة من الأولاد، وقد سميا ليو ولينارت،  وينادى ليني.

## مسيرته الاحترافية

### قبل–1998: السنين الأولى

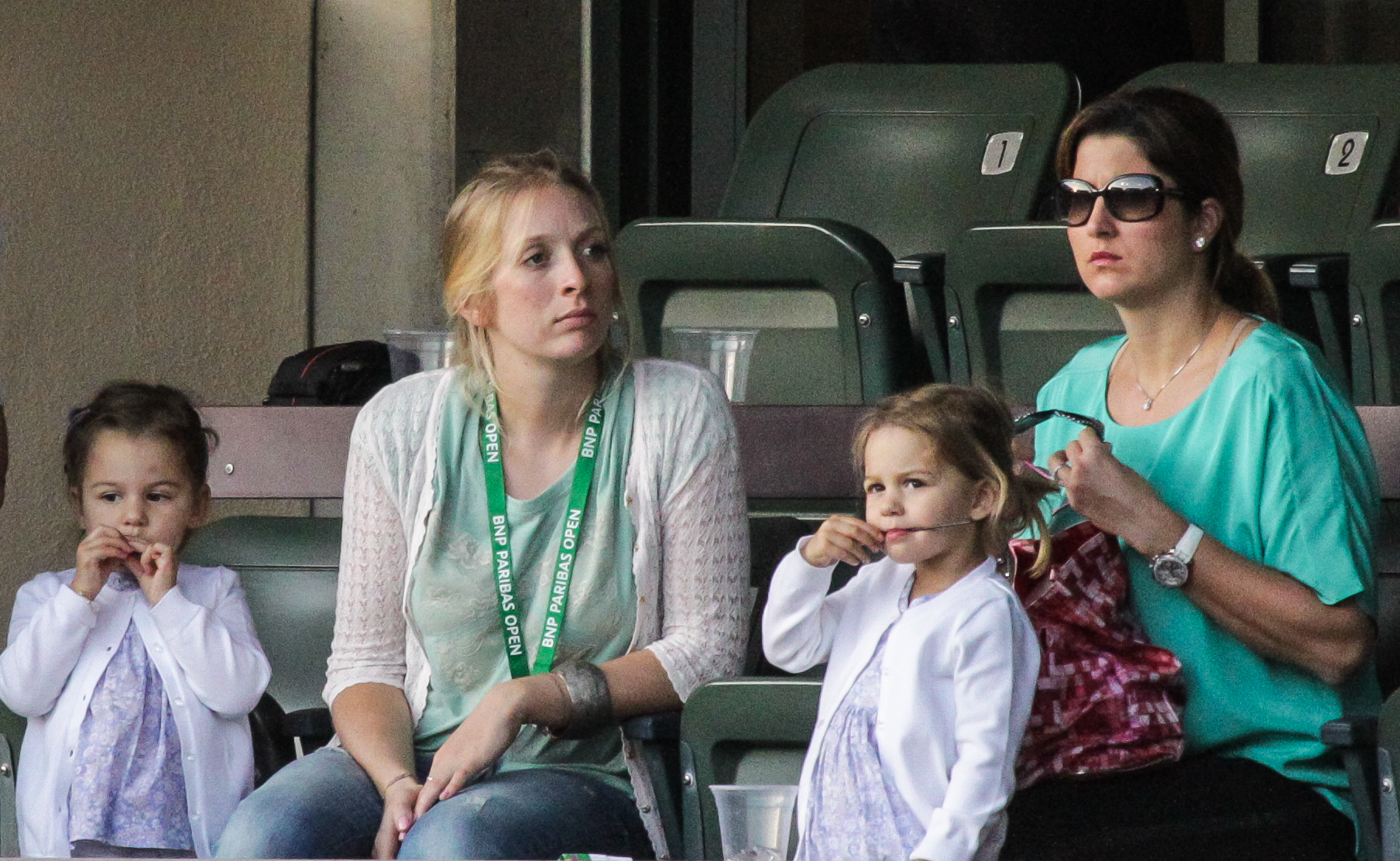
عائلة فيدرير تشاهده أثناء مشاركته في بطولة إنديان ويلز 2012

عندما كان فيدرير يبلغ من العمر أربعة أعوام، كان لاعبه المفضل هو الألماني بوريس بيكر، وقتها حقق بيكر لقبه الأول في بطولة ويمبلدون في عام 1985، ومنذ ذلك الحين، أصبح فيدرير يشاهد مباريات التنس على شاشة التلفاز لساعات طويلة. عندما يتذكر طفولته يقول روجر:«أحببت كرة المضرب أكثر من أي رياضة أخرى، هي رياضة أستطيع أن أمتلك الفوز أو الخسارة بيدي». بعد فترة وجيزة من دخوله المدرسة، وفي سن السادسة، أصبح فيدرير الأفضل في فئته العمرية، وكان يتدرب ثلاث مرات في الاسبوع في بازل. في ذلك الوقت، كون روجر صداقة مع ماركو شيودينيلي، وهو صبي من الموهوبين في التنس وهو أصغر بشهر من فيدرير، كانا يلعبان في بعض الأوقات الاسكواش وتنس الطاولة وكرة القدم معاً. لاحقاً تم تشكيل فريق تنس من أمهر الأولاد على مستوى المنطقة، حيث كان الزوجي السويسري من ضمن الفريق، كانا يبلغان من العمر ثمان سنوات. بالرغم من أنهما لعبا لأندية مختلفة في وقت لاحق، إلا أنهما أصبحا أعضاء.
أول مواجهة جمعت بينهما بمناسبة رسمية، كانت في بطولة سميت «كأس بامبينو» (بالإنجليزية: The Bambino Cup)، كانا بعمر الثمانية. «في ذلك الوقت لعبنا فقط مجموعة واحدة طويلة وصلت لتسعة أشواط» شيودينيلي يتذكر، ويقول:«الأمور لم تسير على ما يرام بالنسبة لي في البداية، وقتها كنت متأخراً 2-5 وقد بدأت في البكاء، كنا نبكي كثيراً وقتها حتى أثناء المباريات، جائني روجر وأخبرني بالمحاولة مرة أخرى وقال لي كل شيء سيكون على ما يرام، وفي الواقع حصلت أشياء جيدة معي وأخذت زمام المبادرة وفزت 7-6، ثم أجهش روجر بالبكاء فركضت إليه وقمت بتشجيعه، وسارت الأمور أفضل بالنسبة له، كانت تلك المرة الوحيدة التي فزت بها على روجر».
عندما أصبح روجر بعمر العاشرة، بدأ بالتدريب مع أدولف كاكوفيسكي بشكل اسبوعي. مدرب التنس في نادي «أولد بويز لكرة المضرب» يقول:«لقد لاحظت على الفور أن هذا الشاب لديه موهبة غير طبيعية»، ويقول «روجر وُلد مع مضرب في يده». في البداية كان روجر يتلقى دروساً فقط مع لعب جزء من مجموعة. يقول كاكوفيسكي«أنا والنادي لاحظنا بسرعة سرعة التطور التي كانت عند روجر والموهبة الكبيرة التي يتمتع بها، حيث بدأنا بإعطائه دروساً خصوصية، والتي كانت تمول جزئياً من قبل النادي، وروجر كان سريع التعلم، فعندما كنت أريد تعليمه شيئاً جديداً، كان قادراً على استيعاب الفكرة بعد ثلاث أو أربع محاولات، في حين يحتاج البعض أسابيع للتعلم».
«التلميذ النجيب، الشاب السويسري كان دائماً يريد أن يصبح الأفضل في العالم، كان الناس يضحكون عليه عندما يقول ذلك وأنا من بينهم» يتذكر كاكوفيسكي، ويقول أيضاً:«أعتقدت أنه ربما يصبح أفضل لاعب في سويسرا أو أوروبا حتى ولكن ليس أفضل لاعب في العالم، لقد وضع ذلك نصب عينيه ونجح فيه».
لعب فيدرير كرة القدم حتى سن الثانية عشر، عندها قرر التركيز فقط على كرة المضرب. عندما بلغ الرابعة عشر أصبح البطل الوطني في جميع الفئات في سويسرا، واختير للذهاب لنادي التنس الوطني السويسري في إيكوبلينس. التحق بالاتحاد الدولي لكرة المضرب للناشئين في يوليو 1996. وفي عام 1998، آخر سنة له كناشئ، فاز فيدرير بلقب بطولة ويمبلدون للصغار، وأصبح بطل العالم للناشئين في تلك السنة. كما فاز بلقب بطولة «اورانج بويل» (بالإنجليزية: Orange Bowl) تحت فئة 18 عام.

### 1998–2002: بداية المسيرة والظهور في عالم التنس
في يوليو 1998، انضم فيدرير لرابطة محترفي كرة المضرب من خلال بطولة غشتاد، حيث خسر أمام لوكاس أرنولد كير بمجموعتين دون رد. على الرغم من أنه لعب بطولتين ثانيتين في نفس العام، كانت غالبية مبارياته لا تزال في مستوى المبتدئين. ومع ذلك، تقابل السويسري فيدرير لأول مرة مع لاعب من أفضل عشرة مصنفين حول العالم، وهو الأمريكي أندريه أغاسي حيث انهزم 3-6 و 2-6. في أبريل 1999، لعب لأول مرة مع المنتخب السويسري في بطولة كأس ديفيز ضد إيطاليا، حيث أنهى الموسم وهو في التصنيف 66 على العالم. في ذلك الوقت، كان فيدرير أصغر لاعب متواجد في قائمة أفضل 100 لاعب تنس في رابطة المحترفين. كما شارك أيضاً في أول بطولة جراند سلام له، حيث خسر في الدور الأول لبطولة فرنسا المفتوحة أمام باتريك رافتر في أربع مجموعات. أيضاً كان أول ظهور له في ويمبلدون بالخسارة في الدور الأول بصعوبة، حيث انهزم أمام اللاعب التشيكي جيري نوفاك بخمس مجموعات، الذي كان آنذاك المصنف 59 على العالم. وفي نفس البطولة تشارك فيدرير
في الزوجي مع الأسترالي لايتون هيويت، حيث وصلا لدور الـ 16، وانهزما ضد اللاعبين رافتر وجوناس بيوركمان في مباراة انتهت بخمس مجموعات أيضاً.
في يناير 2000، تنافس فيدرير للمرة الأولى في بطولة أستراليا المفتوحة، حيث مني بالخسارة أمام المصنف 49 على العالم الفرنسي أرنو كليمان في الدور الثالث. ثم عادل نفس إنجازه في أستراليا ووصل للدور الثالث في بطولة أمريكا المفتوحة عندما خسر أمام المصنف الثاني عشر الإسباني خوان كارلوس فيريرو. في دورة الألعاب الأولمبية 2000 في سيدني، وصل فيدرير للدور نصف النهائي وخسر. في بطولة مارسيليا، وصل فيدرير إلى أول نهائي له في مسيرته، حيث خسر أمام مواطنه مارك روسيه، ووصل أيضاً إلى نهائي بطولة بازل مسقط رأسه، حيث كان الوصيف أيضاً. بعد ذلك تمكن روجر من الفوز بكأس هوبمان في أستراليا برفقة مواطنته مارتينا هينجيز،  عندما هزما الفريق الأمريكي في المباراة النهائية، حيث هزم فيدرير اللاعب جان مايكل غامبيل في مجموعات متتالية. على الرغم من أنه فشل في خلق انطباع جيد في البطولات الأربع الكبرى، إلا أنه شارك فيها جميعاً،  أنهى فيدرير في ذلك العام تصنيفه في المرتبة التاسعة والعشرين على العالم.
وجاء أول فوز لفيدرير في بطولة من بطولات رابطة محترفي كرة المضرب في عام 2001، عندما هزم الفرنسي جوليان بوتيه في المباراة النهائية في بطولة ميلان المقامة في داخل الملاعب المغلقة. وخلال الشهر نفسه فاز فيدرير بثلاث مباريات لمنتخب بلاده في كأس ديفيز عندما هزموا المنتخب الأمريكي 3-2. لاحقاً تمكن من الوصول لدور الثمانية في بطولة ويمبلدون وهو المصنف الخامس عشر،  عندما استطاع هزيمة حامل اللقب في آخر أربع سنوات وصاحب سبعة ألقاب في ويمبلدون الأمريكي بيت سامبراس بخمسة مجموعات وبواقع 7–6, 5–7, 6–4, 6–7, 7–5 في الدور الرابع. في 2 يوليو 2001، خرج كل من بيت سامبراس وروجر فيدرير من الملعب الرئيسي لبطولة ويمبلدون والفوز من نصيب الشاب السويسري الذي حقق أهم فوز في مسيرته الاحترافية حتى الآن عندما أقصى بطل ويمبلدون في 7 مناسبات. هذا الفوز أنهى سلسلة استمرت لـ 31 انتصار متتالي للاعب الأمريكي في ويمبلدون. أيضاً تمكن فيدرير من بلوغ الدور ربع النهائي في بطولة فرنسا المفتوحة. أنهى روجر العام في المرتبة 13.
في عام 2002، بلغ فيدرير أول نهائي له في دورات الأساتذة للتنس، عندما وصل للمباراة النهائية في بطولة ميامي للماسترز بولاية فلوريدا، حيث خسر أمام الأمريكي أندريه أغاسي. في بطولة هامبورغ للماسترز، وصل فيدرير للنهائي الثاني له في دورات الأساتذة، وقد قابل في النهائي المصنف الأول عالمياً سابقاً الروسي مارات سافين وفاز عليه، وكان هذا هو الإنجاز الأكبر لفيدرير، كما كان اللقب الأكثر أهمية له حتى الآن. في كأس ديفيز، تمكن فيدرير من الفوز في مباراتيه ضد المصنف الأول عالمياً سابقاً الروسي سافين، ويفغيني كافلنيكوف. بعدها لم يقدم فيدرير أي شيء بطولات الجراند سلام وخرج من الأدوار الأولى في فرنسا المفتوحة وبطولة ويمبلدون والولايات المتحدة. كما عانى فيدرير خسارة مدمرة له بعد وفاة مدربه ومعلمه الأسترالي بيتر كارتر في حادث سير في أغسطس. أصبح فيدرير الواصل السادس للبطولة الختامية كأس الأساتذة للتنس 2002. تمكن بعدها فيدرير من القفز في التصنيف العالمي من المركز 13 في سبتمبر إلى المركز السابع بحلول منتصف أكتوبر. في البطولة الختامية خلال السنة كأس الأساتذة للتنس 2002، تمكن فيدرير من الوصول للدور نصف النهائي، حيث خسر أمام المصنف الأول عالمياً آنذاك الأسترالي لايتون هيويت، والذي حقق اللقب وقتها.

### 2003: الإنطلاقة
بدأ فيدرير موسم 2003، حيث كان المصنف السادس عالمياً. كان هدفه الرئيسي تحقيق اللقب الأول في الجراند سلام. ومع ذلك، انهزم فيدرير في بطولة الدوحة في قطر ضد منافسه جان مايكل غامبيل، ثم انهزم في سيدني أمام اللاعب الأرجنتيني فرانكو سكيلاري، حيث كانت بداية لا تحمد عقباها. في أولى بطولات الجراند سلام هذا العام، دخل فيدرير المصنف السادس بطولة أستراليا المفتوحة 2003، وكانت لديه فرصة جيدة للتقدم في أولى البطولات الأربع الكبرى بعد خروج أقوى المصنفين مبكراً أمثال الروسي مارات سافين والأسترالي لايتون هيويت. وصل فيدرير للدور الرابع دون صعوبات، وكان خصمه الأرجنتيني ديفيد نالبانديان، كانت مباراة متقلبة تمكن فيها نالبانديان من حسم المجموعة الفاصلة والفوز في اللقاء بصعوبة وبواقع 4–6، 6–3، 1–6، 6–1، 3–6.
ثم فاز فيدرير ببطولتين في مارسيليا ودبي، هزم كل من جوناس بيوركمان وفيليكس مانتيلا في المباراة النهائية على التوالي. هذين الانتصارين كانا اللقبين رقم خمسة وستة في مسيرة فيدرير. مرة أخرى في الولايات المتحدة الأمريكية، قدم فيدرير نتائج مخيبة في بطولات إنديان ويلز للماسترز وميامي للماسترز، كان روجر مستاءً بسبب خروجه أمام زوجي من أبطال سابقين لبطولة فرنسا المفتوحة، هما غوستافو كويرتن وألبيرت كوستا.
على الملاعب الرملية، فاز فيدرير في ببطولة ميونخ بعدما فاز على الفنلندي ياركو نييمينن 6-1 و 6-4. كان هذا لقبه السابع والثاني على الملاعب الترابية. بعد هذا الانتصار بدأ فيدرير إعداده لبطولة فرنسا المفتوحة من خلال التنافس في بطولات روما للماسترز وهامبورغ للماسترز، وصل للمباراة النهائية في روما وسقط بدون الحصول على أي مجموعة ضد اللاعب الغير مصنف الأسباني فيليكس مانتيلا بنتيجة 5-7، 2-6، 6-7(8). في هامبورغ، انهزم فيدرير أمام اللاعب الأسترالي مارك فيليبوسيس 3-6، 6-2، 3-6. فوزه في ميونخ ووصوله للنهائي في روما، جعله من المرشحين البارزين للفوز في بقلب فرنسا المفتوحة من قبل الفرنسيين. المصنف رقم خمسة كان مصمماً على إثبات نفسه في بطولة فرنسا المفتوحة في عام 2003، خصوصاً بعد الخسارة في الدور الأول العام الماضي، وكان خصمه الأول هذا العام هو لويس هورنا من البيرو وهو المصنف رقم 88 على العالم. بدأ فيدرير المباراة بشكل جيد وتقدم في المجموعة الأولى 5-3 قبل أن ينهار ويخسر المباراة 6–7(6–8)، 2–6، 6–7(3–7). بعد الخسارة وارتكابه 82 خطأ مباشر في تلك المبارة، صرح فيدرير:«أنا لا أعرف كم من الوقت سوف أحتاج للحصول نتائج إيجابية في هذه البطولة، يوم، اسبوع، سنة، أو ربما مسيرتي بأكملها».
بعد اسبوعين من الهزيمة الساحقة له في الدور الأول من بطولة فرنسا المفتوحة، بدأ فيدرير موسم الملاعب العشبية، شارك أولاً في بطولة جيري ويبر المفتوحة المقامة في هاله بألمانيا، تمكن فيدرير من الوصول للمباراة النهائية والفوز باللقب عندما هزم اللاعب الألماني نيكولاس كيفر 6-1 و 6-3. وكان هذا اللقب الأول لفيدرير على العشب، وقد أصبح من أكثر اللاعبين المرشحين للظفر بلقب بطولة ويمبلدون في مكاتب المراهنات البريطانية، بعدما كانت الترشحيات تصب فقط في صالح الأمريكيين أندريه أغاسي وأندي روديك. دخل فيدرير ويمبلدون كمصنف رابع في البطولة. لم يعاني كثيراً في الأدوار الثلاثة الأولى، وفي الدور الرابع واجه الأسباني فيليسيانو لوبيز، حيث هزمه بثلاث مجموعات متتالية بالرغم من إتخاذ فيدرير العديد من الأوقات المستقطعة بسبب إصابة خطيرة تعرض لها في الظهر، كان قد اصيب بها في عملية الإحماء. في الدور ربع النهائي تأخرت مباراة روجر بسبب الأمطار، مما أعطاه الوقت للراحة من الإصابة التي تعرض حيث بقي مرتاحاً طيلة اليومين المقبلين. عندما بدأ دور الثمانية تمكن فيدرير من هزيمة المصنف الثامن الهولندي سجينغ شالكن. في نصف النهائي تقابل فيدرير مع خصمه الأمريكي المفضل أندي روديك، وكان روديك قد فاز ببطولة كوينز قبل اسبوعين، حيث اعتٌبر روديك خصماً في غاية الخطورة على العشب. في النهائي فيدرير يهزم منافسه الشاب الأمريكي في مجموعات متتالية وبواقع 7–6(8–6)، 6–3، 6–3. وبهذا أصبح فيدرير الرجل السويسري الأول الذي يصل لنهائي بطولة من البطولات الأربع الكبرى. في المباراة النهائية واجه فيدرير الأسترالي مارك فيليبوسيس والذي كان قد هزمه في وقت سابق من العام في هامبورغ، فيدرير أثبت أنه من نوعية الأبطال، حيث ارتفع مستواه بشكل كبير، وفي نقطة المباراة، أخطا فيليبوسيس، وسقط فيدرير على ركبتيه واضعاً ذراعيه فوق رأسه ناظراً للسماء، وقد هزم الأسترالي 7–6(7–5)، 6–2، 7–6(7–3) وحقق أخيراً اللقب البعيد المنال، وهو أول لقب له في البطولات الأربع الكبرى. بعد هذا الانتصار العظيم في ويمبلدون، أثبت فيدرير بأنه قادراً على الفوز بالمزيد من الألقاب الكبرى أكثر من أي رجل آخر في التاريخ. هذا الفوز في ويمبلدون كان دائما ما يصفه روجر بأنه الفوز الأهم في مسيرته المهنية جنباً إلى جنب مع فوزه في فرنسا المفتوحة 2009.

فوراً وبعد فوزه التاريخي في ويمبلدون 2003، ظل فيدرير متلزماً بمشاركته السنوية في بطولة غشتاد السويسرية. كانت هذه البطولة فريدة من نوعها في جدول فيدرير السنوي حيث أنها تقام بين فترة اللعب على الأراضي العشبية وبين موسم الصلب الأمريكي. تم تكريم فيدرير بفوزه بلقب بطولة ويمبلدون من قبل إدارة البطولة السويسرية. واصل فيدرير طريقه نحو الفوز باللقب حتى خسر في المباراة النهائية ضد خصمه التشيكي جيري نوفاك في مباراة استمرت للمجموعة الفاصلة 7–5، 3–6، 3–6، 6–1، 3–6. ومع ذلك، هذه الخسارة لم تقلل من البهجة في سويسرا عقب الأداء الرائع من فيدرير في ويمبلدون.

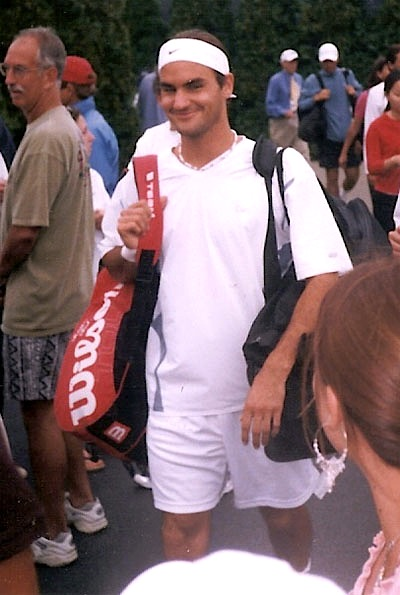
فيدرير في بطولة أمريكا المفتوحة 2002

خلال موسم الصيف في أمريكا الشمالية على الأراضي الصلبة، خسر فيدرير فرصته للصعود لصدارة التصنيف العالمي بعد الخسارة في الدور نصف النهائي لبطولة كندا للماسترز المقامة في مونتريال، حيث خسر أمام اللاعب الأمريكي أندي روديك في المجموعة الفاصلة وبشوط كسر التعادل 4–6, 6–3, 6–7(3–7)،  هذه الخسارة ستكون الأخيرة لفيدرير أمام روديك حتى عام 2008. وقد خسر فيدرير في سنسيناتي للماسترز أمام منافسه الأرجنتيني ديفيد نالبانديان في الدور الثاني، حيث خسر فيدرير بصعوبة بالغة وكان سيئ الحظ، انتهت المباراة بنتيجة 6–7(4–7)، 6–7(5–7). دخل فيدرير بطولة الولايات المتحدة المفتوحة 2003 للمرة الأولى على الإطلاق باعتباره بطل إحدى البطولات الأربع الكبرى، تمكن المصنف الثاني عالمياً من تخطي الأدوار الثلاثة الأولى بخسارة مجموعة واحدة فقط. في الدور الرابع، واجه فيدرير مرة أخرى خصمه الأرجنتيني ديفيد نالبانديان الذي كان قد هزمه في البطولة السابقة، ولديه سجل بأربع انتصارات مقابل صفر على فيدرير. مرى أخرى يتمكن الأرجنتيني من هزم المصنف الثاني فيدرير بثلاث مجموعات لواحدة 6–3، 6–7(1–7)، 4–6، 3–6،  بهذه الخسارة تراجعت فرص السويسري للوصول لصدارة التصنيف العالمي خصوصاً بعد فوز أندي روديك بجميع بطولات موسم الصيف الأمريكي.
خلال فصل الخريف، لعب فيدرير أربع بطولات متتالية داخل الملاعب المغلقة في أوروبا. فاز بلقب بطولة فيينا بعد هزيمة بطل العالم السابق الأسباني كارلوس مويا 6–3، 6–3، 6–3،  بعدها فشل في الوصول إلى المباراة النهائية في بطولات بازل مدينته التي يقطن بها، مدريد للماسترز ثم بطولة باريس للماسترز. في البطولة الختامية في هيوستن تمكن فيدرير للمرة الأولى من الفوز بلقبه الأول في كأس الأساتذة للتنس 2003. كمصنف ثالث في البطولة هزم في المباراة الافتتاحية بدور المجموعات أندريه أغاسي 6–7(3–7)، 6–3، 7–6(9–7) في مباراة مثيرة، ثم مضى بفوز ثان على الأرجنتيني ديفيد نالبانديان 6–3، 6–0، وقد هزم الأرجنتيني للمرة الأولى في مسيرته بعد خمسة هزائم متتالية. وكانت آخر مباراة في دور المجموعات لفيدرير ضد المصنف الثاني عالمياً خوان كارلوس فيريرو من إسبانيا الذي سقط أمام فيدرير 6–3، 6–1. في الدور قبل النهائي تمكن فيدرير من هزيمة بطل العالم الأمريكي أندي روديك 7–6(7–2)، 6–2. دخل فيدرير المباراة النهائية ضد بطل عام 1990 الأمريكي أندريه أغاسي وفاز عليه بمجموعات متتالية وبواقع 6–3، 6–0، 6–4.
أنهى فيدرير العام في المركز الثاني في التصنيف العالمي خلف الأمريكي أندي روديك متصدر التصنيف، وأمام الأسباني خوان كارلوس فيريرو صاحب المركز الثالث. بعدها أعلن فيدرير في خبر شكل مفاجأة كبيرة تخليه عن مدربه بيتر لوندغرين الذي أمضى معه 4 سنوات.

### 2004: الهيمنة، وثلاثة ألقاب كبرى
دخل فيدرير موسم 2004 عبر المشاركة في بطولة أستراليا المفتوحة 2004 باعتباره مصنفاً ثانياً خلف الأمريكي أندي روديك. وصل فيدرير للدور الرابع، وكان في انتظاره المصنف الأول عالمياً سابقاً الأسترالي لايتون هيويت، حيث تمكن فيدرير من الفوز بالمباراة بثلاث مجموعات لواحدة. في الدور ربع النهائي كان الأرجنتيني ديفيد نالبانديان هو خصم فيدرير، وهو الذي يملك سجل كبير ضد فيدرير بخمسة انتصارات لواحد. في أربع مجموعات تأهل فيدرير للدور نصف النهائي. أثبت فيدرير في الدور نصف النهائي سطوته الكبرى في عالم التنس بعدما سحق منافسه الإسباني خوان كارلوس فيريرو حيث تأهل المصنف الثاني عالمياً لأول نهائي له في بطولة أستراليا المفتوحة. في المباراة النهائية تقابل فيدرير مع خصمه المصنف الأول عالمياً سابقاً والفائز بلقب بطولة الولايات المتحدة المفتوحة 2000 الروسي مارات سافين. بعد مجموعة اولى صعبة تمكن منها فيدرير بشوط كسر التعادل، واصل طريقه وفاز بالمباراة بثلاث مجموعات متتالية وبواقع 7–6(3)، 6–4، 6–2. هذا الانتصار هو الأول لفيدرير في بطولة أستراليا المفتوحة والثاني في البطولات الأربع الكبرى. شهد هذا الفوز أيضاً صعود فيدرير للمركز الأول في التصنيف العالمي بدلاً عن أندي روديك لأول مرة في مسيرته الاحترافية. يذكر أن فيدرير واصل تصدره للتصنيف من 2 فبراير 2004 وحتى هبوطه للمركز الثاني 18 أغسطس 2008، حيث استمر لمدة 237 اسبوع متتالي.
بعدها توقفت انتصارات فيدرير عندما هُزم في بطولة روتردام المفتوحة أمام البريطاني تيم هينمان في الدور ربع النهائي. بعد ذلك انتعش فيدرير بسرعة، عندما تمكن في شهر مارس من الفوز ببطولة دبي للتنس بعدما فاز على الروسي مارات سافين في الدور الأول والإسباني فيليسيانو لوبيز في المباراة النهائية. كانت المحطة التالية في جدولة فيدرير هي بطولة إنديان ويلز للماسترز المقامة في كاليفورنيا، دخل فيدرير انديان ويلز وهو يبحث عن لقبه الأول في سلسلة بطولات الماسترز منذ فوزه بلقب بطولة هامبورغ عام 2002. بلغ فيدرير الدور نصف النهائي بسهولة كبيرة، حيث واجه الأسطورة الأمريكية أندريه أغاسي، تمكن أغاسي من تحقيق المجموعة الأولى، لكن فيدرير قلب النتيجة وتمكن من الفوز بمجموعتين لواحدة 4–6، 6–3، 6–4. بلغ فيدرير النهائي الأول في مسيرته الاحترافية في انديان ويلز، حيث حقق اللقب بالفوز على البريطاني تيم هينمان بمجموعتين متتاليتين 6–3، 6–3. شهدت بطولة ميامي للماسترز 2004 ظهور المنافس الأزلي لفيدرير الإسباني رافاييل نادال، عندما فاز الشاب الإسباني في أول لقاء جمع بينهما في الدور الثالث ببطولة ميامي بمجموعتين دون رد 6–3، 6–3.
مع بداية موسم الملاعب الرملية، قرر فيدرير عدم المشاركة في بطولة مونتي كارلو للماسترز، حيث بدأ موسمه الترابي عبر بوابة بطولة روما للماسترز، ومع ذلك خسر فيدرير في الدور الثاني أمام حامل لقب دورة فرنسا المفتوحة 2002 الإسباني ألبيرت كوستا. بعد ذلك توجه فيدرير للمشاركة في بطولة هامبورغ للماسترز، في ربع النهائي فاز على بطل العالم السابق كارلوس مويا من إسبانيا، ثم هزم لايتون هيويت في نصف النهائي. في المباراة النهائية تمكن فيدرير من هزيمة المصنف الثالث عالمياً الأرجنتيني غييرمو كوريا، محققاً لقبه الثاني في هامبورغ ومنهياً أطول سلسلة انتصارات لكوريا على الملاعب الرملية والتي بلغت 31 مباراة. دخل فيدرير بطولة فرنسا المفتوحة 2004 كمصنف أول للمرة الأولى في تاريخ مشاركاته في البطولات الأربع الكبرى، لكنه هُزم في الدور الثالث على يد المصنف الأول عالمياً سابقاً وحامل لقب بطولة فرنسا المفتوحة ثلاث مرات البرازيلي غوستافو كويرتن.

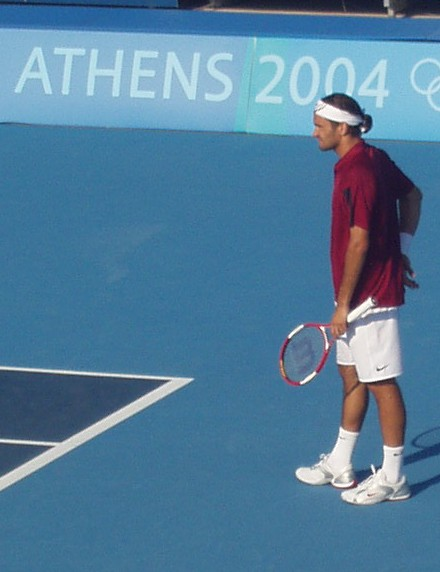
فيدرير أثناء مشاركته بدورة الألعاب الأولمبية الصيفية 2004.

استهل فيدرير مشاركته على الملاعب العشبية بلعب بطولة جيري ويبر المفتوحة في هالي، وسرعان ما عزز مكانته كأفضل لاعب على الأراضي العشبية بعدما وصل للنهائي دون خسارة أي مجموعة، ثم سحق الأمريكي ماردي فيش 6-0، 6-3 وحقق اللقب. بعد ذلك، دخل فيدرير بطولة ويمبلدون 2004 كحامل للقب، وكان يهدف لأن يكون أول لاعب يدافع عن لقبه في بطولة ويمبلدون منذ الأمريكي بيت سامبراس (1999-2000). تأهل فيدرير للمباراة النهائية مع خسارة مجموعة واحدة في مجمل مبارياته في البطولة، حيث واجه خصمه الأمريكي المصنف الثاني عالمياً أندي روديك، كانت مباراة قوية للغاية، حيث فاجأ روديك فيدرير بتحقيقه للمجموعة الأولى بمستوى عالي، لكن تقدم فيدرير في الثانية 4-0، ولكن روديك عادل النتيجة 4-4، بعد ذلك كسر فيدرير إرسال روديك وعادل نتيجة المباراة، كانت المجموعة الثالثة محورية، حيث حسمها فيدرير بصعوبة بشوط كسر التعادل، في المجموعة الرابعة سيطر فيدرير على المباراة بشكل كامل، وفي نهاية المطاف حقق الانتصار بنتيجة 4–6, 7–5, 7–6(3), 6–4. هذا هو اللقب الثالث لفيدرير في البطولات الأربع الكبرى.
كانت المشاركة الأولى لفيدرير بعد ويمبلدون، غشتاد. هذه البطولة كانت تقام على الملاعب الرملية ومشاركة فيدرير بها كونها بطولة مهمة تقام في بلده سويسرا. يذكر أن فيدرير كان قد شارك بها بين عامي 1998-2003، لكنه لم يتوج بها على الإطلاق، الأمر الذي تغير هذا العام عندما هزم في النهائي اللاعب الروسي إيغور أندريف محققاً أول ألقابه في غشتاد. في بطولة كندا للماسترز، وصل فيدرير للمباراة النهائية بخسارة مجموعة واحدة فقط، وفي النهائي قابل خصمه الأمريكي أندي روديك وفاز عليه بمجموعتين متتاليتين 7–5، 6–3. وكان هذا اللقب الرابع لفيدرير في بطولات الماسترز والأول له في كندا. في سنسيناتي انهزم فيدرير في الدور الثاني عقب خسارته أمام اللاعب السلوفاكي دومينيك هرباتي.
دخل فيدرير دورة الألعاب الأولمبية الصيفية 2004 المقامة في آثينا باعتباره المصنف الأول، وكان يعتبر من أبرز المرشحين للفوز بالميدالية الذهبية الأولمبية في فردي الرجال. في الدور الأول تقابل فيدرير مع اللاعب الروسي نيكولاي دافيدينكو، وبالرغم من خسارة مجموعة إلا أن فيدرير حسم اللقاء بثلاث مجموعات وبواقع 6–3، 5–7، 6–1. في الدور الثاني كان خصم فيدرير هو اللاعب التشيكي الشاب والمصنف السادس عالمياً في المستقبل توماس بيرديتش، بعد فوز فيدرير بالمجموعة الأولى، تمكن الشاب التشيكي من القبض على المباراة وهزيمة بطل العالم بمجموعتين لواحدة 6–4، 5–7، 5–7. كانت هذه الخسارة هي الأخيرة للمصنف الأول عالمياً هذا الموسم.
بدأت بطولة الولايات المتحدة المفتوحة 2004، حيث تقدم فيدرير قائمة المصنفين باعتباره في المرتبة الأولى. تأهل فيدرير في الأدوار الأربعة الأولى قبل أن يصطدم بالأمريكي أندريه أغاسي في الدور ربع النهائي، مباراته أمام حامل لقب هذه البطولة مرتين وصلت للمجموعة الفاصلة في لقاء كان ملحمياً، فبعد فوز فيدرير بالأولى ثم خسارته الثانية، تمكن فيدرير من كسر إرسال أغاسي عندما كانت تشير نتيجة المجموعة الثالثة إلى 5-5 وحسمها لصالحه، لكن اغاسي عاد بالمباراة وحصل على المجموعة الرابعة، في النهاية تمكن المصنف الأول عالمياً من الفوز في المباراة في المجموعة الأخيرة والتأهل للدور نصف النهائي بنتيجة 6–3، 2–6، 7–5، 3–6، 6–3. في الدور قبل النهائي، حقق فيدرير فوزاً ساحقاً على البريطاني تيم هينمان في مجموعات متتالية. فاز فيدرير بلقب الفردي لبطولة أمريكا المفتوحة لعام 2004 عقب سحقه الأسترالي لايتون هيويت بثلاث مجموعات سريعة 6–0، 7–6(3)، 6–0. كان هذا النهائي واحد من أسهل النهائيات في بطولة أمريكا المفتوحة، كما كان فيدرير أول لاعب يفوز بمجموعتين 6–0 في المباراة النهائية منذ عام 1884.
في الجولة الآسيوية، شارك فيدرير في بطولة تايلاند المفتوحة، حيث عانى في الدور نصف النهائي عندما فاز على اللاعب التايلاندي بارادورن سرايشافان بمجموعتين لواحدة 7–5، 2–6، 6–3. في النهائي كان خصم فيدرير هو المصنف الثاني عالمياً الأمريكي أندي روديك، تمكن فيدرير من إسقاط اللاعب الأمريكي بسهولة عندما هزمه 6–4، 6–0. كان هذا الفوز هو الثاني عشر على التوالي في المباريات النهائية لفيدرير، وقد عادل الرقم القياسي في كل الأوقات للسويدي بيورن بورغ والأمريكي جون ماكنرو. تميز هذا الانتصار بأنه اللقب العاشر لفيدرير في عام 2004. في بطولة مدريد للماسترز، قرر فيدرير عدم المشاركة بها من أجل التركيز على الفوز ببطولة بازل مسقط رأسه للمرة الأولى، ومع ذلك قبل بدء البطولة عانى فيدرير من تمزق في الألياف العضلية في فخذه الأيسر واضطر للانسحاب من البطولة، كما أدت هذه الإصابة إلى انسحابه من بطولة باريس للماسترز.
عاد المصنف الأول عالمياً بعد غياب دام ستة أسابيع عن الملاعب عبر بوابة بطولة كأس الأساتذة 2004، حيث تم تكريمه كبطل للعالم للعام 2004،  وتناول الغذاء مع الرئيس الأمريكي السابق جورج دبليو بوش، وكان فيدرير هو حامل اللقب في الموسم الماضي. تم وضع فيدرير في مرحلة المجموعات ضمن المجموعة الحمراء، والتي تألفت من اللاعبين كارلوس مويا، لايتون هيويت، وكذلك حامل لقب بطولة فرنسا المفتوحة غاستون غاوديو. فاز فيدرير في جميع مبارياته الثلاث في دور المجموعات، ومع ستة مع سبع مجموعات تقابل فيدرير مع اللاعب الروسي مارات سافين في الدور قبل النهائي، حيث فاز فيدرير بالمجموعة الأولى، لكن في الثانية لعب الاثنان شوط كسر تعادل ماراثوني، حيث حسمه فيدرير 20-18، وقد استمر الشوط 27 دقيقة، حيث كان هذا الشوط الذي تكون من 38 نقطة أطول شوط كسر تعادل في تاريخ التنس إلى جانب مباراة بورغ-وال في بطولة ويمبلدون عام 1973، وايفانيسيفيتش-نيستور في عام 1993 في بطولة الولايات المتحدة المفتوحة. في النهائي واجه فيدرير خصمه الأسترالي لايتون هيويت لسادس مرة في مباراة نهائية من العام 2004، حيث فاز فيدرير في المباراة بمجموعتين متتاليتين 6–3، 6–2. وكان هذا الانتصار هو الثالث عشر على التوالي لفيدرير في المباريات النهائية محطماً الرقم القياسي الذي يتشاركه مع كل من بورغ وماكنرو.
أنهى فيدرير الموسم مع سجل استثنائي بـ 76 فوز مقابل 6 هزائم فقط، أحرز 11 بطولة (ثلاثة ألقاب جراند سلام، وثلاثة بطولات ماسترز)، وفاز بـ 18 مباراة لعبها ضد لاعبين مصنفين ضمن الـ 10 الأوائل. حقق فيدرير رقماً قياسياً بـ 26 فوز متتالي قبل أن يوقفه مارات سافين في أستراليا المفتوحة 2005.

### 2005: لقبين في الجراند سلام
في رغبة منه لتحقيق موسم استثنائي آخر، قرر فيدرير الاستعانة بخدمات أحد أشهر المدربين، الأسترالي توني روش. كانت البطولة الأولى لفيدرير هي بطولة الدوحة، حيث نجح المصنف الأول عالمياً بتحقيق اللقب دون خسارة أي مجموعة عقب فوزه على الكرواتي إيفان ليوبيسيتش 6–3، 6–1. بعدها توجه فيدرير للمشاركة في أولى بطولات الجراند سلام، حيث وصل فيدرير للدور الربع نهائي من بطولة أستراليا المفتوحة 2005 دون خسارة أي مجموعة، وأكمل انتصاراته بهزيمة الأمريكي أندريه أغاسي في مجموعات متتالية. في نصف النهائي خسر فيدرير بصعوبة كبيرة عندما تقابل مع اللاعب الروسي مارات سافين، يذكر أن فيدرير أضاع نقطة الفوز بالمباراة في شوط كسر التعادل بالمجموعة الرابعة، خسر فيدرير بنتيجة 7–5، 4–6، 7–5، 6–7(6)، 7–9.

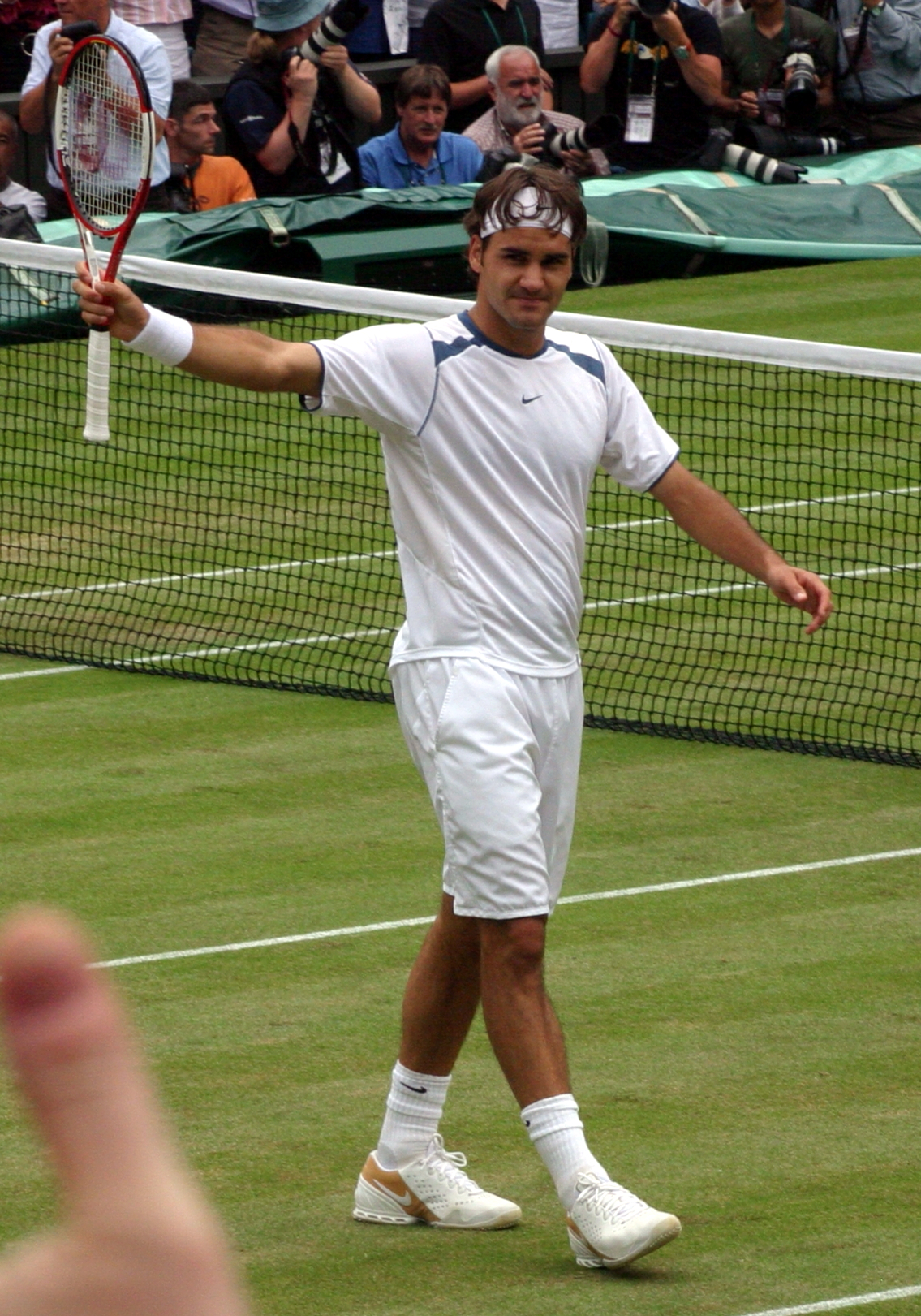
فيدرير في مواجهة لايتون هيويت في نصف نهائي بطولة ويمبلدون 2005.

توجه فيدرير للمشاركة في بطولة روتردام فئة 500 نقطة، وصل للمباراة النهائية دون أية صعوبات، حيث واجه الكرواتي إيفان ليوبيسيتش للمرة الثانية بعد نهائي بطولة الدوحة في بداية العام، فاز فيدرير ببطولة روتردام بمجموعتين لواحدة وبواقع 5–7، 7–5، 7–6(5). واصل فيدرير نتائجه المميزة وحقق للاسبوع الثاني على التوالي لقباً آخر، عندما فاز ببطولة دبي للتنس بهزيمة ثالثة على التوالي للاعب إيفان ليوبيسيتش بنتيجة 6–1، 6–7(6)، 6–3. يُذكر أن فيدرير تقابل في نصف النهائي مع الأمريكي أندريه أغاسي.

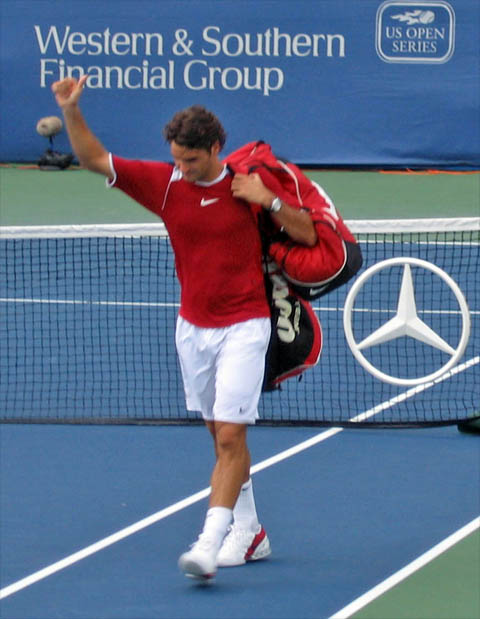
فيدرير يفوز للمرة الأولى بلقب بطولة سينسيناتي 2005.

بعدها انتقل المصنف الأول عالمياً للمشاركة في أولى بطولات الماسترز إنديان ويلز، تأهل فيدرير للمباراة النهائية دون خسارة أي مجموعة طوال البطولة، وفاز على اللاعب الأسترالي لايتون هيويت بثلاث مجموعات متتالية، انتهت المباراة بواقع 6–2، 6–4، 6–4. في بطولة ميامي للماسترز، تأهل فيدرير للمباراة النهائية بخسارة مجموعتين طوال البطولة، حيث واجه اللاعب الإسباني رافاييل نادال للعام الثاني على التوالي، فبعد تقدم الإسباني بمجموعتين وحصوله على نقطتين للفوز بالبطولة في الثالثة، تمالك فيدرير نفسه وقلب نتيجة المباراة وفاز بنتيجة 2–6، 6–7(4)، 7–6(5)، 6–3، 6–1، وتوج بلقب بطولة ميامي للمرة الأولى في مسيرته الاحترافية.
في موسم الملاعب الترابية، استهل فيدرير اولى مشاركاته بالخسارة في بطولة مونتي كارلو للماسترز في الدور ربع النهائي ضد اللاعب الشاب الفرنسي ريشارد جاسكيه. ثم قرر فيدرير عدم المشاركة في بطولة روما للماسترز. بعد ثلاثة أسابيع مرة أخرى تقابل فيدرير مع اللاعب جاسكيه في نهائي بطولة هامبورغ للماسترز، عندما فاز فيدرير بلقب ثالث له في هامبورغ بتحقيقه فوزاً بمجموعات متتالية وبواقع 6–3، 7–5، 7–6(4). في بطولة فرنسا المفتوحة 2005 ثاني بطولات الجراند سلام، وصل فيدرير للدور نصف النهائي، حيث واجه غريمه الآزلي في المستقبل الإسباني رافاييل نادال. انهزم فيدرير لثاني مرة ضد اللاعب الإسباني (الذي حقق اللقب) وخسر حظوظه للتتويج بالبطولة بالرغم من الترشيحات التي كان تصب في مصلحته قبل بدايتها. انهزم فيدرير بنتيجة 3–6، 6–4، 4–6، 3–6.
مع انطلاق موسم الملاعب العشبية، شارك فيدرير في بطولة جيري ويبر المفتوحة في هالي، والتي تُعتبر البطولة التحضيرية لبطولة ويمبلدون. بعد مباراة صعبة في الدور الأول، تغلب فيدرير على اللاعب السويدي روبن سودرلينغ بمجموعتين لواحدة، ثم وصل بعد ذلك للمباراة النهائية، حيث هزم خصمه الروسي مارات سافين في ثلاث مجموعات 6–4، 6–7(6)، 6–4. في بطولة ويمبلدون 2005، لم يعاني المصنف الأول عالمياً من أي صعوبات في طريقه للنهائي، فبعد خسارة مجموعة واحدة في طريقه للنهائي، هزم فيدرير خصمه الأمريكي أندي روديك بنتيجة 6–2، 7–6(2)، 6–4، وفاز بلقبه الثالث في ويمبلدون،  وهو الثالث على التوالي أيضاً. بعد المشاركة العشبية، حقق فيدرير رقماً قياسياً في عدد مرات الفوز المتتالي على الأراضي العشبية بـ 36 انتصار.

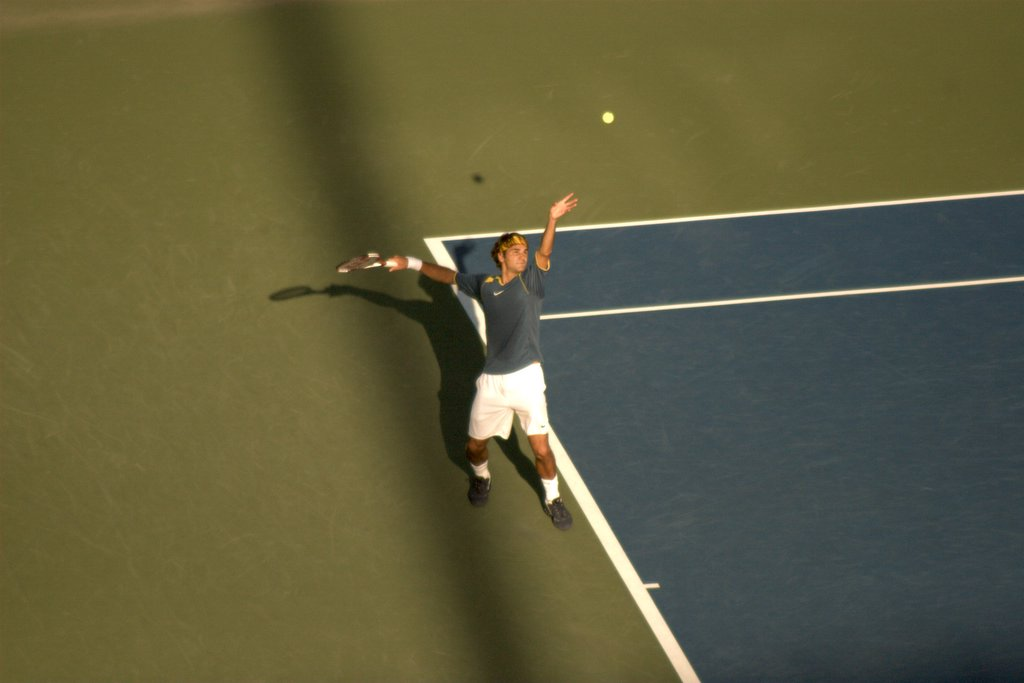
فيدرير في بطولة الولايات المتحدة المفتوحة 2005.

بعد ذلك، أصيب فيدرير بمشاكل في قدمه ففضل الانسحاب من بطولة مونتريال للماسترز ليضمن استعداداً أفضل لبطولة أمريكا المفتوحة، آخر البطولات الأربع الكبرى. قبلها مباشرة، تمكن فيدرير من حصد لقب بطولة سينسيناتي للماسترز للمرة الأولى في مسيرته الاحترافية، إثر فوزه في النهائي على اللاعب الذي هزمه في نهائي ويمبلدون من العام نفسه أندي روديك بمجموعتين لواحدة وبواقع 6–3، 7–5.
في بطولة أمريكا المفتوحة 2005، تعرض فيدرير لخسارة مجموعتين فقط أثناء مشوراه في البطولة. استطاع فيدرير الوصول للدور الرابع دون أي صعوبات، حيث تقابل مع اللاعب الألماني نيكولاس كيفر، وبالرغم من خسارة المجموعة الثانية، تمكن المصنف الأول عالمياً من العبور للدور التالي والفوز على كيفر بثلاث مجموعات لواحدة كانت 6–4، 6–7(3)، 6–3، 6–4. في دور ربع النهائي واجه فيدرير خصمه الأرجنتيني ديفيد نالبانديان، وعلى غير العادة سحق فيدرير اللاعب الأرجنتيني بثلاث مجموعات متتالية وبواقع 6–2، 6–4، 6–1. في نصف النهائي كان فيدرير على موعد مع الأسترالي لايتون هيويت، فيدرير فاز بالمجموعتين الأوليتين دون صعوبات، لكن تمكن هيويت من حصد الثالثة، إلا أن فيدرير تمكن من الرابعة وفاز بالمباراة بنتيجة 6–3، 7–6، 4–6، 6–3، محققاً فوزاً جديداً على اللاعب الأسترالي، ومتاهلاً لنهائي آخر في أمريكا المفتوحة. في النهائي كان فيدرير في مواجهة مع الأسطورة الحية الأمريكي أندريه أغاسي، وأمام ثلاثة وعشرون ألف متفرج اجتمعوا لمساندته في نهائي بطولة بلده. فيدرير تمكن من احراز المجموعة الأولى، إلا أنه وجد منافسة عنيفة من الأمريكي خلال المجموعتين المواليتين قبل أن يتمكن في شوط كسر التعادل بالمجموعة الثالثة من ايجاد مفتاح المباراة ولم يترك أي فرصة لأغاسي للعودة، فاز بالمجموعة الرابعة بنتيجة قاسية على الأمريكي 6–1 ومعها حقق سادس لقب له في الجراند سلام، والثاني في بطولة أمريكا المفتوحة. انتهت المباراة بنتيجة 6–3، 2–6، 7–6(1)، 6–1. كما حقق فيدرير ثنائية الفلاشينغ ميدوز-ويمبلدون للسنة الثانية على التوالي.
بعدها، ساهم فيدرير في إبقاء منتخب سويسرا ضمن المجموعة العالمية، وأحرز لقب بطولة بانكوك. قبل انطلاق موسم الملاعب المغلقة، أصيب فيدرير جدياً في قدمه اليمنى واعتقد الجميع أنه سينسحب من بقية بطولات الموسم، لكنه ظهر مجددا في بطولة كأس الأساتذة للتنس 2005 نهاية الموسم بشانغهاي. عانى من ضعف الإستعداد للبطولة، إلا أنه فاز بالثلاث مباريات ضمن مجموعته، وكذلك مباراة نصف النهائي أمام الأرجنتيني غاستون غاوديو بنتيجة 6–0، 6–0. تأهل فيدرير للنهائي لمقابلة الأرجنتيني الآخر ديفيد نالبانديان الذي شكل عقبة له في الكثير من البطولات السابقة، اللاعبان أظهرا مستوى متقارب، إلا أن فيدرير تمكن من حصد المجموعتين الأوليتين بشوط كسر التعادل في كل منهما، بعدها، بدأت لياقة السويسري تخونه ليستغل الأرجنتيني ذلك ويحقق نتيجة 2–6, 1–6, 6–7(3). وفي محاولة منه للرجوع في المباراة، حاول فيدرير العودة من الخسارة، ليصل بالمجموعة إلى شوط كسر التعادل، إلا أن نالبانديان تمكن من الفوز بالمباراة والبطولة بعد أن فاز بشوط كسر التعادل في المجموعة الخامسة. هذه الخسارة، منعت فيدرر من معادلة رقم جون ماكنرو عام 1984 بـ 82 انتصار و3 هزائم. فيدرير أيضا توقفت سلسلة الانتصارات المتتالية لديه في النهائيات عند الرقم 24. ورغم ذلك، بـ 81 انتصار و4 هزائم، الفوز بـ 11 بطولة (من بينها 2 جراند سلام، و4 ماسترز) وبـ 2000 نقطة تفصله عن أقرب منافسيه في التصنيف العالمي، الأسباني رافاييل نادال، قدم روجر فيدرير مرة أخرى موسما استثنائياً. تم منحه لقب بطل الأبطال لعام 2005 من طرف مجلة (بالفرنسية: L'Équipe) الرياضية. فيدرير فاز بالجائزة على حساب الإيطالي فالنتينو روسي، بطل سباقات الدراجات، والإسباني فرناندو ألونسو بطل الفورمولا 1.

### 2006: الوصول لجميع نهائيات الجراند سلام، والفوز بثلاثة
بعد مشاكل الإصابات التي عانى منها خلال الموسم الفائت، فيدرير بدأ موسمه الجديد في أفضل الظروف محققاً لقب بطولة قطر اكسون موبيل المفتوحة للتنس على حساب الفرنسي جايل مونفيس الذي هزمه في النهائي بسهولة 6–3، 7–6(5). اللقاء كان الأول بين اللاعبين. ومع هذا الانتصار، سجل فيدرير لقبه السادس والثلاثون منذ انطلاق مسيرته الاحترافية. خسر أول مباراة له في الموسم (وهي غير رسمية) في منافسات بطولة كويونغ الإستعراضية التي تسبق أولى بطولات الجراند سلام، أستراليا المفتوحة. فيدرير خسر من الألماني تومي هاس.
في الدور الأول لبطولة أستراليا المفتوحة 2006، تمكن فيدرير من الفوز بسهولة على حساب اللاعب الأوزبكي دينيس ايستومين، قابل في الدور الثاني الألماني فلوريان ماير، تمكن من اجتياز كل من الروسي نيكولاي دافيدينكو والألماني تومي هاس، قبل أن يفوز بنهائي البطولة على حساب القبرصي (مفاجأة البطولة) ماركوس باجداتيس، فبعد خسارته المجموعة الأولى، قلب فيدرير نتيجة اللقاء وفاز بثلاث مجموعات لواحدة 5–7، 7–5، 6–0، 6–2. وخلال مراسم تسليم الكأس، ظهرت انفعالات فيدرير وبكى عندما تم منحه الكأس خاصةً وأن من سلمه اياها كان الأسطورة رود ليفر. لم يستطع فيدرير تمالك مشاعره وبكى على أكتاف ليفر الذي تأثر هو الآخر من موقف فيدرير، الشاب الذي أكمل عامه الرابع والعشرين وفي حوزته 7 ألقاب في الجراند سلام. هذا هو اللقب السابع على التوالي لفيدرير في نهائيات الجراند سلام (2003 بطولة ويمبلدون–2006 أستراليا المفتوحة) وهو المركز السادس في العصر المفتوح مع جون ماكنرو وماتس فيلاندر، وهو رقم قياسي لبداية أسطورة، والثاني في الترتيب العام خلف بيت سامبراس بثمانية (1995 بطولة ويمبلدون–2000 ويمبلدون).

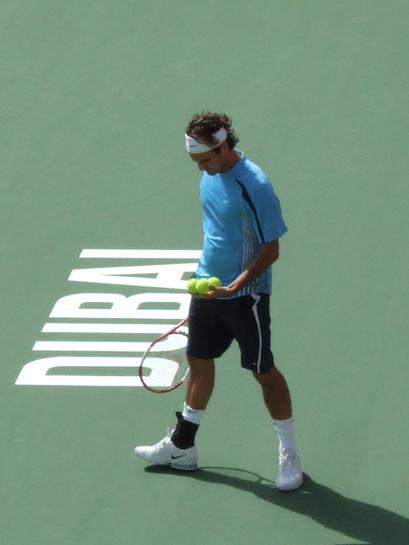
فيدرير خلال مشاركته في بطولة دبي 2006.

انسحب روجر من بطولة ايه بي ان أمرو العالمية لكرة المضرب، ومنافسات كأس ديفيز، ليعود مع انطلاق منافسات بطولة سوق دبي الحرة المفتوحة للرجال، التي أحرزها لثلاث سنوات متتالية وفي نيته الاحتفاظ بلقبه للسنة الرابعة. وصل فيدرير للنهائي دون فقدان أي مجموعة، عكس التوقعات، خسر نهائي البطولة أمام المصنف الثاني عالمياً ومنافسه اللدود الإسباني رافاييل نادال العائد من الإصابة بمجموعتين لواحدة 6–2، 4–6، 4–6. هذه الخسارة أنهت سلسلة انتصارات لفيدرير بدأت منذ انطلاق الموسم والتي وصلت لـ 16 فوز، وكانت الخسارة الأولى له على الملاعب الصلبة منذ أكثر من عام، المرة الأخيرة كانت قبل 13 شهر عندما انهزم في نصف نهائي بطولة أستراليا المفتوحة لعام 2005.
بعدها، تمكن فيدرير من الحفاظ على لقبه في بطولة باسيفيك لايف المفتوحة في إنديان ويلز بكاليفورنيا، من سلسلة الماسترز، بالفوز على اللاعب الأمريكي جيمس بليك 7–5، 6–3، 6–0. وأصبح أول لاعب يتمكن من الحفاظ على البطولة لثلاث مواسم متتالية. بعد اسبوعين واصل فيدرير تألقه وأحرز بطولة سوني إريكسون المفتوحة، في ميامي من سلسلة الماسترز، عندما حقق الفوز على الكرواتي ايفان ليوبيسيتش في مجموعات متتالية 7–6(5)، 7–6(4)، 7–6(6). بفوزه في ميامي حقق فيدرير لقبها الثاني في الماسترز، وأصبح أول لاعب في التاريخ يحقق ثنائية انديان ويلز–ميامي مرتين متتاليتين.

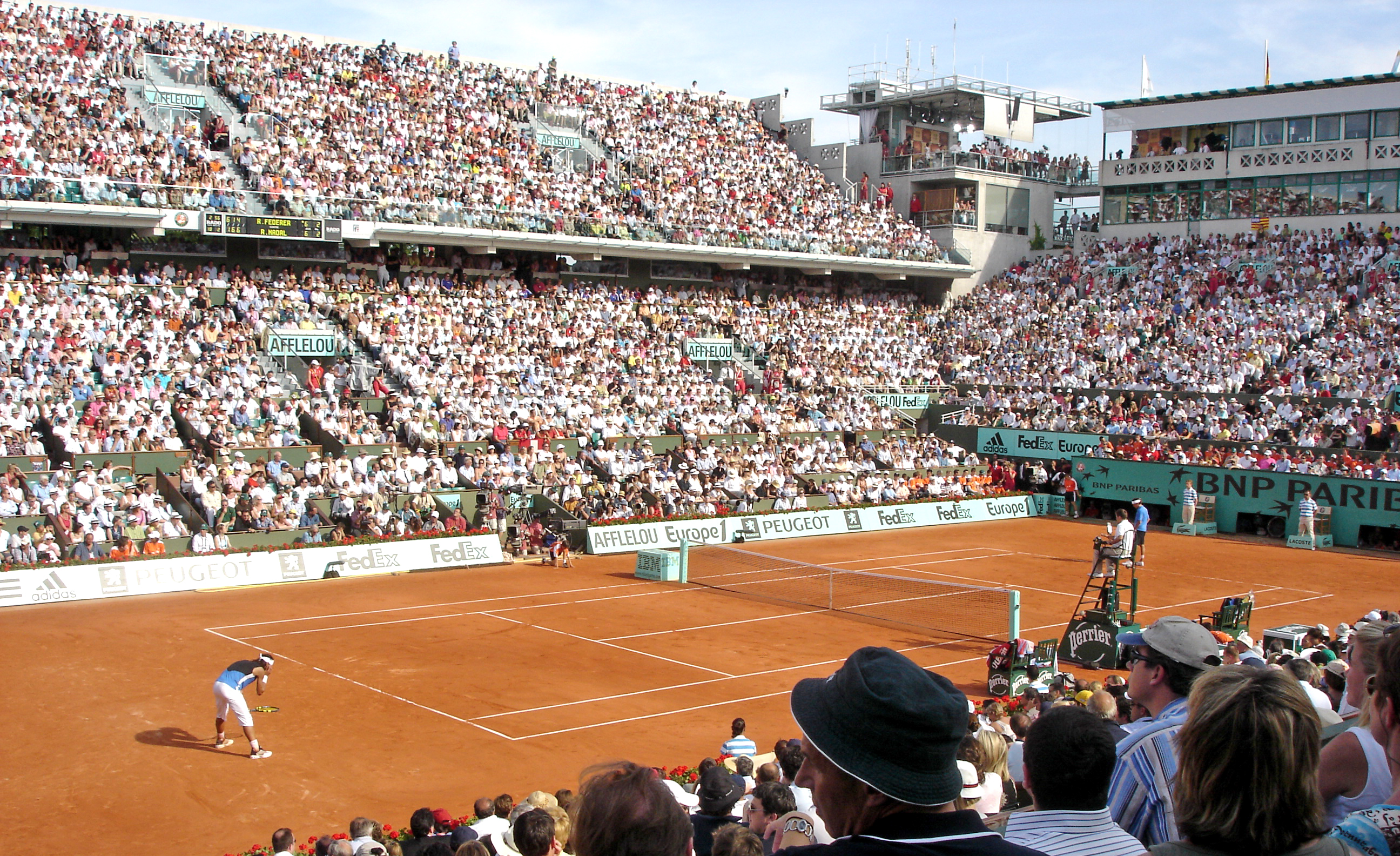
فيدرير في باريس والخسارة للسنة الثانية على التوالي ضد رافاييل نادال.

مع بداية الربيع وانطلاق موسم الملاعب الرملية، تحول تركيز فيدرير إلى الطين الأحمر في أوروبا. بدأ فيدرير موسم الملاعب الرملية بالوصول لنهائي بطولة رولكس مونتي كارلو المقامة في موناكو. الجدير بالذكر أن المصنف الأول عالمياً افتتح أولى مبارياته في البطولة بالفوز على نوفاك دجوكوفيتش (18 عاما)؛ هذه المباراة هي الأولى بين لاعبين خاضا واحدة من أقوى المنافسات في تاريخ التنس لاحقاً. بعد الوصول للنهائي خسر فيدرير مع الإسباني رافاييل نادال في أربع مجموعات 2–6، 7–6(2)، 3–6، 6–7(5). وكان نادال لم يثبت بعد القوة المهيمنة على الملاعب الرملية، وأنه سيصبح الأفضل على الإطلاق على التراب، وكانت المباراة دلالة على أن نادال سيكون مصدر إزعاج دائم للنجم السويسري على الملاعب الرملية في المستقبل. في بطولة انترناسيونالي بي ان ال دإيتاليا المقامة في العاصمة الإيطالية روما، كان طريق فيدرير للنهائي محفوفاً بالمخاطر، فبعد هزيمة نيكولاس ألماغرو في ربع النهائي 6–3، 6–7(2)، 7–5. وديفيد نالبانديان في نصف النهائي 6–3، 3–6، 7–6(5). قابل فيدرير في النهائي رافاييل نادال، والتي ستكون لاحقاً أعظم مباراة بين اللاعبين على الملاعب الترابية. في نهاية المطاف فاز نادال في اللقاء في مباراة ملحمية وصلت للمجموعة الخامسة، حيث بلغت المجموعة الأخيرة ذروتها في شوط كسر التعادل. فاز نادال بنتيجة 7–6، 6–7(5)، 4–6، 6–2، 6–7(5). كانت هذه الخسارة مدمرة لفيدرير بسبب حصوله على نقطتين للفوز بالبطولة عندما كانت النتيجة تشير إلى 6–5 في المجموعة الخامسة. بسبب اللياقة البدنية بعد المباراة الشاقة في روما، قرر كلا اللاعبان الانسحاب من بطولة هامبورغ للماسترز التي اقيمت في الاسبوع التالي، لضمان استعداد جيد لبطولة الجراند سلام التي تقام على الأراضي الترابية، فرنسا المفتوحة. خارج الملاعب، واصل فيدرير احراز الجوائز، ونال جائزة لوريوس العالمية لأفضل رياضي في العالم عن عام 2005 للسنة الثانية على التوالي.

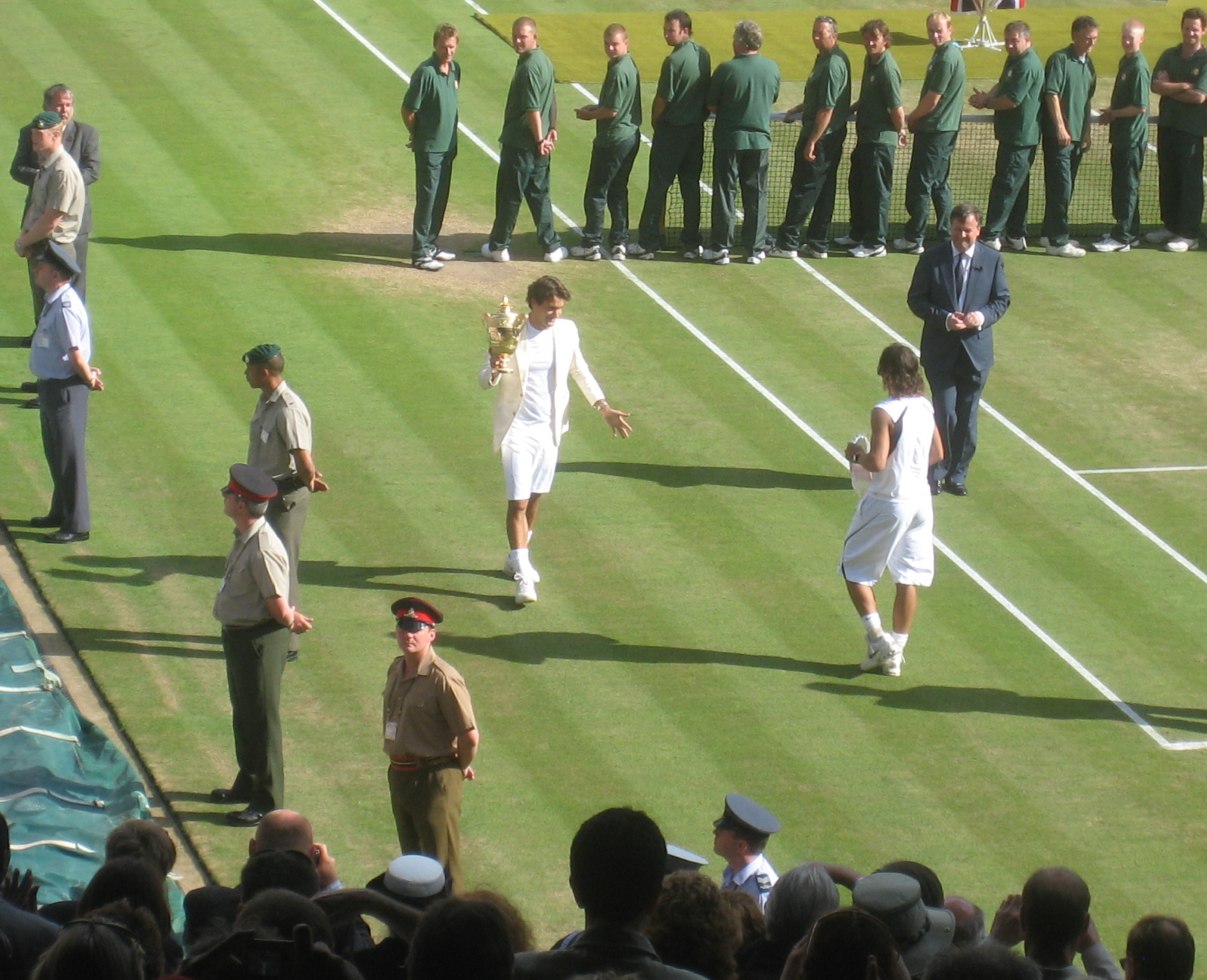
فيدرير يتوج بلقبه الرابع في ويمبلدون 2006 بعد الفوز على نادال.

ومع انطلاق منافسات بطولة فرنسا المفتوحة 2006، قدم فيدرير مباريات جيدة، أقصى في الدور الأول الأرجنتيني دييغو هارتفيلد. واستمر روجر في أدائه الجيد وخسر أول مجموعة له في البطولة في الدور الثالث أمام البطل الأولمبي نيكولاس ماسو. قابل في الثمن نهائي التشيكي توماس بيرديتش. بيرديتش سبق وهزم روجر في الألعاب الأولمبية بأثينا عام 2004. هذه المرة سارت الأمور لصالح فيدرير ولم يجد أي مشكلة في إقصائه. في ربع النهائي أيضا لم يجد صعوبة أمام الكرواتي ماريو أنشيك. في نصف النهائي، كان فيدرير على موعد مع عقدته السابقة، ديفيد نالبانديان، إلا أن هذا الأخير لم يكن يمتلك المقومات لإيقاف فيدرير، وبذلك بلغ للمرة الأولى نهائي البطولة الباريسية، حيث قابل للمرة الرابعة تلك السنة، الإسباني رافاييل نادال. وبعد مجموعة أولى سهلة لفيدرير، تمكن الإسباني من الرجوع إلى المباراة والفوز بالثلاث مجموعات الموالية ليحتفظ بلقبه في بطولة فرنسا المفتوحة. فيدرير ارتكب خلال هذه المباراة عدداً هائلاً من الأخطاء المباشرة (51) خطأ، خسر بذلك النهائي الرابع في السنة أمام الإسباني نادال بنتيجة 6–1، 1–6، 4–6، 6–7(4). بهذه الخسارة انتهت كل الترشيحات التي كانت تقول بأن فيدرير سيحرز رباعية الجراند سلام لعام 2006. بالرغم من أن بطولة فرنسا المفتوحة استعصت على فيدرير، إلا انه أصبح واحد من اثنين من اللاعبين فقط الذين بلغوا نهائيات جميع البطولات الأربع الكبرى في الفردي، اللاعب الآخر هو أندريه أغاسي.
في موسم الملاعب العشبية، فاز فيدرير بلقبه الرابع على التوالي في بطولة جيري ويبر المفتوحة في هالي بألمانيا عندما هزم التشيكي توماس بيرديتش. 6–0، 6–7(4)، 6–2. الجدير بالذكر أن فيدرير خاض مباراة ملحمية في دور ربع النهائي عندما تعرض لخسارة المباراة بمجموعتين دون رد وخرج من ثلاث نقاط لخسارة اللقاء، عندما كان في مواجهة اللاعب البلجيكي أوليفيه روكوس، فاز فيدرير باللقاء 6–7(2)، 7–6(9)، 7–6(5). بعد الفوز بهالي، تمكن فيدرير من معادلة رقم بيورن بورغ في عدد مرات الفوز المتتالي على العشب بـ 41 انتصار متتالي.
دخل فيدرير ويمبلدون كمصنف أول في البطولة، في محاولة ليصبح أول رجل منذ الأمريكي بيت سامبراس (1997-2000) يفوز بويمبلدون في أربعة أعوام متتالية. واجه فيدرير قرعة قاسية، هي الأصعب منذ بدء مشاركاته في البطولة. قابل في الدور الأول الفرنسي الشاب ريشارد جاسكيه، الفائز بلقب بطولة توتنغهام مباشرة قبل ويمبلدون، تمكن فيدرير من إقصائه ليحقق بذلك الرقم القياسي في الفوز المتتالي على العشب. هزم بعد ذلك كلا من تيم هينمان ونيكولا ماهو، فيدرير إلى الآن لم يخسر أي مجموعة في البطولة. بلغ ثمن النهائي، وقابل التشيكي توماس بيرديتش، خصمه في نهائي هالي، تمكن من تجاوزه أيضا ومن دون خسارة أي مجموعة. في ربع النهائي تمكن من اجتياز الكرواتي ماريو أنشيك بسهولة، نفس السيناريو في نصف النهائي أمام السويدي جوناس بيوركمان. بلغ فيدرير نهائي ويمبلدون للمرة الرابعة على التوالي دون خسارة أي مجموعة، حيث ألتقى عدوه اللدود الإسباني رافاييل نادال، الذي تأهل للمرة الأولى في مسيرته الاحترافية لنهائي ويمبلدون، وكان فيدرير لم يحقق الفوز على نادال بأي مباراة من الأربع مباريات التي لعبها الاثنان هذا العام. انطلقت المباراة، وكما كان متوقعاً، أحرز فيدرير المجموعة الأولى بسهولة 6–0، في الثانية شهدت محاولات للإسباني للرجوع إلا أن فيدرير أنهاها بعد شوط كسر التعادل. وصوله إلى التاي بريك، زاد من حماس نادال الذي يطمح لتكرار هزيمته لروجر وعلى أرضيته المفضلة هذه المرة. تمكن من الفوز بالمجموعة الثالثة بعد شوط كسر التعادل وهي الأولى التي يخسرها فيدرير منذ انطلاق البطولة. في المجموعة الرابعة أثبت روجر سطوته على العشب وكسر إرسال نادال مرتين ليحقق لقبه الثامن في الجراند سلام، والرابع على التوالي في بطولة ويمبلدون، فاز فيدرير بنتيجة 6–0، 7–6(5)، 6–7(2)، 6–3. بعد هذا الفوز تعادل فيدرير بعدد بطولات الجراند سلام مع كل من اندريه أغاسي وجيمي كونرز وايفان ليندل خلف كل من بيورن بورغ (11)، وبيت سامبراس (14).

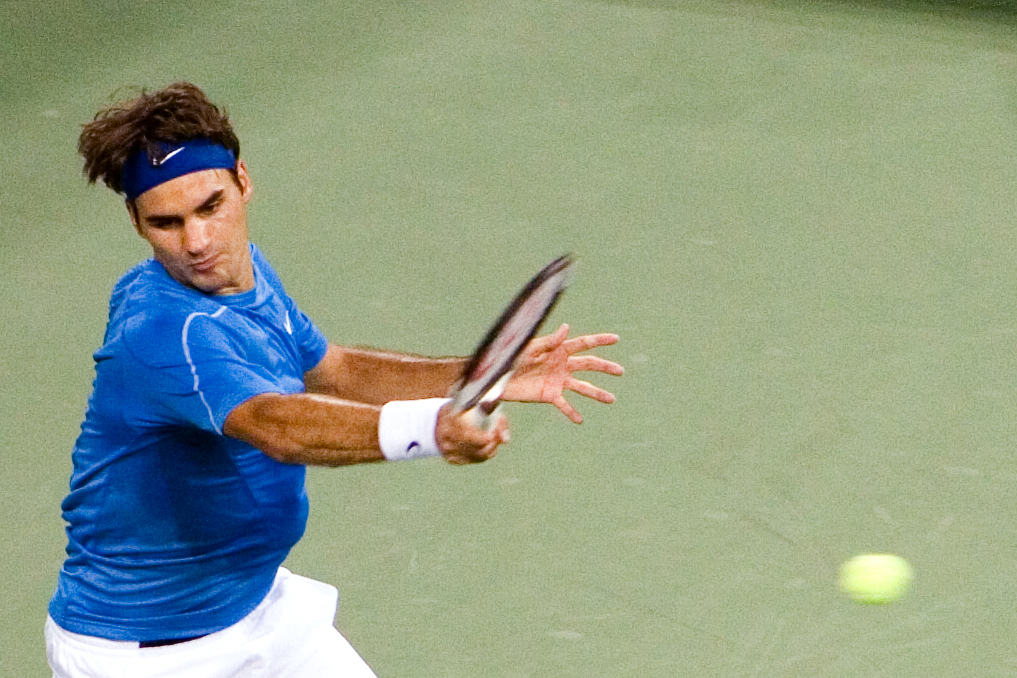
فيدرير أثناء مواجهة جيمس بليك في ربع نهائي أمريكا المفتوحة 2006.

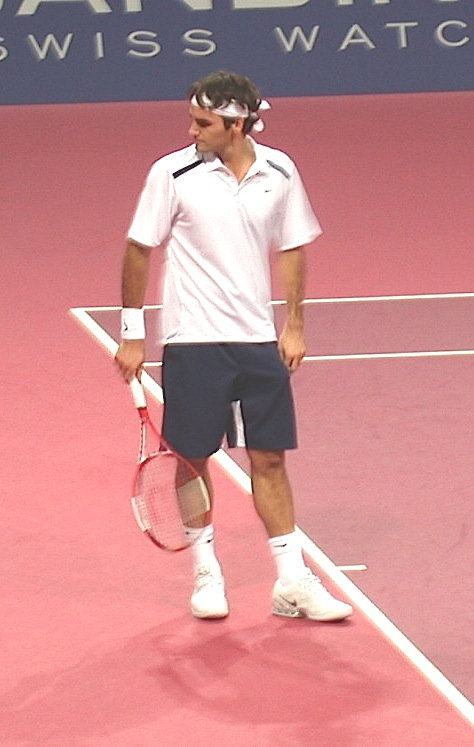
فيدرير في بطولة بازل للتنس 2006.

بعد فترة استراحة قضاها في سويسرا، عاد فيدرير مجدداً إلى المنافسات من خلال بطولة كأس روجرز في تورونتو الكندية من سلسلة بطولات الماسترز. هزم الفرنسيان بول هنري ماثيو وسيباستيان غروجان في الدور الأول والثاني على التوالي. ثم الروسي دميتري تورسنوف والبلجيكي اكزافييه ماليسه والتشيلي فيرناندو غونزاليس. في النهائي هزم فرنسي آخر هو ريشارد جاسكيه، وأضاف بذلك إلى سجله لقبه الـ 40 . فيدرير سجل 55 انتصار متتالي على أراضي أمريكا الشمالية. في سينسيناتي، خرج فيدرير من الدور الثاني للبطولة على يد البريطاني أندي موراي، الشاب الواعد أصبح بذلك ثاني لاعب يتمكن من هزيمة فيدرير بعد الأسباني نادال. المصنف الأول عالمياً لم يخرج من بطولة مبكراً بهذا الشكل منذ عامين. بعد هذه الخسارة فيدرر لم يخسر أي مباراة أخرى للفترة المتبقية من السنة. أنهى الموسم مع سجل مثالي 29-0 فوز (هذا من شأنه أن يستمر في عام 2007، وتكون أطول سلسلة انتصارات لفيدرير بـ 41 مباراة متتالية).
خلال بطولة أمريكا المفتوحة 2006، آخر البطولات الأربع الكبرى لهذا العام، فاز فيدرير على منافسه الأمريكي أندي روديك في المباراة النهائية بثلاث مجموعات لواحدة 6–2، 4–6، 7–5، 6–1، وحقق فيدرير لقبه الثالث في فلاشينغ ميدوز. خلال العصر المفتوح، 2006 هي السنة الوحيدة التي يصل فيها نفس الرجل (فيدرير) وامرأة (جوستين هينان) إلى جميع نهائيات بطولات الجراند سلام الأربعة. كان هذا اللقب هو التاسع لفيدرير في البطولات الأربع الكبرى، حيث انفرد بالمركز الثالث لأكثر من فاز ببطولات الجراند سلام.
حقق بعد ذلك لقب بطولة اليابان المفتوحة للتنس على حساب البريطاني تيم هينمان. بعد ذلك اتجه فيدرير للمشاركة في موسم الملاعب المغلقة، حيث فاز ببطولة مدريد للماسترز التي لم يشارك فيها منذ عام 2003، والتي يحمل لقبها الإسباني رافاييل نادال والذي أقصي من ربع النهائي. فيدرير هزم في النهائي التشيلي فيرناندو غونزاليس دون أن يخسر أية مجموعة، وبواقع 7–5، 6–1، 6–0. وكان هذا اللقب هو الرابع لفيدرير في بطولات الماسترز، حيث عادل الرقم القياسي المسجل باسمه مشاركةً مع نادال في عام 2005. بهذا الفوز تخطى فيدرير رقم بيت سامبرس في عدد بطولات الماسترز (11 لقب)، فيدرير أصبح بحوزته 12 لقب خلف الأمريكي الآخر أندريه أغاسي الذي يملك 17 لقب. فيدرير أيضا أصبح أول لاعب في العصر الحديث يفوز بـ 10 ألقاب في السنة ولثلاث مواسم متتالية. دخل فيدرير بطولة بازل السويسرية على أرضه، حيث كان قد وصل للنهائي مرتين عامي 2000 و2001. للمرة الثالثة وصل فيدرير للمباراة النهائية وهذه المرة تمكن من تحقيق اللقب عندما فاز على غونزاليس للمرة الثانية خلال أقل من شهر. وتخطى بذلك عتبة 8000 نقطة في تصنيف (بالإنجليزية: ATP) (أصبح أول لاعب يصل إلى هذا الرقم). كان هذا الفوز خاص بالنسبة لفيدرير خاصةً أنه كان قد نشأ وترعرع في مدينة بازل. وبعد 3 أسابيع من التعب والإرهاق، اضطر فيدرير للانسحاب من بطولة باريس للماسترز ليستعد جيدا لبطولة نهاية الموسم.
في كأس الأساتذة للتنس 2006 بشانغهاي، فاز فيدرير بأولى مبارياته في البطولة على الأرجنتيني ديفيد نالبانديان 3–6، 6–1، 6–1، ثم هزم أندي روديك في اللقاء الثاني 4–6, 7–6(8), 6–4. في المباراة الثالثة فاز فيدرير بسهولة على ايفان ليوبيسيتش 7–6(2)، 6–4. في نصف النهائي التقى المصنف الأول عالمياً منافسه رافاييل نادال، وهو المصنف الثاني عالمياً، لم يستطيع الأخير تقديم أي شيء يذكر في هذا اللقاء الذي حسمه فيدرير بمجموعتين دون رد وبواقع 6–4، 7–5. أنهى فيدرير السنة في أفضل حال بعد فوز بكأس الأساتذة على حساب الأمريكي جيمس بليك بحصة 6–0 6–3 6–4. وهكذا، تكون حصيلة 2006 أكثر من ممتازة لبطل العالم، مع 92 فوز و5 هزائم، 12 لقب تضمنت ثلاثة في الجراند سلام وأربعة في الماسترز ولقب كأس الأساتذة وأرقام جديدة أضافها إلى سجلات التنس. كما أنه فاز مرتين على الأسباني نادال بعد هزائمه الأربعة المتتالية بداية الموسم، مرة في ويمبلدون ومرة في شانغهاي، وطوال الموسم لم يخسر فيدرير إلا مع لاعبين فقط هما نادال في فرنسا المفتوحة وروما ومونتي كارلو ودبي وجميعها في النهائي، وأندي موراي في بطولة سنسيناتي. فيدرير استطاع الإعداد لموسم 2007 بأفضل الطرق خاصة وأنه حقق الفوز على كل مطارديه في التصنيف لمرتين على الأقل. اختير للسنة الثانية على التوالي بطل الأبطال من طرف مجلة (بالفرنسية: L'Equipe).

### 2007: ثلاثة ألقاب أخرى في الجراند سلام
بدأ فيدرير السنة وبحوزته 29 فوز متتالي منذ آخر خسارة له في بطولة سينسيناتي 2006. دخل المصنف الأول عالمياً بطولة أستراليا المفتوحة 2007 حيث قابل في الدور الرابع اللاعب الذي سيتصدر التصنيف العالمي مستقبلاً، والذي سيفوز ببطولات كبرى عديدة الصربي نوفاك دجوكوفيتش، هذا اللقاء هو الأول بين اللاعبان في البطولات الكبرى، حيث تمكن فيدرير من العبور للدور المقبل بثلاث مجموعات متتالية وبواقع 6–2، 7–5، 6–3. في الدور قبل النهائي واجه فيدرير الأمريكي أندي روديك في إعادة للمباراة النهائية التي جمعت الاثنين في بطولة أمريكا المفتوحة 2006. تمكن فيدرير من الفوز بمباراة كانت من جانب واحد بثلاث مجموعات نظيفة 6–4، 6–0، 6–2. فاز فيدرير بثالث ألقابه في أستراليا المفتوحة واللقب العاشر له في الجراند سلام عندما هزم اللاعب التشيلي فيرناندو غونزاليس في المباراة النهائية 7–6(2)، 6–4، 6–4. وبهذا الانتصار أصبح فيدرير أول لاعب منذ بيورن بورغ عام 1980 يفوز ببطولة جراند سلام دون أن يفقد أي مجموعة. بعد هذه البطولة بلغ فيدرير فوزه السادس والثلاثون على التوالي متفوقاً على رقمه السابق بـ 35 فوز في 2005.
دخل فيدرير بطولة سوق دبي الحرة المفتوحة للرجال حيث يحمل لقبها ثلاثة مرات سابقة. لعب فيدرير مرى أخرى ضد دجوكوفيتش في ربع النهائي حيث انتصر بطل العالم بصعوبة في مباراة وصلت لمجموعتها الثالثة. في النهائي هزم فيدرير الروسي ميخائيل يوجني وحقق لقبه الرابع في دبي بالسنوات الخمس الماضية. بعد فوزه في دبي بلغ فيدرير الفوز المتتالي رقم 41 مقترباً من الرقم القياسي في جميع الأوقات والذي يحمله الأرجنتيني جييرمو فيلاس والبالغ 46 انتصاراً عام 1977.

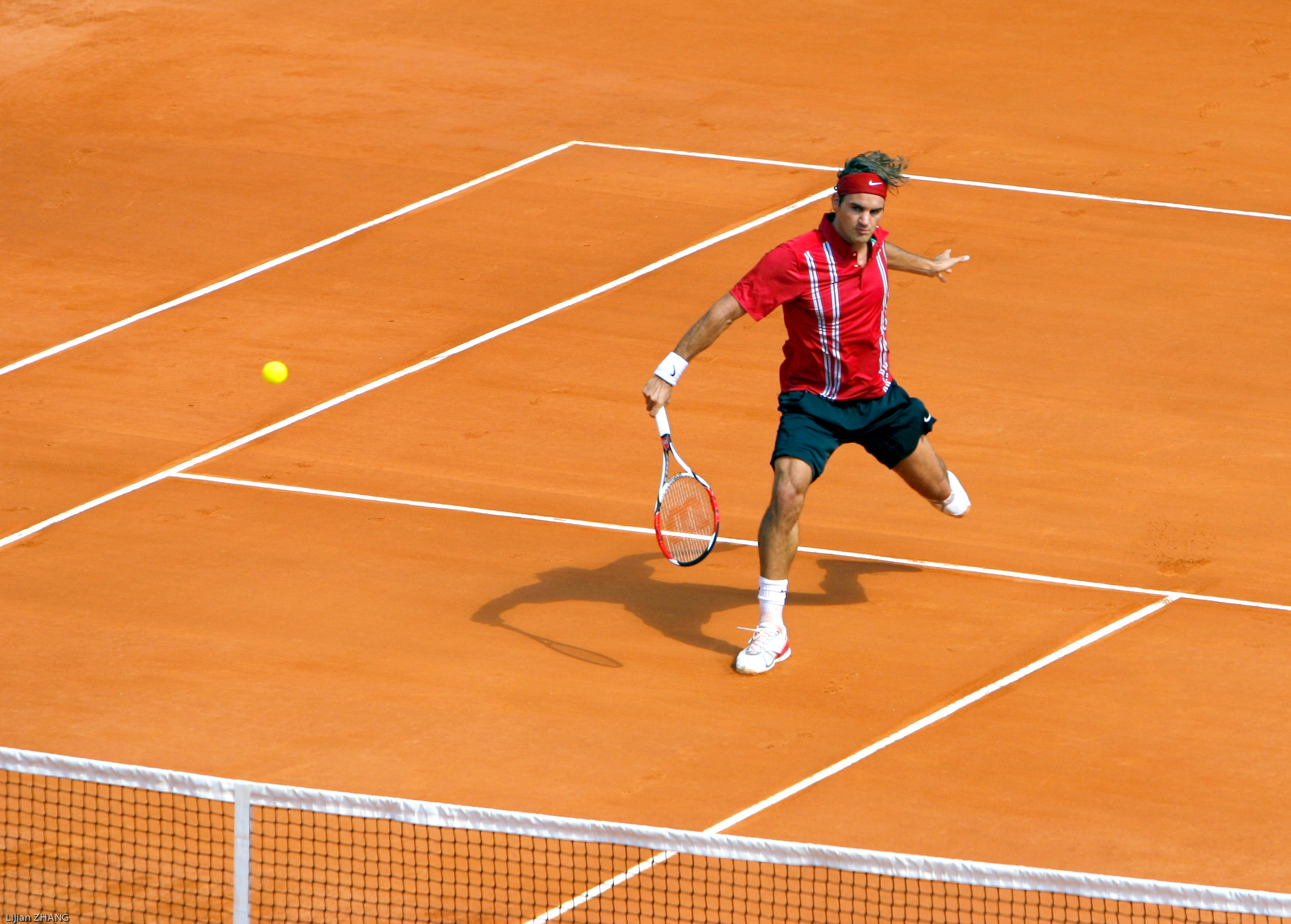
فيدرير في بطولة رولكس مونتي كارلو 2007

مع انطلاق بطولة باسيفيك لايف المفتوحة لعام 2007 والمقامة في كاليفورنيا، الولايات المتحدة، دخل فيدرير البطولة وهو حامل اللقب في آخر ثلاث سنوات، كان يحتاج فقط للوصول للمباراة النهائية حتى يصبح اللاعب الأكثر فوزاً بمباريات متتالية في كل الأوقات ويكسر رقم فيلاس البالغ 46 فوز. بالرغم من ذلك، انتهى هذا الحلم عندما خسر فيدرير أمام جويرمو كانياس في الدور الثاني، وكانت هذه الخسارة المفاجئة هي الأولى لفيدرير التي تعرض لها خلال ستة أشهر. في الأسبوع التالي وخلال بطولة سوني إريكسون المفتوحة المقامة في ميامي بولاية فلوريدا، دخل فيدرير البطولة وهو حامل اللقب في آخر موسمين. كانت هذه البطولة مخيبة لآمال المصنف الأول عالميا عندما خسر فيدرير للأسبوع الثاني توالياً أمام كانياس وهذه المرة في الدور الرابع وبالمجموعة الفاصلة. رغم الخروج، فاز فيدرير بأربعة جوائز خلال حفل توزيع جوائز رابطة محترفي كرة المضرب الذي أقيم خلال البطولة، مما جعله أول لاعب يحصل على أربعة جوائز خلال العام نفسه.
مع بداية موسم الملاعب الرملية، تمكن فيدرير من الوصول إلى النهائي الثاني له على التوالي لبطولة مونتي كارلو للماسترز 2007، حيث أنه لم يخسر أي مجموعة طوال مشواره في البطولة، لكنه سقط في النهائي مرة أخرى وللعام الثاني على التوالي أمام المصنف الثاني نادال وبمجموعتين نظيفتين 6–4، 6–4. خسر فيدرير أيضاً في الدور الثالث لبطولة انترناسيونالي بي ان ال دإيتاليا المقامة في العاصمة الإيطالية روما، عندما هزمه الإيطالي فيليبو فولاندري. كانت هذه المرة هي الأولى التي ينهزم فيها فيدرير أمام شخص غير نادال على التراب منذ عام 2005 في بطولة مونتي كارلو. هذه الهزيمة تعني أن فيدرير لعب أربع بطولات متتالية دون حصد أي لقب، وهي الفترة الأطول له دون ألقاب منذ أن أصبح المصنف الأول عالمياً. بعد ذلك انتعش فيدرير عندما فاز على نادال على الملاعب الرملية للمرة الأولى، محققاً فوزه الرابع في بطولة هامبورغ للماسترز. بهذا الفوز أنهى فيدرير على سلسلة انتصارات تاريخية لنادال بلغت 81 انتصاراً متتالي على التراب (وهو رقم لم يُكسر حتى الآن).
بعد فوزه على نادال لأول مرة على التراب قبل أسبوعين في هامبورغ، بدأت التكهنات حول إذا ما كان فيدرير قد يصبح أول لاعب منذ رود ليفر يفوز بالبطولات الأربعة الكبرى في عام واحد، حيث أنه كان حامل اللقب للبطولات الثلاث الكبرى الماضية، في كل من ويمبلدون 2006 والولايات المتحدة المفتوحة 2006 وأستراليا المفتوحة 2007. مع انطلاق البطولة تقدم فيدرير مباراة تلو الأخرى، حتى وصل للمباراة النهائية للعام الثاني على التوالي وبخسارة مجموعة واحدة فقط. دخل فيدرير النهائي وبحوزته 27 فوز متتالي في البطولات الأربع الكبرى، ويسعى للانتقام من خسارته بأربع مجموعات في نهائي العام الماضي أمام نادال الذي كان بانتظاره. لعب فيدرير بشكل جيد في النهائي، لكنه لم يستطع تحويل العديد من فرص الكسر لصالحه، حيث أنه تحصل على عشرة فرص لكسر إرسال نادال في المجموعة الأولى، لكنه لم يستغل أي منها، وكسر الإرسال مرة واحدة طوال المباراة من أصل 17. كانت النتيجة في النهاية خسارة فيدرير على يد منافسه الإسباني للعام الثاني على التوالي في نهائي بطولة فرنسا المفتوحة وبأربع مجموعات 3–6، 6–4، 3–6، 4–6.

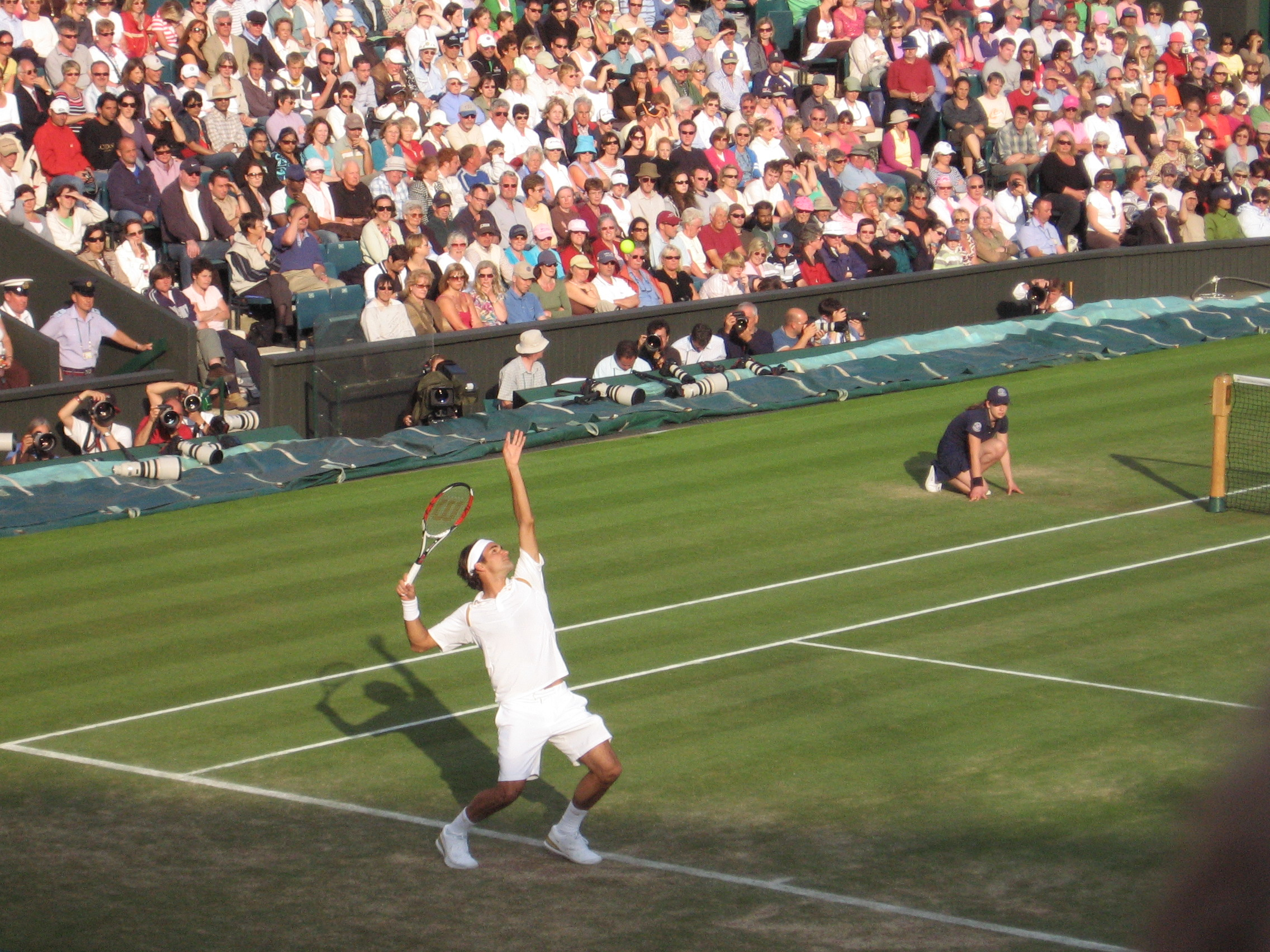
فيدرير في لقائه مع الروسي مارات سافين في بطولة ويمبلدون 2007

بعد يوم واحد من الخسارة، أعلن فيدرير انسحابه من بطولة الإحماء المعتادة له قبل ويمبلدون، هالي، والتي كان قد فاز بها خلال سنوات الأربع الماضية، وكان قد إنسحب ليكسب مزيداً من الراحة وخوفاً من إصابته قبيل الحدث الكبير.
بعد ذلك، دخل فيدرير بطولة ويمبلدون 2007 دون لعب بطولة عشبية قبلها للمرة الأولى في مسيرته، فيدرير، مع ذلك، وصل إلى المباراة النهائية في ويمبلدون للمرة الخامسة، خلال البطولة لم يخسر بطل العالم سوى مجموعة واحدة فقط. كانت المباراة النهائية تكرارً لنهائي العام الماضي عندما واجه فيدرير مرى أخرى خصمه الإسباني رافاييل نادال. قدم اللاعبان مباراة ملحمية، وقد وصلت للمجموعة الخامسة للمرة الأولى منذ نهائي ويمبلدون عام 2001. فاز فيدرير بالمجموعة الأولى بشوط كسر التعادل، حيث أنهاه بتسع نقاط لسبعة. في الثانية رد نادال وحقق المجموعة 6–4، ليعادل نتيجة المباراة. في المجموعة الثالثة وصل اللاعبان لشوط كسر التعادل مرة أخرى، حيث حسمه اللاعب السويسري بسبع نقاط لثلاثة. بعد ثلاث مجموعات، أصبح فيدرير على بعد مجموعة واحدة فقط من الفوز بلقب خامس له في ويمبلدون على التوالي، إلا أن نادال رفض أن يسلم المباراة لفيدرير وحصد الرابعة 6–2. دخل اللاعبان المجموعة الأخيرة والحاسمة وكلاهما يعلم بأن خسارة أي شوط على الإرسال سيكون بمثابة خسارة اللقب. واجه فيدرير أزمة عندما وجد نفسه تحت نقطتي كسر لإرساله في كل من الشوطين الثالث والخامس من المجموعة، لكن السويسري تمكن من الحفاظ على نقاط الكسر وتقدم 3–2. في الشوط السادس كسر فيدرير أخيراً إرسال نادال وحسم المجموعة الخامسة بـ 6–2 وفاز باللقاء. هذه المباراة هي المرة الأولى في مسيرة فيدرير التي يصل فيها للمجموعة الخامسة في نهائي بطولة كبرى، ولن يلعب نهائي يستمر لخمس مجموعات حتى نهائي بطولة ويمبلدون 2009. بهذا الفوز عادل فيدرير إنجاز السويدي بيورن بورغ بالحصول على خمسة ألقاب متتالية في ويمبلدون في العصر المفتوح، كما أنه تعادل مع الأسترالي رود ليفر بالوصول إلى 11 لقب في البطولات الأربعة الكبرى.

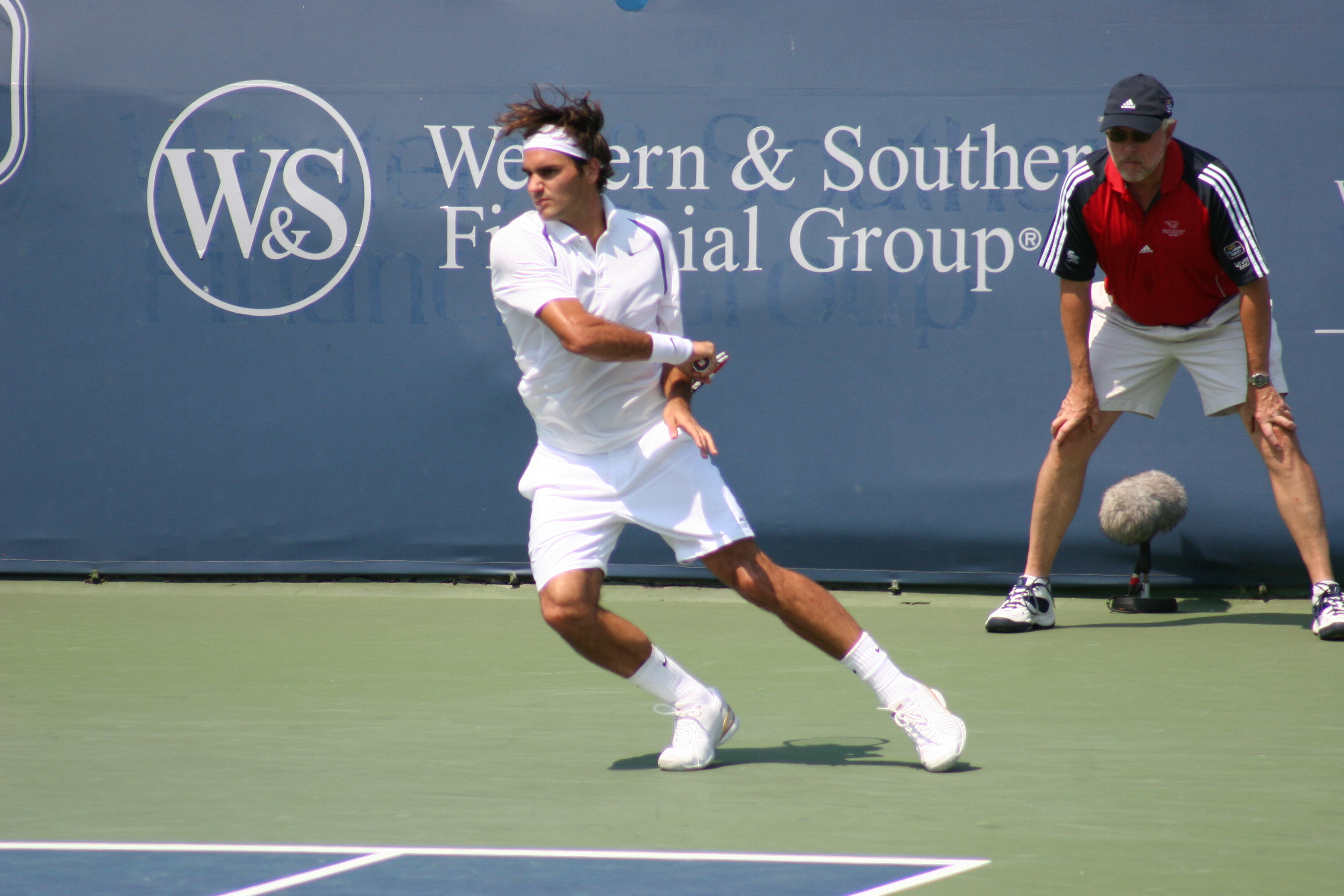
فيدرير في بطولة سينسيناتي للماسترز 2007

بدأ فيدرير موسم الصلب الأمريكي في أغسطس عبر المشاركة في بطولة كأس روجرز للأساتذة مدافعاً عن اللقب. تقدم المصنف الأول عالمياً دون أن يخسر أي مجموعة خلال البطولة، بعدها وصل للمباراة النهائية حيث كان بانتظاره المصنف الرابع عالمياً الصربي نوفاك دجوكوفيتش. دخل فيدرير المباراة حيث أنه لم يتعرض للخسارة سابقاً أمام الشاب الصربي، ويملك سجل 4–0 في المواجهات السابقة ضده. المجموعة الأولى كانت متفاوتة المستوى من ناحية السويسري، حيث أنه تحصل على ثلاث نقاط على الإرسال للفوز بالمجموعة، إلا أنه خسرها في النهاية بشوط كسر التعادل دون إستغلال أي فرصة مما أتيح له. بالرغم من ذلك، اقتنص المصنف الأول عالمياً المجموعة الثانية وذهب بالمباراة لمجموعة فاصلة. دجوكوفيتش أعلن سطوته في المجموعة الأخيرة وحسمها بشوط كسر التعادل معلناً أول فوز له على فيدرير. انتهت المباراة بنتيجة 6–7(2)، 6–2، 6–7(2). في الأسبوع التالي انطلقت بطولة سينسيناتي للأساتذة. مع بعض الصعوبات تمكن فيدرير من الوصول للنهائي، بالرغم من أنه كان على حافة الخسارة في دور نصف النهائي عندما تقابل مع الأسترالي لايتون هيويت ووصلت بهما المباراة لشوط كسر التعادل بالمجموعة الفاصلة. فاز فيدرير باللقب الثاني له في بطولة سينسيناتي للأساتذة بعدما هزم الأمريكي جيمس بليك في المباراة النهائية 6–1، 6–4. كان هذا اللقب هو الخمسين لفيدرير في مسيرته الاحترافية، والرابع عشر في دورات الأساتذة للتنس. هذا الانتصار جعل من فيدرير الفائز في سلسلة سباق بطولات الصلب الأمريكي لعام 2007.

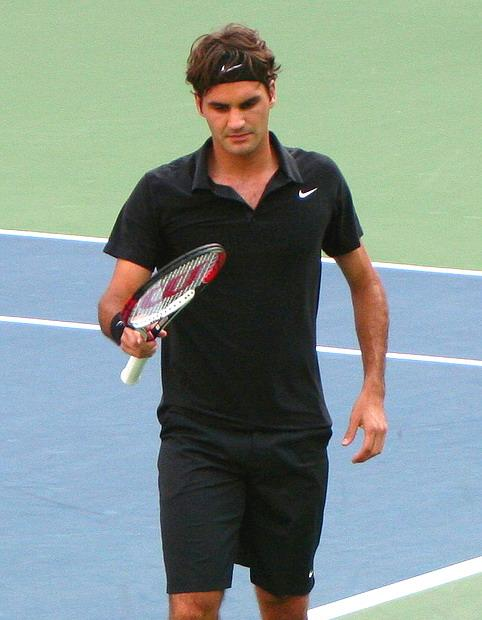
فيدرير في بطولة أمريكا المفتوحة 2007، عندما حقق لقبه الرابع على التوالي

فائزاً بسلسلة بطولات الصلب الأمريكي، فيدرير لم يدخل أبداً بطولة أمريكا المفتوحة وهو في موقفٌ أقوى. خسر فيدرير مجموعة في كل من مبارياته في الدورين الثالث والرابع، قبل أن يتعافى ويهزم كل من جون إيسنر وفيليسيانو لوبيز على التوالي. في ربع النهائي قدم فيدرير أداءً مقنعاً، خصوصاً أنه تقابل مع وصيفه العام الماضي بنفس البطولة الأمريكي أندي روديك، فيدرير فاز باللقاء بثلاث مجموعات متتالية في مباراة وصلت بمجموعتين منها لشوط كسر التعادل. فاز فيدرير 7–6(5)، 7–6(4)، 6–2. وصل فيدرير للمباراة النهائية حيث واجه النجم الصاعد والمصنف الثالث نوفاك دجوكوفيتش، الذي كان قد هزم فيدرير قبل بضعة أسابيع فقط في نهائي بطولة مونتريال. بدأ دجوكوفيتش المباراة بقوة، وسرعان ما وجد نفسه متقدماً بثلاث نقاط على الإرسال للفوز بالمجموعة الأولى، لكن فيدرير أنقذ كل نقاط الإرسال وإنتزع المجموعة الأولى بصعوبة في شوط كسر التعادل (على عكس ما حصل في مونتريال قبل أسابيع قليلة). دجوكوفيتش قاوم في الثانية ولم يستسلم، لكن، ومرة أخرى أخذ فيدرير المباراة إلى شوط كسر تعادل آخر، وبالرغم من مقاومة الصربي إلا أن فيدرير أظهر سطوته على المباراة وحسم الثانية. في المجموعة الثالثة بدا جلياً أن فيدرير لن يترك اللقاء يذهب لمجرى آخر، حيث فاز في المباراة بثلاث مجموعات متتالية وبصعوبة 7–6(4)، 7–6(2)، 6–4. فوز فيدرير على المصنف الثالث دجوكوفيتش أعطاه اللقب الثاني عشر في فردي الجراند سلام، والرابع على التوالي في أمريكا المفتوحة. هذا الانتصار أدى بفيدرير إلى الارتقاء للمركز الثالث كأكثر من فاز بألقاب كبرى على مر العصور متقدماً على ليفر وبورغ. كبطل لسلسلة بطولات الصلب الأمريكي، تحصل فيدرير على مبلغ مكافأة بلغ مليون دولار، بالإضافة لمبلغ 1.4 مليون دولار لفوزه بلقب الفردي لبطولة الولايات المتحدة المفتوحة 2007. فيدرير أصبح اللاعب الوحيد في التاريخ الذي يفوز بثلاث بطولات كبرى في نفس العام لمدة ثلاث سنوات (2004، 2006، 2007).

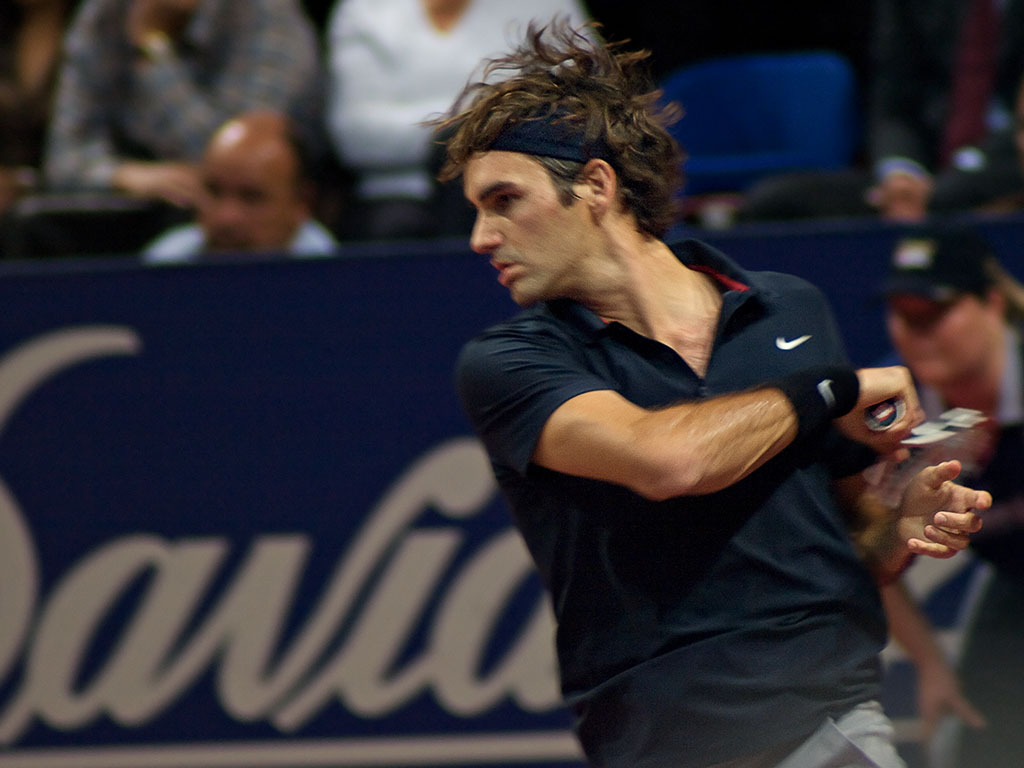
فيدرير يفوز بلقبه الثالث في بازل

مع انطلاقة موسم الملاعب المغلقة، دخل فيدرير بطولة مدريد للماسترز وهو حامل اللقب. منتعشاً بفوزه في سينسيناتي وأمريكا المفتوحة، كان فيدرير المرشح الأوفر حظاً للظفر باللقب. تقدم فيدرير في البطولة دون خسارة أي مجموعة حتى وصل النهائي. كان خصم فيدرير هون الأرجنتيني ديفيد نالبانديان. بالرغم من أن فيدرير سحق منافسه الأرجنتيني في المجموعة الأولى، إلا أن نالبانديان عاد وقلب النتيجة وفاز بالمجموعتين الثانية والثالثة وحقق اللقب. انتهت المباراة بنتيجة 6–1، 3–6، 3–6. الجدير بالذكر أن نالبانديان حقق لقبه الأول في بطولات الأساتذة بعدما أزاح من طريقه كل من نادال ودجوكوفيتش وفيدرير على التوالي في نفس البطولة. بعدها دخل فيدرير بطولته المفضلة في بازل، وهو حامل اللقب. في طريقه للمباراة النهائية تعرض السويسري لخسارة مجموعة واحدة فقط في البطولة. حقق المصنف الأول لقبه الثالث في بلده سويسرا بعدما فاز على الفنلندي ياركو نييمينن بسهولة تامة.
في آخر بطولات الأساتذة لهذا العام، كانت بطولة باريس للماسترز مختصرة جداً بالنسبة لفيدرير بعدما سقط مجدداً أمام ديفيد نالبانديان، وهذه المرة في الدور الثالث. الجدير بالذكر أن الأرجنتيني مضى قدماً وفاز باللقب بالفوز على نادال في نهائي بيرسي. بعد ذلك، أنهى فيدرير العام من خلال المشاركة في بطولة كأس الأساتذة للتنس 2007، وبالرغم من خسارته في المباراة الأولى ضد فيرناندو غونزاليس، إلا أنه واصل المضي قدماً وفاز على كل من نيكولاي دافيدينكو وأندي روديك وتأهل لنصف النهائي. كان نادال على موعد مع تكرار لنصف نهائي العام الماضي ضد فيدرير. كما حصل في نسخة 2006، فاز فيدرير بسهولة على منافسه الإسباني 6–4، 6–1. بعدها مضى فيدرير ليكون بطلاً للمرة الرابعة لبطولة كأس الأساتذة للتنس بعدما هزم الإسباني الآخر دافيد فيرير في ثلاث مجموعات نظيفة وبواقع 6–2، 6–3، 6–2.
أنهى فيدير العام كبطل للعالم لرابع سنة على التوالي بسجل رائع بـ 68 فوز و 9 هزائم. بسبب أدائه في الملعب وخارجه، صنفته مجلة التايم الأمريكية كواحداً من 100 شخص الأكثر أهمية في العالم. رود ليفر، واحد من أعظم لاعبي التنس عبر التاريخ وصف فيدرير في إحدى تصاريحه قائلاً:«شيء واحد مؤكد، أنه أفضل لاعب في عصره، وأحد أكثر أبطال العالم إثارة للإعجاب على هذا الكوكب، إنه بالتأكيد يستحق كل الدعم والمساندة، القمة في الأداء بالتأكيد سيأتي من روجر فيدرير».

### 2008: نهائيين ولقب في أمريكا المفتوحة
بدأ فيدرير هذا العام من خلال محاولة الدفاع عن لقبه في بطولة أستراليا المفتوحة 2008 التي أقيمت في ميلبورن، ولكن، في الدور قبل النهائي للبطولة انهزم أمام المصنف الثالث عالمياًَ الصربي نوفاك دجوكوفيتش بثلاث مجموعات دون مقابل وبواقع 5–7، 3–6، 6–7(5). هذه الهزيمة أنهت سلسلة النهائيات المتتالية في الجراند سلام لفيدرير والتي استمرت لعشرة نهائيات، وهو الرقم الأكبر عبر كل العصور. في مارس، اكتُشف بأن فيدرير في الآونة الأخيرة يعاني مشاكل في كريات الدم البيضاء، وهو كان قد عانى منها في وقت مبكر من ديسمبر 2007، وكان فيدرير أيضاً قد عانى من تسمم غذائي قبيل انطلاق بطولة أستراليا المفتوحة لهذا العام. على العموم أصبح فيدرير الآن بحالة بدنية ممتازة، وجاهز للتنافس في قادم البطولات.

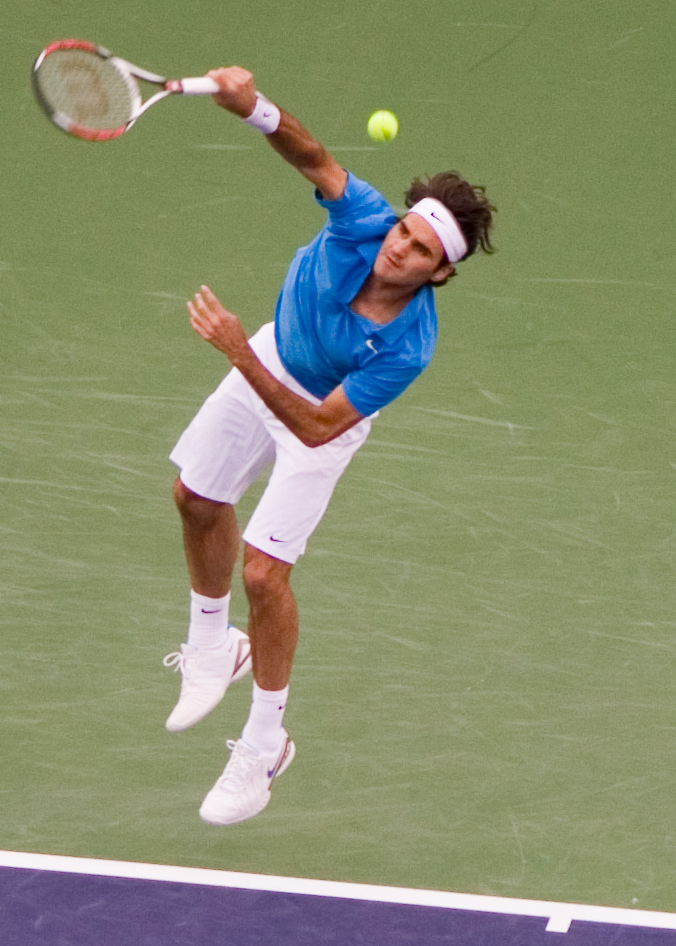
فيدرير في بطولة إنديان ويلز 2008

على الرغم من أن فيدرير كان المصنف الأول عالمياً وحامل لقب بطولة باركليز دبي للتنس، إلا أنه انهزم أمام اللاعب البريطاني الشاب أندي موراي في الدور الأول 7–6(6)، 3–6، 4–6. بتاريخ 10 مارس، فاز فيدرير في مباراة إستعراضية هي الثالثة له من أصل أربعة ضد بطل العالم السابق وأحد أساطير التنس الأمريكي بيت سامبراس عندما أقيم ذلك اللقاء في ماديسون سكوير جاردن في نيويورك بنتيجة 6–3، 6–7، 7–6.
دخل فيدرير بطولة إنديان ويلز للماسترز لعام 2008 المقامة في كاليفورنيا، الولايات المتحدة. دون أية مشاكل عبر المصنف الأول عالمياً للدور قبل النهائي حيث خسر في مواجهة الأمريكي ماردي فيش بمجموعتين دون مقابل وبواقع 3–6، 2–6. بعدها انتقل فيدرير للمشاركة في البطولة التالية وهي بطولة سوني إريكسون المفتوحة المقامة في ميامي، الولايات المتحدة. كما حصل في الإسبوع الماضي، وصل فيدرير للنهائي بأسهل الطرق، لكنه انهزم أمام الأمريكي الآخر أندي روديك في مباراة وصلت لمجموعتها الفاصلة 6–7(4)، 6–4، 3–6.

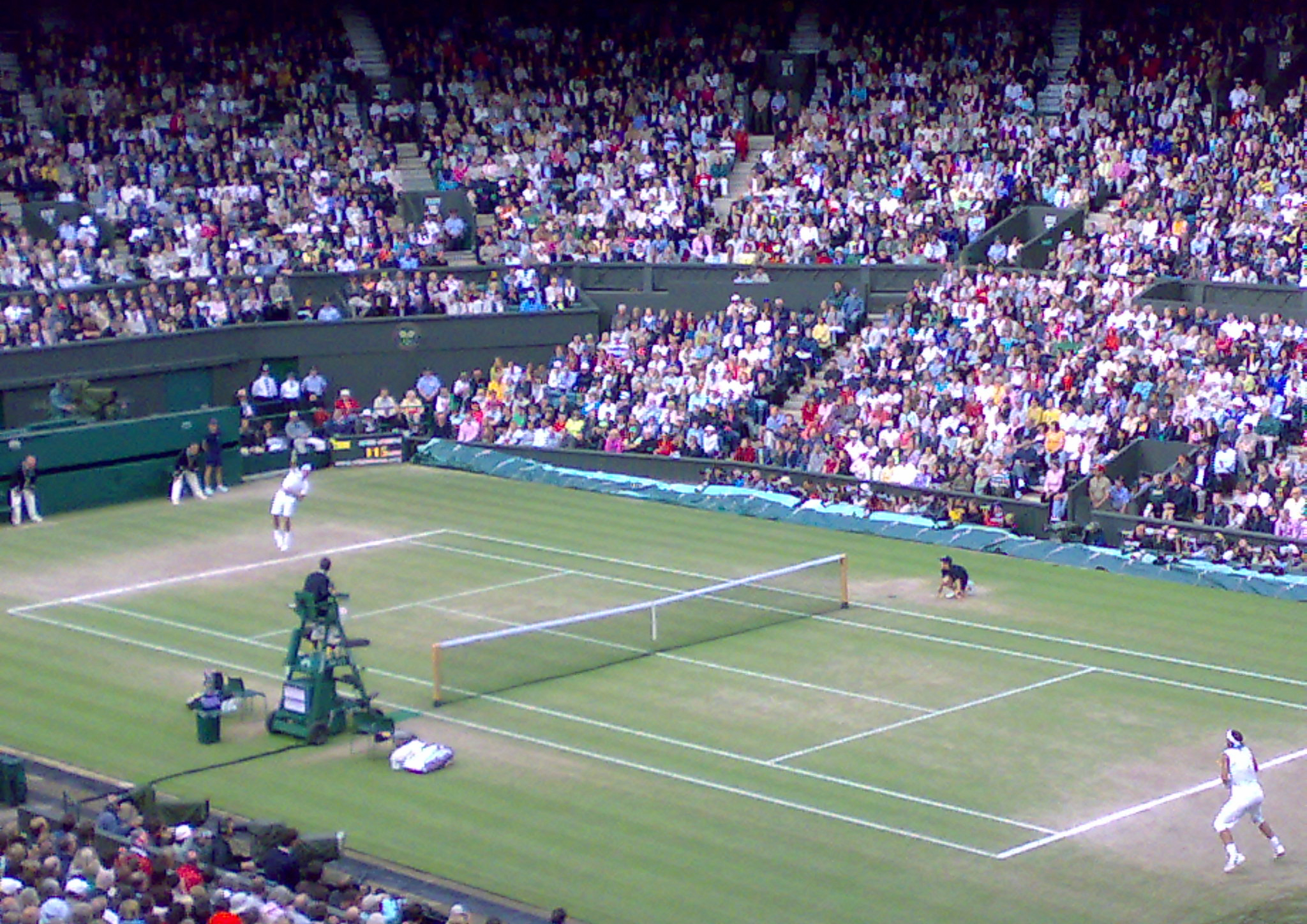
فيدرير يرسل في نهائي بطولة ويمبلدون 2008

في موسم الملاعب الترابية، بدأ فيدرير موسمه الترابي عبر المشاركة في بطولة استوريل في البرتغال، وكانت هذه البطولة هي الأولى لللاعب السويسري مع مدربه الجديد خوسيه هيغوراس. هذه البطولة هي الأولى التي لعبها فيدرير على التراب وهي ليست من ضمن فئة الماسترز منذ بطولة غشتاد عام 2004. فاز فيدرير في أول بطولة له هذا العام، عندما هزم الروسي نيكولاي دافيدينكو في الدور النهائي بعد تعرض اللاعب الروسي لإصابة في السابق بالمجموعة الثانية. بعد ذلك شارك فيدرير في ثلاث بطولات متتالية على التراب من سلسلة الماسترز كانت أولها في مونتي كارلو، فبعد عدة مباريات عانى فيها السويسري، عبر فيدرير للنهائي يفوزه على الصربي نوفاك دجوكوفيتش في نصف النهائي. في المباراة النهائية خسر فيدرير للمرة الثالثة على التوالي أمام حامل اللقب الإسباني رافاييل نادال بمجموعتين نظيفتين 5–7، 5–7. في تلك المباراة ارتكب فيدرير 44 خطأ مباشر وهو رقم كبير بالنسبة للاعب يتصدر تصنيف رابطة المحترفين. بعد هذا الفوز ارتقى نادال إلى فوزه السابع مقابل انتصار واحد للسويسري على الملاعب الترابية في سجل مواجهات اللاعبين. وفي بطولة انترناسيونالي بي ان ال دإيتاليا المقامة في العاصمة الإيطالية روما، خرج فيدرير من البطولة بعد خسارته في الدور ربع النهائي أمام التيشكي راديك ستيبانيك 6–7(4)، 6–7(7). في هامبورغ كان فيدرير هو حامل لقب تلك البطولة، لكنه خسر أمام نادال في المباراة النهائية للمرة الأولى في ألمانيا. في بطولة فرنسا المفتوحة لعام 2008 انهزم فيدرير بسرعة أمام نادال في النهائي 1-6، 3-6، 0-6. وكانت هذه هي السنة الرابعة على التوالي التي يخسر فيها فيدرير أمام نادال في فرنسا، وهي الخسارة الثالثة له على التوالي في المباراة النهائية ضد نادال. كان سجل فيدرير في هذه البطولة 23-4 (2005-08) فوز-خسارة، وبالمقابل كان سجل نادال 28-0 فوز-خسارة خلال نفس الفترة.

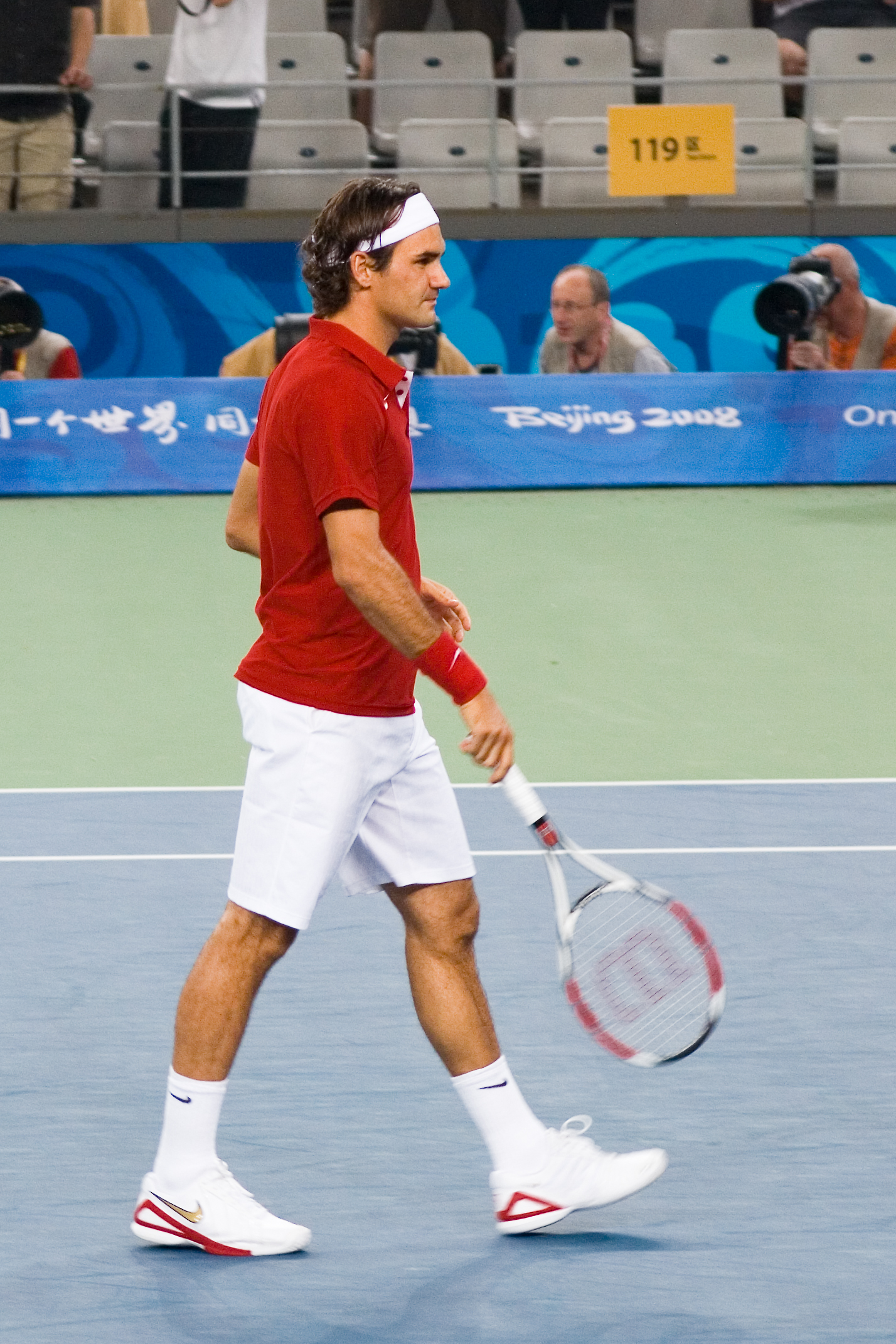
فيدرير خلال مشاركته بدورة الألعاب الأولمبية 2008

بعد الخسارة في فرنسا، عاد فيدرير للفوز بالألقاب مجدداً عن طريق الفوز ببطولة جيري ويبر المفتوحة 2008 في هالي دون أن يفقد أي مجموعة، وهذه هي المرة الخامسة التي يتحصل فيها المصنف الأول عالمياً على لقب البطولة الألمانية. بعد هذا اللقب تعادل فيدرير مع الأمريكي بيت سامبراس بعدد مرات الفوز بالبطولات العشبية في العصر المفتوح (10 ألقاب). في بطولة ويمبلدون 2008، واجه فيدرير مرة أخرى منافسه التقليدي نادال في المباراة النهائية للسنة الثالثة على التوالي. فوز فيدرير بهذا اللقب يعني أنه سيكون السادس له توالياً في ويمبلدون، وسيكسر الرقم القياسي لفردي الرجال في العصر الحديث المسجل باسم بيورن بورغ، ويعادل الرقم القياسي في جميع الأوقات منذ بدء انعقاد البطولة عام 1886 من قِبل ويليام رينشو. في المباراة، أنقذ فيدرير نقطتين لخسارة البطولة في شوط كسر التعادل بالمجموعة الرابعة، لكنه خسر المباراة في نهاية المطاف 4–6، 4–6، 7–6، 7–6، 7–9. انتهت المباراة في وقت متأخر بعد حلول الظلام في مباراة استغرقت 4 ساعات و48 دقيقة من اللعب، مما يجعله أطول (من حيث الوقت المنقضي) نهائي لفردي الرجال في بطولة ويمبلدون في التاريخ المسجل، وبـ 7 ساعات و15 دقيقة من بداية المباراة وتوقفها لأكثر من مرة بسبب الأمطار. الهزيمة أيضاً أنهت رقم فيدرير بالفوز بـ 65 مباراة متتالية على العشب. وصف جون ماكنرو المباراة بأنها «أعظم مباراة لعبت في تاريخ التنس على الإطلاق». بعدها، وفي وقت لاحق من هذا العام، تجاوز نادال فيدرير في التصنيف العالمي لأول مرة منذ 2004، وقد صرح فيدرير بعد ذلك أن أولويته وهدفه الرئيسي سيكون استعادة لقب ويمبلدون وليس من المركز الأول.

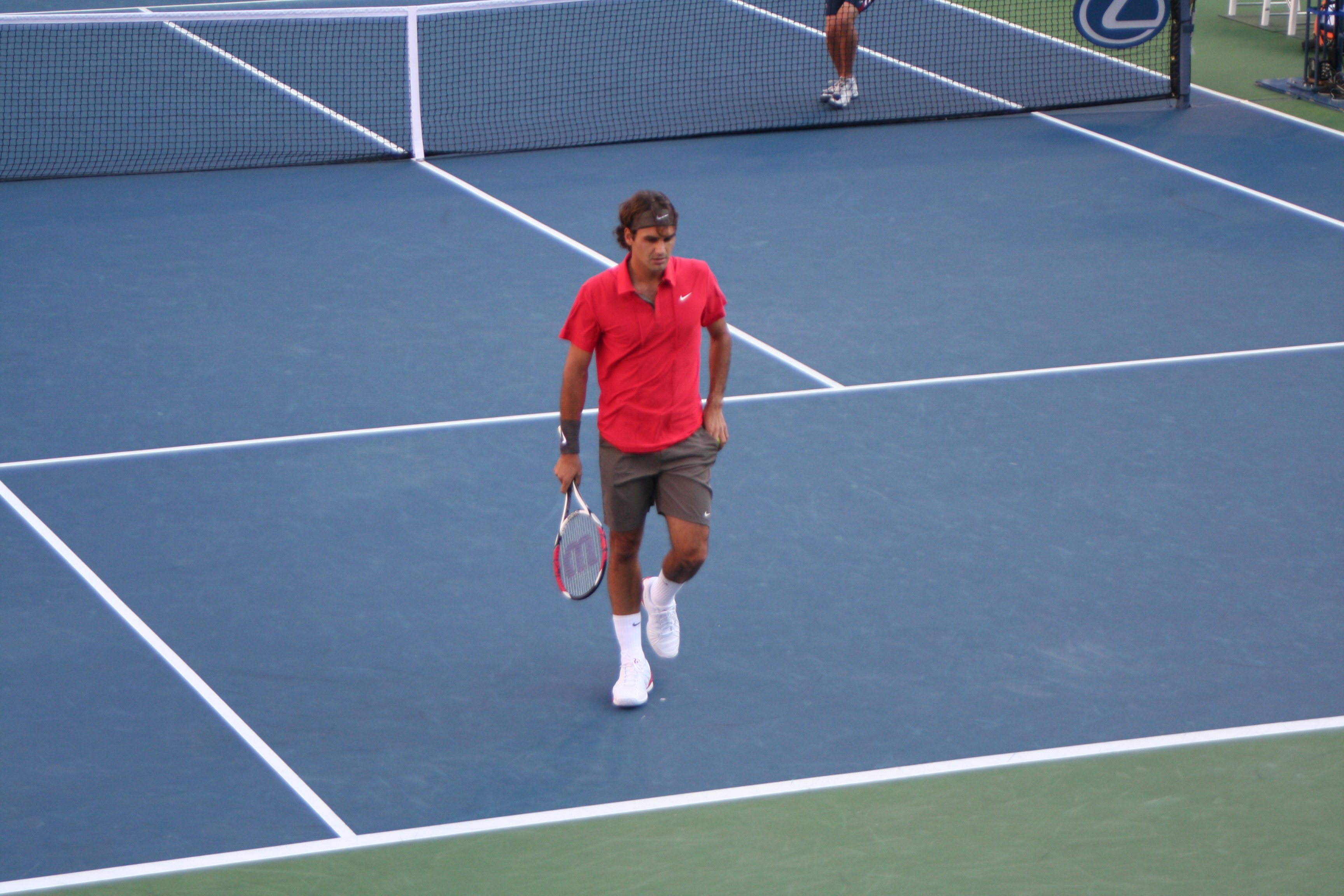
فيدرير في بطولة أمريكا المفتوحة 2008 حيث تُوج باللقب

مع انطلاق موسم الصلب الأمريكي، لم يقدم فيدرير أي شيء يُذكر خلال مشاركته في بطولتي كأس روجرز للماسترز وسينسيناتي للماسترز. المشاركة الأول لفيدرير كانت في تورنتو حيث خسر في الدور الثاني أمام الفرنسي جيل سيمون بمجموعتين لواحدة 6–2، 5–7، 4–6. بعدها انهزم فيدرير في ثالث أدوار بطولة سينسيناتي بعد خسارته ضد الكرواتي ايفو كارلوفيتش 6–7(6)، 6–4، 6–7(5). خلال حفل افتتاح دورة الألعاب الأولمبية لعام 2008، تم اختيار فيدرير لحمل العلم الوطني في الافتتاح الذي أقيم في العاصمة الصينية بكين. لاحقاً وفي البطولة الأولمبية، خسر فيدرير في الدور ربع النهائي على يد الأمريكي جيمس بليك في أول فوز للاعب الأمريكي على فيدرير من أصل تسع مباريات سابقة. وبالرغم من الخسارة في الفردي، فاز فيدرير أخيراً بأول ميدالية ذهبية أولمبية له في زوجي الرجال عندما فاز برفقة مواطنه ستانيسلاس فافرينكا على الفريق المصنف الأول عالمياً المؤلف من الأخوين بوب ومايك براين من الولايات المتحدة في قبل النهائي، وعلى الفريق السويدي المؤلف من سيمون أسبيلين وتوماس يوهانسون في المباراة النهائية 6–3، 6–4، 6–7، 6–3. في اليوم التالي خسر فيدرير التصنيف الأول عالمياً لصالح منافسه والمصنف الثاني نادال بعد 237 أسبوعاً متتالية قضاها اللاعب السويسري في المركز الأول.
في بطولة أمريكا المفتوحة 2008، وصل فيدرير للدور الرابع دون أن يخسر أي مجموعة. بعدها هزم المصنف الثالث نوفاك دجوكوفيتش بالدور نصف النهائي في تكرار لنهائي العام الماضي 6–3، 5–7، 7–5، 6–2، ومن ثم هزم البريطاني أندي موراي، الذي كان يلعب أول نهائي له في البطولات الأربع الكبرى 6–2، 7–5، 6–2،  مما أعطى فيدرير فوزه الخامس على التوالي في بطولة أمريكا المفتوحة، واللقب الثالث عشر له في بطولات الجراند سلام، وأصبح على بعد بطولة واحدة فقط من الرقم القياسي المسجل باسم بيت سامبراس بـ 14 لقباً. بعد هذا اللقب، أصبح لفيدرير 34 فوز متتالي في بطولة أمريكا المفتوحة،  كما أصبح أول لاعب في تاريخ التنس لديه خمسة ألقاب في كل من ويمبلدون وأمريكا المفتوحة.

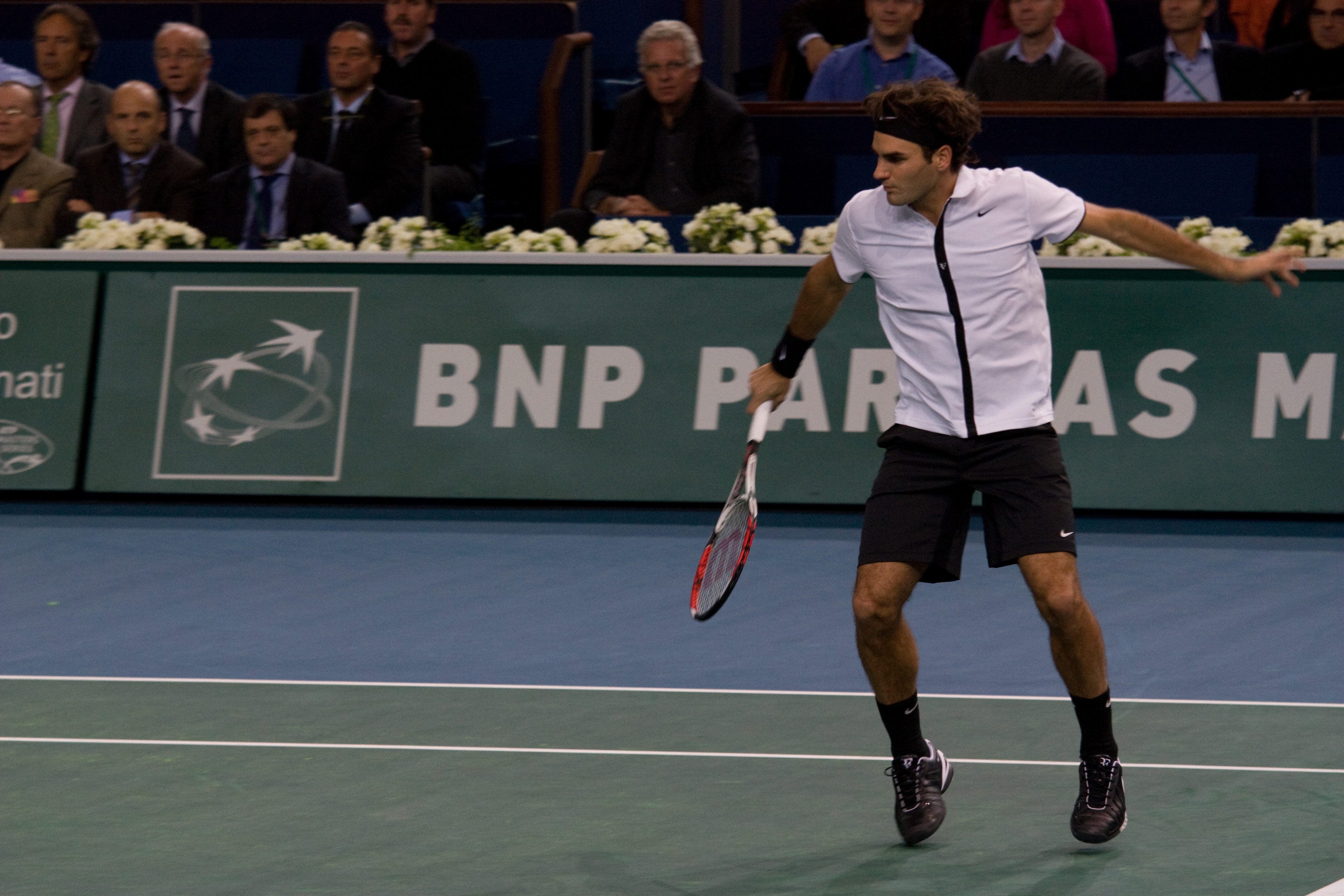
فيدرير في بطولة باريس للماسترز 2008

في أولى مشاركات فيدرير في موسم الملاعب المغلقة، وصل للدور قبل النهائي لبطولة موتوا مدريد المفتوحة دون أن يفقد أي مجموعة، ثم خسر أمام موراي 6–3، 3–6، 5–7. في الوقت نفسه أصبح فيدرير اللاعب الأكثر تحصلاً على الجوائز المالية في تنس الرجل بعدما كسب أكثر من 43 مليون دولار، متجاوزاً صاحب الـ 14 فوز بألقاب الجراند سلام بيت سامبراس. فاز فيدرير بلقبه 57 عندما حقق لقب بطولة بازل، بفوزه على الأرجنتيني ديفيد نالبانديان في المباراة النهائية. أصبح فيدرير اللاعب الوحيد في التاريخ الذي يفوز بقلب بازل لثلاث سنوات متتالية. بعد ذلك، وصل المصنف الثاني إلى الدور ربع النهائي من بطولة باريس للماسترز، قبل أن ينسحب بسبب آلام في الظهر، وكانت هذه هي المرة الأولى في مسيرة فيدرير الممتدة من 763 مباراة أنه انسحب من بطولة قد شارك بها. هذا يعني أن عام 2008 كان العام الأول منذ 2003 الذي لم يتحصل السويسري فيه على أي لقب في الماسترز. دخل فيدرير بطولة كأس الأساتذة للتنس 2008 كمصنف أول بعد انسحاب نادال من البطولة، حيث رافقه في المجموعة الحمراء كل من سيمون وموراي وروديك. في المباراة الافتتاحية خسر فيدرير أمام سيمون، لكنه أبقى على حظوظه في البطولة عندما هزم التشيكي راديك ستيبانيك الذي دخل البطولة كبديل لروديك. في المباراة الثالثة خسر فيدرير أمام موراي 6–4، 6–7، 5–7. وكان فيدرير قد تلقى العلاج بعد أن تعرض لإصابة في الظهر والورك في المجموعة الثالثة، لكنه خسر بعد أن حافظ على سبع نقاط لخسارة المباراة. ومع ذلك، بقي فيدرير في التصنيف الثاني عالمياً خلف المتصدر نادال.

### 2009: النهائيات الأربعة، والمجد في فرنسا، واستعادة ويمبلدون
إستعداداً لبطولة أستراليا المفتوحة، لعب فيدرير بطولتين إستعراضيتين وبطولة رسمية واحدة. خسر أمام موراي في الدور نصف النهائي لبطولة كابيتالا العالمية للتنس الاستعراضية في أبوظبي، الإمارات، ثم خسر في الدور قبل النهائي لبطولة قطر اكسون موبيل المفتوحة للتنس فئة 250 نقطة في الدوحة، قطر أمام موراي مرة أخرى. بعد ذلك فاز المصنف الثاني عالمياً بلقب بطولة أيه أيه أم أي الإستعراضية في ميلبورن، عندما هزم مواطنه ستانيسلاس فافرينكا في المباراة النهائية.

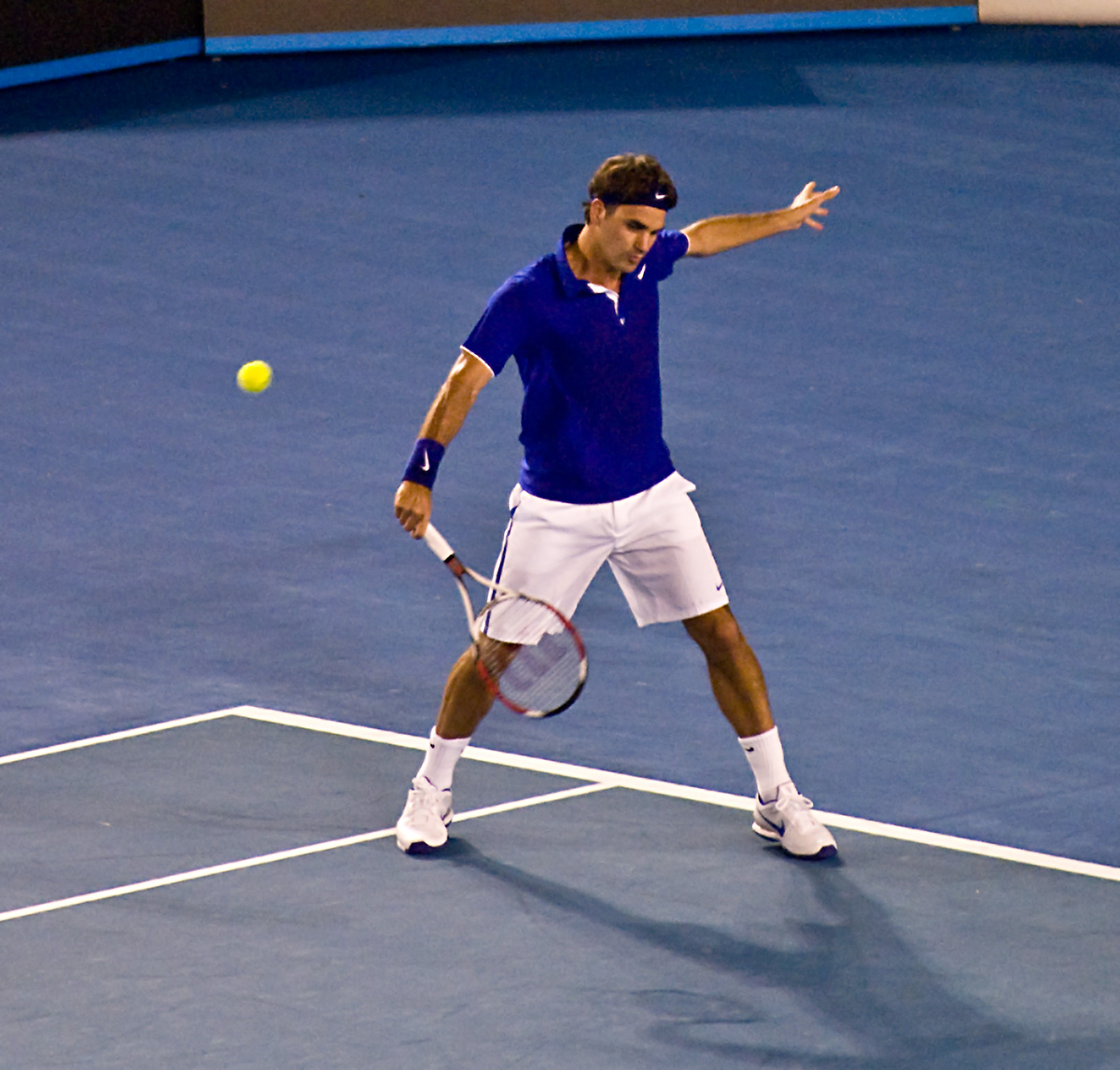
فيدرير في بطولة أستراليا المفتوحة 2009 والخسارة للمرة الأولى ضد نادال على الأرضية الصلبة في الجراند سلام

في بطولة أستراليا المفتوحة 2009، فاز فيدرير على خصومه في الأدوار الثلاثة الأولى بمجموعات متتالية. في الدور الرابع، عاد فيدرير من خسارة بمجموعتين لفوز بثلاثة مجموعات لاثنتين عندما هزم التشيكي توماس بيرديتش 4–6، 6–7(6–8)، 6–4، 6–4، 6–2. واصل فيدرير بالارتقاء برقمه القياسي بالوصول لنصف النهائي الثامن عشر على التوالي في بطولات الجراند سلام، عندما هزم المصنف الثامن الأرجنتيني خوان مارتن ديل بوترو في ربع النهائي خلال 80 دقيقة فقط 6–3، 6–0، 6–0. في النهائي رقم 18 لفيدرير في بطولات الجراند سلام، خسر اللاعب السويسري أمام منافسه التقليدي رافاييل نادال في أول لقاء بينهما على الملاعب الصلبة في بطولة من البطولات الأربع الكبرى. المباراة استمرت لأكثر من أربع ساعات حيث فاز نادال بثلاث مجموعات لاثنتين وبواقع 5–7، 6–3، 6–7(3-7)، 6–3، 2–6. بعد المباراة وخلال استلام الجوائز، أجهش فيدرير بالبكاء عندما بدأ بإلقاء كلمته كوصيف للبطولة. فيدرير ألقى اللوم على الخسارة لعدم حصوله على إيقاع مناسب على إرساله الأول.
إنسحب فيدرير من بطولة باركليز دبي للتنس، ومن مباراة المنتخبين السويسري والأمريكي في بطولة كأس ديفيز بسبب إصابة في الظهر لحقت به في أواخر عام 2008. وقال أن قرار الانسحاب هو «إجراء احترازي» للتأكد من «إعادة تأهيل ظهره تماماً لبقية موسم 2009». في 4 مارس، قال وكيل أعمال فيدرير توني غودسيك أن المدرب الأسترالي دارين كاهيل كان يعمل مع فيدرير على أساس تجريبي في إحدى المراكز التدريبية في دبي. وبعد اسبوع، اختار المدرب الأسترالي عدم الاستمرار مع اللاعب السويسري، مشيراً إلى أنه كان ملتزماً بالسفر لأسباب شخصية.
انتقل فيدرير للمشاركة في أولى بطولات تنس الاساتذة فئة 1000 نقطة، وهي بطولة بي ان بي باريبا في إنديان ويلز المقامة في كاليفورنيا، الولايات المتحدة. وصل فيدرير للدور قبل النهائي قبل أن يخرج من البطولة على يد البريطاني أندي موراي بمجموعتين لواحدة 3–6، 6–4، 1–6. في الإسبوع التالي، انتقل فيدرير إلى ميامي للمشاركة في بطولة سوني إريكسون المفتوحة ذات الألف نقطة. في البطولة تقدم فيدرير للدور الرابع دون خسارة أي مجموعة، في نصف النهائي، خسر المصنف الثاني عالمياً عندما واجه اللاعب الصربي نوفاك دجوكوفيتش بمجموعتين لواحدة 6–3، 2–6، 3–6. تلك المباراة شهدت على حادثة حصلت لأول مرة لفيدرير، عندما قام اللاعب السويسري بتحطيم مضربه بعد أن أخطأ بضربة أمامية سهلة على «الفورهاند» وضعها في الشبكة، والخطأ مشابه تماماً للخطأ الذي إرتكبه فيدرير في نقطة المباراة التي كلفته خسارة نهائي بطولة ويمبلدون عام 2008.

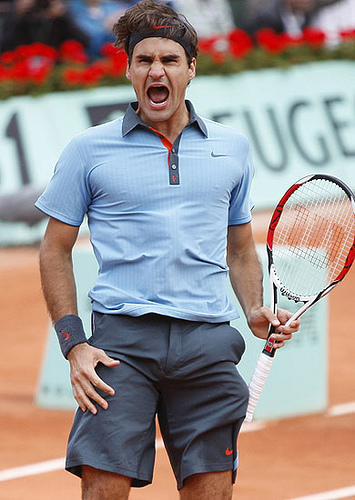
فيدرير حقق حلمه بالتتويج ببطولة فرنسا المفتوحة 2009 للمرة الأولى في مسيرته

بعد أن قرر عدم المشاركة في البداية، دخل فيدرير بطولة مونتي كارلو رولكس ماسترز ببطاقة دعوة في اللحظات الأخيرة، في أول حدث رسمي له على الملاعب الترابية، خسر فيدرير أمام مواطنه ستانيسلاس فافرينكا في الدور الثالث للمرة الأولى في مسيرته الاحترافية. في الدور نصف النهائي من بطولة انترناسيونالي بي ان ال دإيتاليا المقامة في العاصمة الإيطالية روما، وهو حدث آخر من بطولات تنس الاساتذة فئة 1000 نقطة، خسر فيدرير أيضاً عندما واجه اللاعب الصربي نوفاك دجوكوفيتش في نصف النهائي للمرة الأولى على الملاعب الترابية بنتيجة 6–4، 3–6، 3–6. كونه إحدى المصنفين الثمانية الأوائل، دخل فيدرير بطولة موتوا مدريد المفتوحة للتنس من فئة 1000 نقطة البطولة دون لعب الدور الأول. تمكن المصنف الثاني عالمياً من الوصول للمباراة النهائية والفوز على بطل العالم ومنافسه التقليدي الإسباني رافاييل نادال بمجموعتين دون مقابل 6–4، 6–4. هذا الفوز أنهى سلسلة انتصارات متتالية لنادال بلغت 31 فوز على الملاعب الترابية، وللمرة الثانية منع فيدرير خصمه الإسباني لأن يكون أول رجل يفوز ببطولات الماسترز الترابية الثلاثة في نفس العام.
في بطولة فرنسا المفتوحة لعام 2009، عانى فيدرير كثيراً بعدما تمكن مع العودة بمجموعتين والفوز بثلاثة لأثنتين بعدما هزم الألماني تومي هاس في الدور الرابع 6–7(4–7)، 5–7، 6–4، 6–0، 6–2. بعدها هزم فيدرير الفرنسي جايل مونفيس في الدور ربع النهائي، ليصل إلى نصف النهائي المتتالي رقم 20 له في بطولات الجراند سلام. وصل فيدرير إلى النهائي الرابع له على التوالي في بطولة فرنسا المفتوحة بعدما أقصى الأرجنتيني خوان مارتن ديل بوترو في مباراة وصلت لمجموعتها الفاصلة حيث انتصر اللاعب السويسري بنتيجة 3–6، 7–6(7–2)، 2–6، 6–1، 6–4. فاز فيدرير ببطولة فرنسا المفتوحة للمرة الأولى في تاريخة بفوزه على السويدي روبن سودرلينغ في المباراة النهائية بثلاث مجموعات دون مقابل 6–1، 7–6(7–1)، 6–4. بهذا الفوز عادل فيدرير الرقم القياسي بعدد الفوز ببطولات الجراند سلام في فردي الرجال والمسجل باسم الأمريكي بيت سامبراس والبالغ 14 لقب، كما عادل الرقم المسجل باسم إيفان ليندل بالوصول 19 مرة لنهائيات الجراند سلام، وأصبح أيضاً الرجل السادس في التاريخ الذي يكمل رباعية الجراند سلام. نظراً إلى الضغط الشديد والمجهود الجبار الذي بذله اللاعب السويسري في هذه البطولة، قرر فيدرير الانسحاب من بطولة جيري ويبر المفتوحة، وهي البطولة المعتادة له قبيل الحدث الكبير في ويمبلدون.

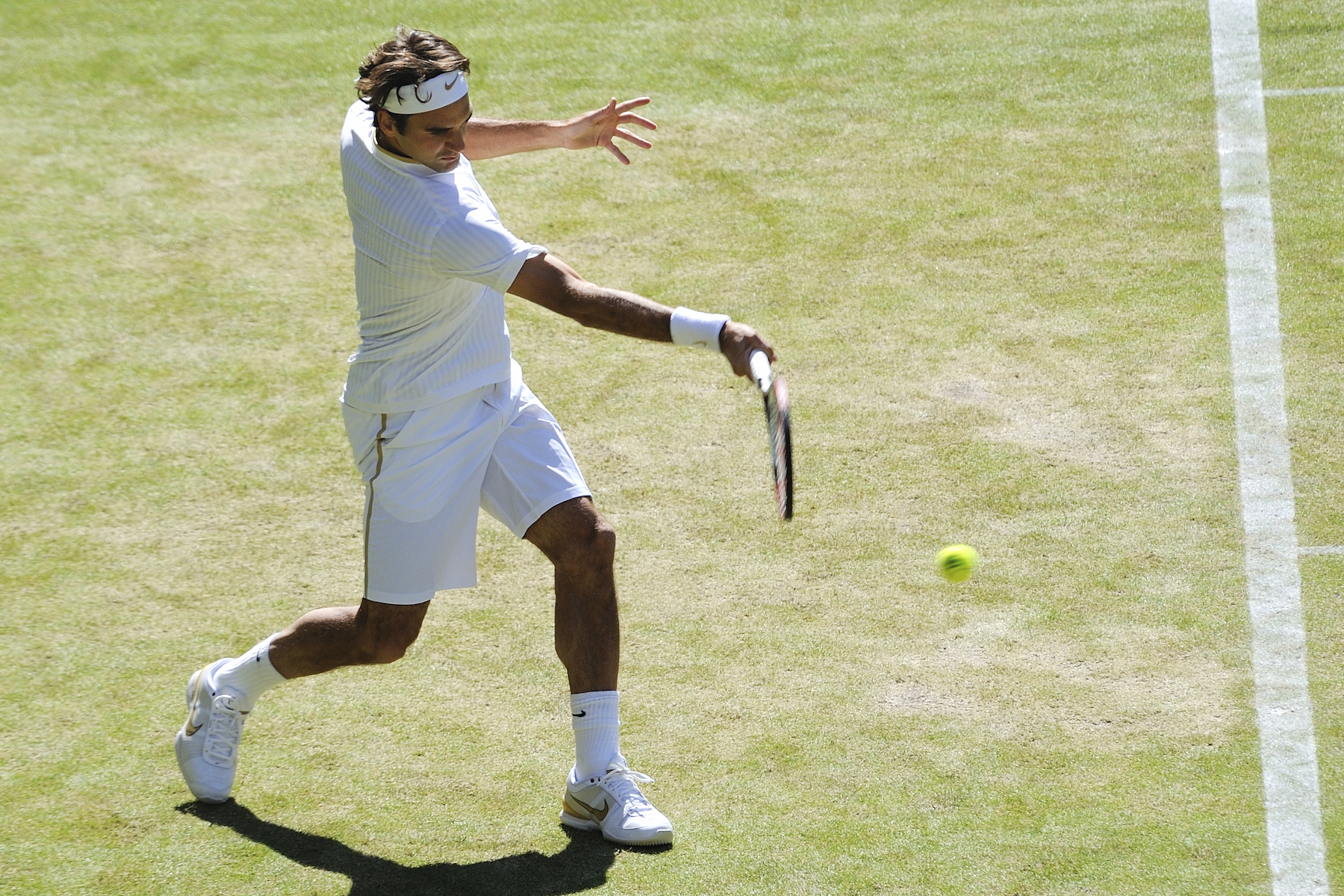
فيدرير يفوز بويمبلدون للمرة السادسة في تاريخه

وضع فيدرير رقماً قياسياً جديداً لعدد ألقاب الجراند سلام في فردي الرجال، عندما حقق لقبه السادس في بطولة ويمبلدون 2009 في سبع سنوات، وهو اللقب الخامس عشر لفيدرير في البطولات الأربع الكبرى. دخل فيدرير البطولة وهو المصنف الأول، بعد انسحاب حامل اللقب والمصنف الأول عالمياً نادال من البطولة بسبب التهاب في أوتار الركبة. فيدرير هزم ين هسون لو من تايوان في الدور الأول. عبر بسلام إلى الدور الثالث بعد فوزه على الإسباني جويرمو جارسيا لوبيز. في الدور الثالث فاز فيدرير على فيليب كولشرايبر من ألمانيا، بعدها حجز فيدرير مكانه في الدور ربع النهائي بعدما هزم السويدي روبن سودرلينغ. في ربع النهائي تأهل فيدرير إلى الدور قبل النهائي بفوزه على الكرواتي ايفو كارلوفيتش. عزز فيدرير رقمه القياسي بالوصول الحادي والعشرين له للدور نصف النهائي في بطولات الجراند سلام، حيث تقابل مع الألماني تومي هاس الذي خسر بثلاثية نظيفة أمام المصنف الأول في البطولة، ليصل فيدرير إلى المباراة النهائية للمرة السابعة على التوالي في ويمبلدون، وهو رقم قياسي. بهذا الفوز، وصل فيدرير إلى النهائي العشرين له في البطولات الأربع الكبرى، متجاوزاً الرقم القياسي السابق بـ 19 وصول والمسجل باسم ليندل. في مباراة استغرقت 4 ساعات و17 دقيقة، فاز فيدرير في المباراة النهائية على الأمريكي أندي روديك في المجموعة الفاصلة في مباراة لم تكن بالسهلة على الإطلاق، حيث انتهت المباراة بنتيجة 5–7، 7–6(8–6)، 7–6(7–5)، 3–6، 16–14. بعد هذا الفوز ضمن فيدرير العودة لصدارة التصنيف العالمي والذي كان يحتله الإسباني نادال. لعب الاثنان في المجموعة الخامسة 30 شوط وهو رقم قياسي في بطولات الجراند سلام، وكانت المباراة أيضاً أطول نهائي في مباريات فردي الرجال (من حيث عدد الأشواط) عبر كل العصور. كان عدد أشواط المباراة بالإجمالي هو 77 شوط، والمجموعة الخامسة وحدها استغرقت 95 دقيقة. المباراة أيضاً لقبت بـ «مباراة اللحظات الكلاسكية» من قِبل إي إس بي إن (بالإنجليزية: ESPN). وقد حصل هذا النهائي على أكثر عدد من المتابعين في بريطانيا منذ نهائي بطولة ويمبلدون لعام 2001. بهذا الفوز، أصبح فيدرير أيضاً الرجل الرابع في العصر المفتوح الذي يفوز ببطولتي فرنسا المفتوحة وويمبلدون في العام نفسه، بعد نادال في عام 2008، وبورغ في 1978-1980، وليفر في عام 1969. أصبحت الآن البطولات الأربع الكبرى بقضبة كل من فيدرير ونادال (الولايات المتحدة المفتوحة 2008، أستراليا المفتوحة 2009، فرنسا المفتوحة 2009، ويمبلدون 2009).
فاز فيدرير بأول مباراة له بعد فترة انقطاع لمدة خمسة أسابيع، عندما هزم فريدريك نيماير في الدور الثاني لبطولة كأس روجرز 2009. ثم هزم مواطنه ستانيسلاس فافرينكا بعد أن كان متأخراً بثلاثة أشوط في المجموعة الثانية. استمر فيدرير في صناعة التاريخ، عندما وصل للدور ربع النهائي للبطولة رفقة المصنفين السبعة الأوائل على العالم (نادال، موراي، دجوكوفيتش، روديك، ديل بوترو، جو ويلفرد تسونجا، ودافيدينكو). وهو أول ربع نهائي في تاريخ التنس يلعبه المصنفين الثمانية الأوائل جميعاً. ومع ذلك، خسر فيدرير في مواجهة تسونجا بالرغم من تقدم بطل العالم بأربعة أشواط في المجموعة الأخيرة. انتهت المباراة بنتيجة 6–7(5–7)، 6–1، 6–7(3–7). وعلى الرغم من الخروج المبكر نسبياً في مونتريال، قدم فيدرير اداءً قوياً في سينسيناتي بفوزه على خوسيه اكاسوسو في الدور الثاني (بعد أن مر من الدور الأول كونه أحد المصنفين الثمانية الأوائل). بعدها فاز على دافيد فيرير في الدور الثالث. ثم فاز على الأسترالي ليتون هيويت في الدور ربع النهائي، يليه أندي موراي في النصف. بعدها وصل فيدرير للمباراة النهائية حيث هزم الصربي نوفاك دجوكوفيتش بمجموعتين دون مقابل 6–1، 7–5.

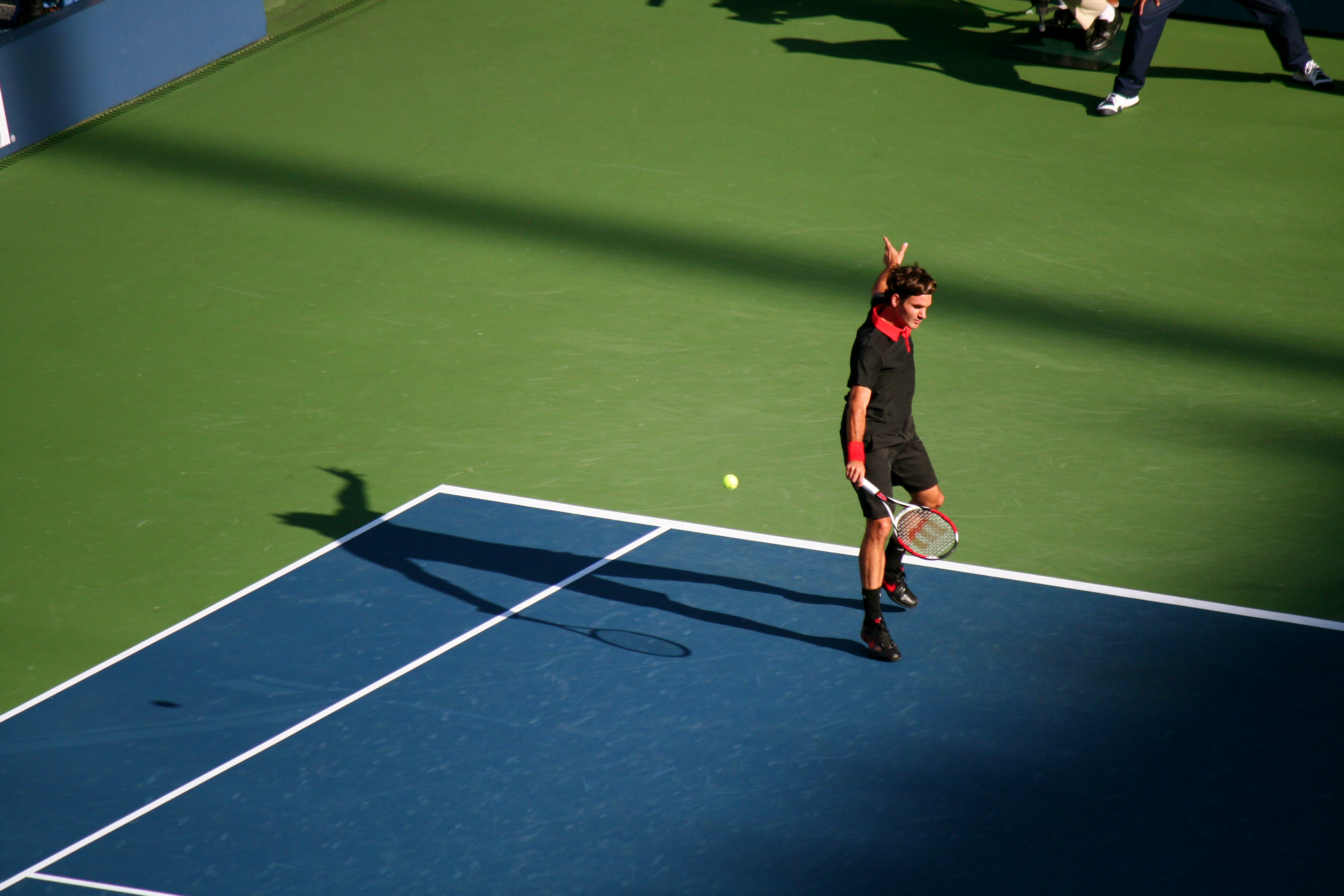
فيدرير في بطولة أمريكا المفتوحة 2009، عندما خسر في النهائي أمام ديل بوترو

بدأ فيدرير حملة الدفاع عن لقبه في بطولة أمريكا المفتوحة عام 2009 بنصر جيد على الأمريكي ديفين بريتون. بعدها تقدم إلى الدور الثالث بعد فوزه في الثاني على سيمون جرول من ألمانيا. وكان خصم فيدرير في الدور الثالث هيويت الذي تمكن من أخذ أول مجموعة من فيدرير في البطولة، ولكن في النهاية اندفع بطل العالم وفاز بالمباراة. بعد هذا الفوز ابتعد فيدرير أكثر في سجل المواجهات مع هيويت بـ 16 فوز مقابل 7 للأسترالي، وهو الفوز الرابع عشر على التوالي لفيدرير على هيويت. هزم فيدرير الإسباني تومي روبريدو حيث حجز بطاقة التأهل إلى الدور ربع النهائي الثالث له هذا العام في الجراند سلام. في ربع النهائي قابل فيدرير السويدي روبن سودرلينغ وفاز عليه بصعوبة عندما خسر المجموعة الثالثة وكان على أعتاب خسارة نقطة المجموعة الرابعة. وصل فيدرير إلى النهائي 21 له في البطولات الأربع الكبرى عندما فاز على الصربي نوفاك دجوكوفيتش المصنف الرابع عالمياً للعام الثالث على التوالي. شهدت تلك المباراة حدثاً فريداً لفيدرير عندما حصل على نقطة المباراة عبر كرة مررها بين قدميه على مرأى من اللاعب الصربي دون أي ردة فعل له. وقد وصف فيدرير تلك النقطة قائلاً:«أعظم ضربة قمت بها طوال حياتي». في المباراة النهائية تعرض فيدرير للخسارة أمام الأرجنتيني خوان مارتن ديل بوترو في خمس مجموعات. هذه الهزيمة كسرت رقماً قياسياً لفيدرير بعدد الانتصارات المتتالية في أمريكا المفتوحة بلغ 40 فوز متتالي. وهي الأولى لفيدرير التي يتعرض لها في إحدى نهائيات الجراند سلام من لاعب غير رافاييل نادال.
انتقل فيدرير للعب في بطولة كأس ديفيز ضد إيطاليا، وفي أول مباراة له على الملاعب الرملية الحمراء في فاليتا كامبياسو، جنوة، فاز المصنف الأوئل على سيموني بوليلي. بعدها ختم تأهل سويسرا للدور المقبل بالفوز على بوتيتو ستاراتشي في المباراة الثانية. بعد هذه المباراة نقلت إحدى الصحف عن فيدرير عندما قال:«كنت قادراً على اللعب بشكل أفضل. الآن سأقضي عطلة سيئة، لدي مشاكل مع ساقي، لدي مشاكل مع ذراعي، كل شيء يؤلمني، ومع هذا يجب علي أن أقوم بدور الأبوة قليلاً». لاحقاً، انسحب فيدرير من بطولة اليابان المفتوحة للتنس فئة 500 نقطة، ومن بطولة شنغهاي للماسترز فئة 100 نقطة والتي تقام للمرة الأولى.
في بطولة دافيدوف السويسرية في بازل، فيدرير هزم كل من أوليفيه روكوس، أندرياس سيبي، يفغيني كوروليف، وصديق طفولته ماركو شيودينيلي بمجموعات متتالية، قبل أن يخسر في المباراة النهائية على يد الصربي نوفاك دجوكوفيتش بمجموعتين لواحدة 4–6، 6–4، 2–6. كانت بطولة فيدرير المقبلة هي باريس للماسترز حيث في ست مشاركات سابقة، لم يصل أبداً للدور ربع النهائي. بعد المرور من الدور الأول دون لعب، واصل فيدرير نتائجه الغريبة في باريس عندما خرج بشكل مبكر للغاية من الدور الثاني على يد الفرنسي جوليان بينيتو.
في البطولة الختامية للعام، دخل فيدرير نهائيات الجولة العالمية لرابطة محترفي التنس 2009، حيث فاز في أولى مبارياته بدور المجموعات على الإسباني فرناندو فيرداسكو بمجموعتين لواحدة بواقع 4–6، 7–5، 6–1. ثم انتصر على البريطاني أندي موراي في المباراة الثانية 3–6، 6–3، 6–1. هذا الفوز ضمن لفيدرير بقاءه في صدارة التصنيف العالمي للسنة الخامسة في مسيرته الاحترافية. بعدها خسر في ثالث مبارياته أمام الأرجنتيني خوان مارتن ديل بوترو مرة أخرى بنتيجة 2–6، 7–6(7–5)، 3–6. فوزه في أول مباراتين مكن المصنف الأول من التأهل لنصف النهائي، حيث التقى الروسي نيكولاي دافيدينكو الذي تغلب على فيدرير لأول مرة في حياته بعد 12 هزيمة متتالية. هذه الخسارة أنهت موسم 2009 بشكل رسمي بالنسبة لروجر فيدرير.
شهد هذا العام تحقيق فيدرير ثلاثة أهداف رئيسية هي: الفوز بأول ألقابه في بطولة فرنسا المفتوحة، وتحطيم رقم بيت سامبراس المتمثل بالفوز باللقب الخامس عشر في بطولات الجراند سلام، واستعادة التصنيف الأول عالمياً من الإسباني رافاييل نادال.

### 2010: بطولة أستراليا للمرة الرابعة

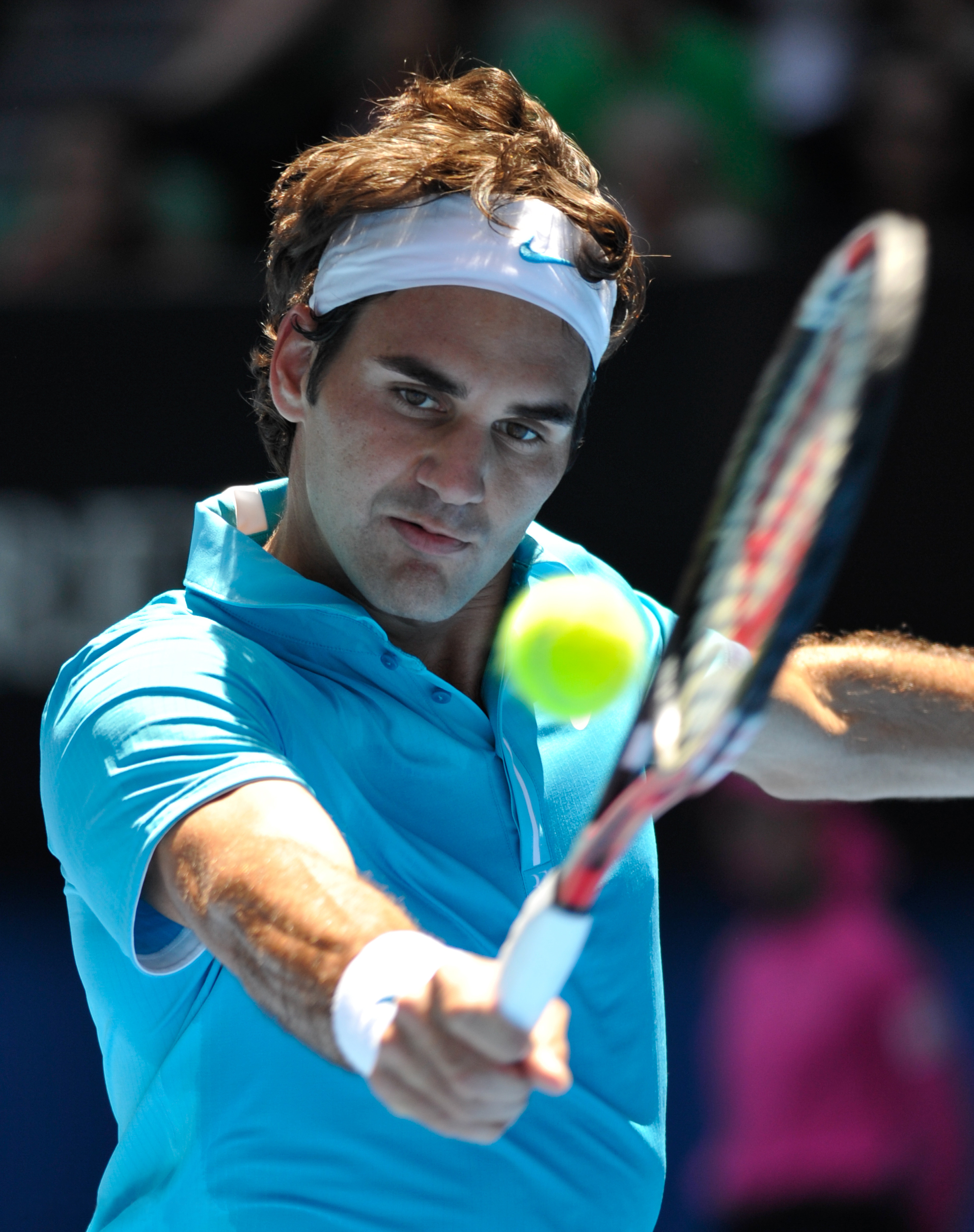
فيدرير في أستراليا المفتوحة 2010

بدأ فيدرير العام بالفوز ببطولة أستراليا المفتوحة، حيث هزم أندي موراي في النهائي، وبذلك رفع رقمه القياسي في الفوز ببطولات الجراند سلام إلى 16 لقب وعادل رقم أندري أجاسي القياسي بالفوز ببطولة أستراليا المفتوحة أربع مرات. منذ ويمبلدون 2005 وصل فيدرير إلى 18 من أصل 19 نهائي ممكن في بطولات الجراند سلام، وبذلك تعد هذه الفترة فترة سيطرة غير مسبوقة في العصر المفتوح. على الرغم من ذلك، فإن هذه البطولة ستكون بداية نهاية هذه السيطرة الكاملة.
في فرنسا المفتوحة، فاز فيدرير بمباراته رقم 700 بشكل عام ورقم 150 على الأراضي الترابية. على الرغم من ذلك، فشل فيدرير في الوصول لنصف النهائي في بطولة جراند سلام للمرة الأولى منذ فرنسا المفتوحة 2004، حيث خسر أمام سودرلينج في دور ربع النهائي متخليا بذلك عن التصنيف الأول عالميا، بعد أن كان على بعد أسبوع واحد من معادلة رقم بيت سامبراس القياسي في احتلال التصنيف الأول عالميا لمدة 286 أسبوع. في مفاجأة كبيرة في ويمبلدون، خسر فيديرير في ربع النهائي مجددا، ولكن هذه المرة من قبل توماس بيرديتش وهبط إلى التصنيف الثالث عالميا لأول مرة منذ 6 سنوات و8 أشهر.
في منتصف شهر يوليو تقريبا، عين فيدرير مدرب بيت سامبراس القديم بول أناكون مدربا له، في محاولة لاستعادة مستواه بعد انخفاضه بصورة مفاجئة خلال هذا العام. في أمريكا المفتوحة، وصل فيدرير إلى نصف النهائي، ولكنه خسر في خمس مجموعات أمام نوفاك دجوكوفيتش بعد أن امتلك نقطتين لحسم المباراة. وصل فيدرير إلى أربعة نهائيات فيدورات الماسترز 1000 نقطة، وفاز بـسنسيناتي على حساب ماردي فيش.
أنهى فيدرير العام بقوة، حيث فاز بـبطولة ستوكهولم المفتوحة، بطولة بازل، وكذلك نهائيات الجولة العالمية لرابطة محترفي التنس في لندن، وبذلك وصل إلى البطولة رقم 66 في مشواره المهني. فاز فيدرير بالبطولة الختامية للمرة الخامسة في مسيرته بعد الفوز أمام خصمه نادال في النهائي، وكانت جميع انتصارات فيدرير في البطولة بمجموعتين دون رد إلا أمام نادال. تعد هذه البطولة هي الوحيدة في مسيرته التي فاز فيها أمام جميع رفاقه من الأربعة الكبار في نفس البطولة. منذ ويمبلدون 2010، أصبح سجل مباريات فيدرير 34 فوز مقابل 4 هزائم فقط، وأنهى فيدرير العام في المركز الثاني عالميا ليبقى بذلك ضمن المصنفين الاثنين الأعلى عالميا في نهاية العام للمرة الثامنة على التوالي.

### 2011: رقم قياسي في النهائيات
كان عام 2011 عام تراجع لفيدرر، على الرغم من أنه سيكون عاما عظيما في معايير معظم اللاعبين. هزم فيدرير في ثلاث مجموعات متتالية في الدور نصف النهائي من بطولة استراليا المفتوحة 2011 من قبل -بطل البطولة بعدها- نوفاك ديوكوفيتش، وبذلك أصبحت المرة الأولى منذ يوليو 2003 التي لم يكن يدافع فيها عن أي من البطولات الكبرى الأربعة. في فرنسا المفتوحة في الدور نصف النهائي، أنهى فيدرر سجل انتصارات دجوكوفيتش المتتالية -بـ 43 انتصار متتالي- عندما فاز عليه في مباراة من أربع مجموعات، ثم خسر في النهائي أمام رافائيل نادال. في ويمبلدون تأهل فيدرر إلى ربع النهائي رقم 29 على التوالي في البطولات الاربع الكبرى ثم خسر أمام جو ويلفريد تسونجا. وتعد هذه المرة الأولى في مسيرته التي خسر فيها مباراة في بطولة من البطولات الأربع الكبرى بعد الفوز في أول مجموعتين.
في أمريكا المفتوحة، خسر فيدرر في الدور نصف النهائي على يد الصربي نوفاك ديوكوفيتش في مباراة من خمس مجموعات. في تكرار للسنة السابقة في مباراة الدور قبل النهائي، أهدر فيدرر مرة أخرى نقطتين لإنهاء المباراة وهو يمتلك الإرسال، قبل أن يخسر بعد الفوز في أول مجموعتين للمرة الثانية على التوالي في  نفس السنة. أيضا، هذه الخسارة كانت تعني أنها المرة الأولى منذ عام 2002 أن فيدرر لم يفز بأي من ألقاب البطولات الأربع الكبرى.
في أيلول/سبتمبر 2011 في استطلاع بجنوب أفريقيا، كان فيدرر في المركز الثاني لأكثر الأشخاص ثقة واحتراما في العالم، إلى جانب نيلسون مانديلا.
أنهى فيدرر الموسم بنجاح في موسم الملاعب المغطاة، ونجح في الفوز في آخر ثلاث بطولات في العام وهي: بطولة بازل، باريس للماسترز ونهائيات الجولة العالمية، ونجح في الفوز بـ 16 مباراة متتالية. أنهى فيدرر العام في المرتبة رقم 3.

### 2012: لقب بطولة ويمبلدون، الميدالية الفضية، والعودة إلى رقم 1
حظى موسم 2012 لفيدرر بأكبر عدد من الانتصارات منذ عام 2006 وأعلى نسبة فوز وعدد بطولات منذ عام 2007.
وصل فيدرر إلى الدور قبل النهائي من بطولة استراليا المفتوحة 2012، وبذلك واجه نادال للمرة رقم 27، وخسر في أربع مجموعات. ثم فاز ببطولة روتردام المفتوحة للمرة الأولى منذ 2005 بفوزه على خوان مارتن دل بوترو. لعب فيدرر في بطولة دبي للتنس، حيث هزم البريطاني آندي موراي في النهائي وفاز بلقب البطولة للمرة الخامسة في مسيرته. انتقل فيدرر إلى انديان ويلز للماسترز، حيث هزم رافائيل نادال في نصف النهائي، وجون إيسنر في النهائي. فاز فيدرر باللقب للمرة الرابعة وهو رقم قياسي، وعادل رقم نادال القياسي بالفوز بـ 19 بطولة ماسترز 1000 نقطة.

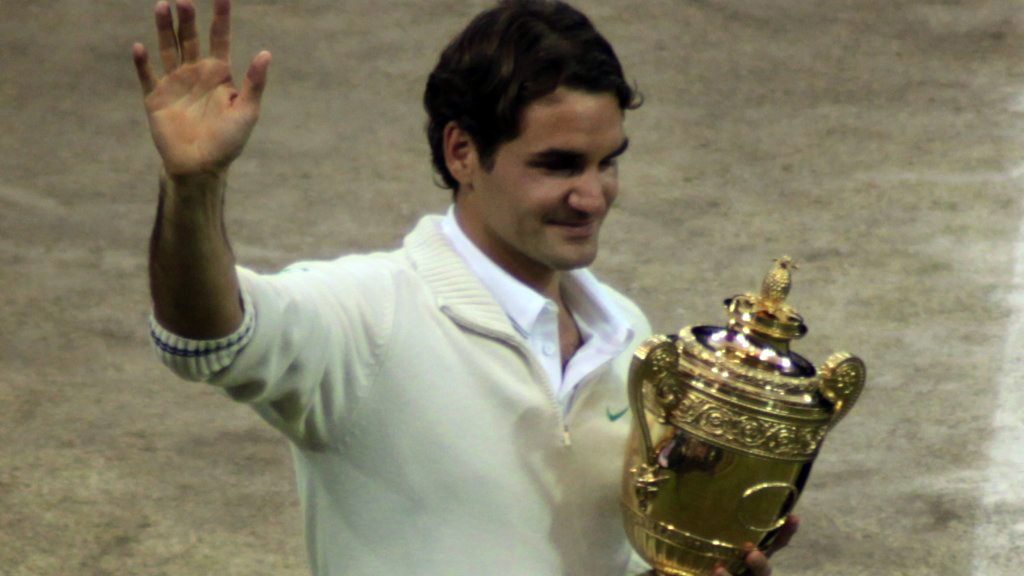
فاز فيدرر بالبطولة الكبرى رقم 17، ونجح في معادلة الرقم القياسي بسبع ألقاب ويمبلدون، وعاد إلى رقم 1 عالميا.

اتجه فيدرر إلى التنافس في مدريد على الأرضية الزرقاء الجديدة، حيث فاز على توماس بيرديتش في المباراة النهائية، وبالتالي استعاد رقم 2 في الترتيب من رافائيل نادال. في فرنسا المفتوحة، عبر فيدرر إلى الدور قبل النهائي قبل أن يخسر أمام ديوكوفيتش بثلاث مجموعات متتالية.
في ويمبلدون، لعب فيدرر مباراة من خمس مجموعات في الجولة الثالثة ضد جوليان بنيتو في طريقه إلى الفوز في البطولة. وهزم فيدرر آندي موراي في أربع مجموعات في النهائي، وبذلك استعاد رقم 1 عالميا. «إنه لأمر مدهش. فإن هذا يجعلني متساوي مع بيت سامبراس الذي هو بطلي. هذا شعور رائع»، قال فيدرر ذلك عن الفوز السابع له ببطولة ويمبلدون، ومعادلة رقم سامبراس القياسي في العصر المفتوح. بفوزه على المصنف الأول عالميا ديوكوفيتش في نصف النهائي والفوز في النهائي، عاد فيدرر إلى صدارة التصنيف العالمي، وبذلك كسر رقم سامبراس القياسي في احتلال صدارة التصنيف لـ 286 أسبوع.
في دورة 2012 من الألعاب الأولمبية الصيفية، لعب فيدرر مباراة استمرت 4 ساعات و26 دقيقة في الدور قبل النهائي ضد ديل بوترو، حيث فاز فيدرر 19-17 في المجموعة الثالثة والأخيرة. خسر فيدرير أمام موراي في ثلاث مجموعات متتالية في النهائي، وحاز على الميدالية الفضية لبلده.
فاز فيدرر ببطولة سينسيناتي المفتوحة في آب/أغسطس، بفوزه على الصربي نوفاك ديوكوفيتش في المباراة النهائية. في أمريكا المفتوحة، خسر فيدرير بطل البطولة خمس مرات من قبل توماس بيرديتش في الدور ربع النهائي.
في شنغهاي للأساتذة، بعد فوزه على فافرينكا في الدور الثالث، أكد فيدرر الأسبوع رقم 300 له في الترتيب رقم 1 عالميا. وصل فيدرر إلى النهائي وخسر أمام ديوكوفيتش في مجموعتين.

### 2013: المعاناة مع الإصابة
أصيب فيدرر في الظهر في مارس ويوليه وانخفض في الترتيب من رقم 2 إلى رقم 6. كان موسم 2013 الأول منذ 1999 الذي يفشل فيه فيدرر في الوصول إلى أي مباراة نهائية في الأشهر الأربعة الأولى من السنة.
كان أول وآخر ألقاب فيدرير في عام 2013 هو بطولة جيري ويبر المفتوحة (بعد هزيمة ميخائيل يوجني)، ولعب أيضا في الزوجي مع صديقه تومي هاس. بعد النصر في هاله، تعادل مع جون ماكنرو في رقمه وهو ثالث أكبر عدد من الألقاب التي فاز بها لاعب ذكر في العصر المفتوح. فيدرر، ومع ذلك، كان غير قادر على الحفاظ على مستواه في بطولة ويمبلدون، وعانى من أسوأ هزائمه في البطولات الأربع الكبرى منذ عام 2003 في الجولة الثانية ضد سيرجي ستاخوفسكي. لم تعن الخسارة فقط فقدان فيدرر لسجله بـ 36 وصول على التوالي إلى الدور ربع النهائي في البطولات الاربع الكبرى، ولكن أيضا أنه سوف يهبط من أعلى 4 تصنيفا في العالم للمرة الأولى منذ تموز/يوليه 2003.
خلال فصل الصيف، جرب فيدرير العديد من أنواع المضارب، وعاد إلى مضربه المعتاد في النصف الثاني من الموسم. بعد ويمبلدون، استمر فيدرر في الخروج مبكرا من البطولات، في هامبورغ وغشتاد بسبب إصابة خطيرة في الظهر خلال تشرين الأول/أكتوبر، وأعلن حينها أنه سينفصل عن مدربه بول أناكون، الذي كان مدربه خلال السنوات الثلاث الماضية. وصل فيدرر إلى النهائي في بازل، وخسر أمام خوان مارتن ديل بوترو في ثلاث مجموعات، وأشار حينها إلى أنه كان من الخطأ أن يلعب بعض البطولات في حين أنه كان يعاني من إصابة في الظهر.
في 27 كانون الأول/ديسمبر 2013، أعلن فيدرر أن ستيفان إدبرغ سينضم إلى فريق عمله كمساعد مدرب مع سيفيرين لوثي.

## روجر فيدرر في عام 2016: عودة الأسطورة
عام 2016 كان عاماً استثنائياً لروجر فيدرر، حيث شهد عودة الأسطورة السويسري إلى قمة التنس العالمي بعد فترة من التراجع النسبي.
بعد غياب عن الملاعب لفترة بسبب الإصابة، عاد فيدرر بقوة في بداية عام 2016، وحقق العديد من الإنجازات المميزة، من أبرزها:
- الفوز ببطولة برزبين: حقق فيدرر لقب بطولة برزبين، وهو اللقب رقم 1000 في مسيرته الاحترافية، مما يؤكد عودته القوية إلى الملاعب.
- الوصول إلى نهائي بطولة أستراليا المفتوحة: وصل فيدرر إلى نهائي بطولة أستراليا المفتوحة، ولكن للأسف خسر أمام أندي موراي.
- الفوز ببطولة ويمبلدون: توج فيدرر بلقب ويمبلدون للمرة الثامنة في مسيرته، محققاً انتصاراً تاريخياً على منافسه اللدود رافاييل نادال في النهائي.
- الفوز ببطولة غشتاد: حقق فيدرر لقباً آخر على الملاعب الترابية في موطنه سويسرا.

ما الذي ميز أداء فيدرر في عام 2016؟
- اللياقة البدنية: عاد فيدرر إلى الملاعب وهو يتمتع بلياقة بدنية عالية، مما ساعده على المنافسة على أعلى المستويات.
- الدقة والخبرة: استعاد فيدرر دقته وخبرته المعتادة، مما جعله يصعب التغلب عليه.
- العقلية القوية: أثبت فيدرر أنه يمتلك عقلية قوية وقدرة على التعامل مع الضغط، مما ساعده على تحقيق الانتصارات في المباريات الكبرى.

أهمية عام 2016 في مسيرة فيدرر:
- عودة الثقة: أثبت فيدرر في عام 2016 أنه لا يزال قادراً على المنافسة على أعلى المستويات، مما أعاد الثقة إلى نفسه وجماهيره.
- إلهام الجيل الجديد: ألهم فيدرر الجيل الجديد من لاعبي التنس، وأثبت أن العمر ليس عائقاً أمام تحقيق النجاح.
- تأكيد مكانته كأحد أعظم اللاعبين في التاريخ: أكد فيدرر في عام 2016 مكانته كأحد أعظم لاعبي التنس في التاريخ، وجعله يتقاسم مع رافاييل نادال ونوفاك ديوكوفيتش لقب "الثلاثي الكبير".

عام 2016 كان بمثابة فصل جديد في مسيرة روجر فيدرر، حيث عاد الأسطورة السويسري ليؤكد للعالم أنه لا يزال الأفضل.

## إحصائيات المشوار المهني

### نهائيات البطولات الكبرى (الغراند سلام) (30)

#### البطل (20)[291][292]
| السنة | البطولة           | الخصم في النهائي   | النتيجة في النهائي          |
| 2003  | ويمبلدون          | مارك فيليبوسيس     | 7–6, 6–2, 7–6               |
| 2004  | أستراليا المفتوحة | مارات زافين        | 7–6, 6–4, 6–2               |
| 2004  | ويمبلدون          | أندي روديك         | 4–6, 7–5, 7–6, 6–4          |
| 2004  | أمريكا المفتوحة   | لايتون هيويت       | 6–0, 7–6, 6–0               |
| 2005  | ويمبلدون          | أندي روديك         | 6–2, 7–6, 6–4               |
| 2005  | أمريكا المفتوحة   | أندريه أغاسي       | 6–3, 2–6, 7–6, 6–1          |
| 2006  | أستراليا المفتوحة | ماركوس باجداتيس    | 5–7, 7–5, 6–0, 6–2          |
| 2006  | ويمبلدون          | رفائيل نادال       | 6–0, 7–6, 6–7, 6–3          |
| 2006  | أمريكا المفتوحة   | أندي روديك         | 6–2, 4–6, 7–5, 6–1          |
| 2007  | أستراليا المفتوحة | فيرناندو غونزاليس  | 7–6, 6–4, 6–4               |
| 2007  | ويمبلدون          | رفائيل نادال       | 7–6, 4–6, 7–6, 2–6, 6–2     |
| 2007  | أمريكا المفتوحة   | نوفاك ديكوفيتش     | 7–6, 7–6, 6–4               |
| 2008  | أمريكا المفتوحة   | أندي موراي         | 6-2, 7-5, 6-2               |
| 2009  | رولان غاروس       | روبن سودرلينغ      | 6–1, 7–6, 6–4               |
| 2009  | ويمبلدون          | أندي روديك         | 5–7, 7–6, 7–6, 3–6, 16–14   |
| 2010  | أستراليا المفتوحة | أندي موراي         | 6–3, 6–4, 7–6               |
| 2012  | ويمبلدون          | أندي موراي         | 4/6-7/5-6/3-6/4             |
| 2017  | أستراليا المفتوحة | رفائيل نادال       | 4/6 - 6/3 - 1/6 - 6/3 - 3/6 |
| 2017  | ويمبلدون          | مارين سيليتش       | 3/6 - 1/6 - 6/4             |
| 2018  | أستراليا المفتوحة | مارين سيليتش       | 2/6 - 7/6 - 3/6 - 6/3 - 1/6 |
| 2019  | أستراليا المفتوحة | ستيفانوس تسيتسيباس | 6-4، 6-4                    |

#### الوصافة (10)
| السنة | البطولة           | الخصم في النهائي     | النتيجة في النهائي         |
| 2006  | رولان غاروس       | رفائيل نادال         | 1–6, 6–1, 6–4, 7–6         |
| 2007  | رولان غاروس       | رفائيل نادال         | 6–3, 4–6, 6–3, 6–4         |
| 2008  | رولان غاروس       | رفائيل نادال         | 6–1, 6–3, 6–0              |
| 2008  | ويمبلدون          | رفائيل نادال         | 6-4، 6-4، 6-7، 6-7، 9-7    |
| 2009  | أستراليا المفتوحة | رفائيل نادال         | 7–5, 3–6, 7–6(3), 3–6, 6–2 |
| 2009  | أمريكا المفتوحة   | خوان مارتن ديل بوترو | 3–6, 6–7, 6–4, 6–7, 2–6    |
| 2011  | رولان غاروس       | رفائيل نادال         | 7–5, 7–6, 5-7, 6-1         |
| 2014  | ويمبلدون          | نوفاك دجكوفيتش       |                            |
| 2015  | ويمبلدون          | نوفاك دجوكوفيتش      | 7–6, 6–7, 4-6, 3-6         |
| 2015  | أمريكا المفتوحة   | نوفاك دجوكوفيتش      | 4-6, 7-5, 4-6, 4-6         |

### نهائيات كأس الأستاذة (6)

#### البطل (4)
| السنة | البطولة | الخصم في النهائي | النتيجة في النهائي |
| 2003  | هيوستن  | أندريه أغاسي     | 6–3, 6–2, 6–4      |
| 2004  | هيوستن  | لايتون هيويت     | 6–3, 6–2           |
| 2006  | شنغهاي  | جيمس بليك        | 6–3, 6–3, 6–4      |
| 2007  | شنغهاي  | ديفيد فيرر       | 6–2, 6–3, 6–2      |

#### وصافة (1)
| السنة | البطولة | الخصم في النهائي | النتيجة في النهائي      |
| 2005  | شنغهاي  | ديفيد نالبانديان | 6–7, 6–7, 6–2, 6–1, 7–6 |

### نهائيات فردي دورات الأساتذة (الماسترز) (25)

#### الفوز
| السنة | البطولة     | الخصم في النهائي  | النتيجة في النهائي      |
| 2002  | هامبورغ     | مارات زافين       | 6–1, 6–3, 6–4           |
| 2004  | إنديان ويلز | تيم هينمان        | 6–3, 6–3                |
| 2004  | هامبورغ     | غواليرمو كوريا    | 4–6, 6–4, 6–2, 6–3      |
| 2004  | تورنتو      | أندي روديك        | 7–5, 6–3                |
| 2005  | إنديان ويلز | لايتون هيويت      | 6–2, 6–4, 6–4           |
| 2005  | ميامي       | رفائيل نادال      | 2–6, 6–7, 7–6, 6–3, 6–1 |
| 2005  | هامبورغ     | ريشارد جاسكيه     | 6–3, 7–5, 7–6           |
| 2005  | سنسيناتي    | أندي روديك        | 6–3, 7–5                |
| 2006  | إنديان ويلز | جيمس بليك         | 7–5, 6–3, 6–0           |
| 2006  | ميامي       | إيفان ليوبيسيتش   | 7–6, 7–6, 7–6           |
| 2006  | تورنتو      | ريشارد جاسكيه     | 2–6, 6–3, 6–2           |
| 2006  | مدريد       | فيرناندو غونزاليس | 7–5, 6–1, 6–0           |
| 2007  | هامبورغ     | رفائيل نادال      | 2–6, 6–2, 6–0           |
| 2007  | سنسيناتي    | جيمس بليك         | 6–1, 6–4                |
| 2009  | مدريد       | رفائيل نادال      | 4-6, 6–4                |
| 2009  | سنسيناتي    | نوفاك ديوكوفيتش   | 6–1, 7–5                |
| 2010  | سنسيناتي    | مردي فيش          | 7-6، 7–6, 6–4           |

#### الوصافة (10)
| السنة | البطولة     | الخصم في النهائي | النتيجة في النهائي      |
| 2002  | ميامي       | أندريه أغاسي     | 6–3, 6–3, 3–6, 6–4      |
| 2003  | روما        | فيلكس مانتيلا    | 7–5, 6–2, 7–6           |
| 2006  | مونتي كارلو | رفائيل نادال     | 6–2, 6–7, 6–3, 7–6      |
| 2006  | روما        | رفائيل نادال     | 6–7, 7–6, 6–4, 2–6, 7–6 |
| 2007  | مونتي كارلو | رفائيل نادال     | 6–4, 6–4                |
| 2007  | مونتريال    | نوفاك ديكوفيتش   | 7–6, 2–6, 7–6           |
| 2007  | مدريد       | ديفيد نالبانديان | 1–6, 6–3, 6–3           |
| 2008  | مونتي كارلو | رفائيل نادال     | 7–5, 7–5                |
| 2008  | هامبورغ     | رفائيل نادال     | 7–5, 6–7(3), 6–3        |
| 2010  | تورنتو      | اندي موراي       | 7-5، 6-4                |

### النهائيات في المشوار المهني (88)

#### منافسات الفردي

##### البطل (65)
| رقم | التاريخ         | البطولة                                | الأرضية    | الخصم في النهائي  | النتيجة في النهائي            |
| 1.  | 4 فبراير، 2001  | ميلان، إيطاليا                         | بساطية (i) | جوليان بوتير      | 6–4, 6–7(7), 6–4              |
| 2.  | 13 يناير، 2002  | سدني، أستراليا                         | صلبة       | خوان اجناثيو شيلا | 6–3, 6–3                      |
| 3.  | 19 مايو، 2002   | هامبورغ، ألمانيا                       | ترابية     | مارات زافين       | 6–1, 6–3, 6–4                 |
| 4.  | 13 أكتوبر، 2002 | فيينا، النمسا                          | صلبة (i)   | جيري نوفاك        | 6–4, 6–1, 3–6, 6–4            |
| 5.  | 16 فبراير، 2003 | مارسيليا، فرنسا                        | صلبة (i)   | يوناس بيرغمان     | 6–2, 7–6(6)                   |
| 6.  | 2 مارس، 2003    | دبي، الإمارات                          | صلبة       | جيري نوفاك        | 6–1, 7–6(2)                   |
| 7.  | 4 مايو، 2003    | ميونخ، ألمانيا                         | ترابية     | ياركو نييمينين    | 6–1, 6–4                      |
| 8.  | 15 يونيو، 2003  | هال، ألمانيا                           | عشبية      | نيكولاس كيفر      | 6–1, 6–3                      |
| 9.  | 6 يوليو، 2003   | ويمبلدون، لندن، المملكة المتحدة        | عشبية      | مارك فيليبوسيس    | 7–6(5), 6–2, 7–6(3)           |
| 10. | 12 أكتوبر، 2003 | فيينا، النمسا                          | صلبة (i)   | كارلوس مويا       | 6–3, 6–3, 6–3                 |
| 11. | 16 نوفمبر، 2003 | كأس الأساتذة، هيوستن، الولايات المتحدة | صلبة       | أندريه أغاسي      | 6–3, 6–0, 6–4                 |
| 12. | 1 فبراير، 2004  | أستراليا المفتوحة، ميلبورن، أستراليا   | صلبة       | مارات زافين       | 7–6(3), 6–4, 6–2              |
| 13. | 7 مارس، 2004    | الإمارات                               | صلبة       | فيليشيانو لوبيز   | 4–6, 6–1, 6–2                 |
| 14. | 21 مارس، 2004   | إنديان ويلز، أمريكا                    | صلبة       | تيم هينمان        | 6–3, 6–3                      |
| 15. | 16 مايو، 2004   | هامبورغ، ألمانيا                       | ترابية     | غييرمو كوريا      | 4–6, 6–4, 6–2, 6–3            |
| 16. | 13 يونيو، 2004  | هال، ألمانيا                           | عشبية      | ماردي فيش         | 6–0, 6–3                      |
| 17. | 4 يوليو، 2004   | ويمبلدون، لندن، المملكة المتحدة        | عشبية      | أندي روديك        | 4–6, 7–5, 7–6(3), 6–4         |
| 18. | 11 يوليو، 2004  | غستاد، سويسرا                          | ترابية     | إيغور أندريف      | 6–2, 6–3, 5–7, 6–3            |
| 19. | 1 أغسطس، 2004   | تورنتو، كندا                           | صلبة       | أندي روديك        | 7–5, 6–3                      |
| 20. | 12 سبتمبر، 2004 | أمريكا المفتوحة، نيويورك               | صلبة       | لايتون هيويت      | 6–0, 7–6(3), 6–0              |
| 21. | 3 أكتوبر، 2004  | بانكوك، تايلاند                        | صلبة (i)   | أندي روديك        | 6–4, 6–0                      |
| 22. | 21 نوفمبر، 2004 | كأس الأساتذة، هيوستن، أمريكا           | صلبة       | لايتون هيويت      | 6–3, 6–2                      |
| 23. | 9 يناير، 2005   | الدوحة، قطر                            | صلبة       | إيفان ليوبيسيتش   | 6–3, 6–1                      |
| 24. | 20 فبراير، 2005 | روتردام، هولندا                        | صلبة (i)   | إيفان ليوبيسيتش   | 5–7, 7–5, 7–6(5)              |
| 25. | 27 فبراير، 2005 | دبي، الإمارات                          | صلبة       | إيفان ليوبيسيتش   | 6–1, 6–7(6), 6–3              |
| 26. | 20 مارس، 2005   | انديان ويلز، أمريكا                    | صلبة       | لايتون هيويت      | 6–2, 6–4, 6–4                 |
| 27. | 3 أبريل، 2005   | ميامي، أمريكا                          | صلبة       | رفائيل نادال      | 2–6, 6–7(4), 7–6(5), 6–3, 6–1 |
| 28. | 15 مايو، 2005   | هامبورغ، ألمانيا                       | ترابية     | ريشارد جاسكيه     | 6–3, 7–5, 7–6(4)              |
| 29. | 13 يونيو، 2005  | هال، ألمانيا                           | عشبية      | مارات زافين       | 6–4, 6–7(6), 6–4              |
| 30. | 3 يوليو، 2005   | ويمبلدون، لندن، المملكة المتحدة        | عشبية      | أندي روديك        | 6–2, 7–6(2), 6–4              |
| 31. | 21 أغسطس، 2005  | سنسيناتي، أمريكا                       | صلبة       | أندي روديك        | 6–3, 7–5                      |
| 32. | 11 سبتمبر، 2005 | أمريكا المفتوحة، نيويورك               | صلبة       | أندريه أغاسي      | 6–3, 2–6, 7–6(1), 6–1         |
| 33. | 2 أكتوبر، 2005  | بانكوك، تايلاند                        | صلبة (i)   | أندي موراي        | 6–3, 7–5                      |
| 34. | 8 يناير، 2006   | الدوحة، قطر                            | صلبة       | جايل مونفيس       | 6–3, 7–6(5)                   |
| 35. | 29 يناير، 2006  | أستراليا المفتوحة، ملبورن، أستراليا    | صلبة       | ماركوس باجداتيس   | 5–7, 7–5, 6–0, 6–2            |
| 36. | 19 مارس، 2006   | انديان ويلز، أمريكا                    | صلبة       | جيمس بليك         | 7–5, 6–3, 6–0                 |
| 37. | 2 أبريل، 2006   | ميامي، أمريكا                          | صلبة       | إيفان ليوبيسيتش   | 7–6(5), 7–6(4), 7–6(6)        |
| 38. | 18 يونيو، 2006  | هال، ألمانيا                           | عشبية      | توماس بيرديتش     | 6–0, 6–7(4), 6–2              |
| 39. | 9 يوليو، 2006   | ويمبلدون، لندن، المملكة المتحدة        | عشبية      | رفائيل نادال      | 6–0, 7–6(5), 6–7(2), 6–3      |
| 40. | 13 أغسطس، 2006  | ترونتو، كندا                           | صلبة       | ريشارد جاسكيه     | 2–6, 6–3, 6–2                 |
| 41. | 10 سبتمبر، 2006 | أمريكا المفتوحة، نيويورك               | صلبة       | أندي روديك        | 6–2, 4–6, 7–5, 6–1            |
| 42. | 8 أكتوبر، 2006  | إيه أي جي، اليابان                     | صلبة       | تيم هينمان        | 6–3, 6–3                      |
| 43. | 22 أكتوبر، 2006 | مدريد، إسبانيا                         | صلبة (i)   | فيرناندو غونزاليس | 7–5, 6–1, 6–0                 |
| 44. | 29 أكتوبر، 2006 | بازل، سويسرا                           | بساطية (i) | فيرناندو غونزاليس | 6–3, 6–2, 7–6(3)              |
| 45. | 19 نوفمبر، 2006 | كأس الأساذتة، شنغهاي، الصين            | صلبة (i)   | جيمس بليك         | 6–0, 6–3, 6–4                 |
| 46. | 28 يناير، 2007  | أستراليا المفتوحة، ملبورن، أستراليا    | صلبة       | فيرناندو غونزاليس | 7–6(2), 6–4, 6–4              |
| 47. | 3 مارس، 2007    | الإمارات                               | صلبة       | ميكائيل يوزني     | 6–4, 6–3                      |
| 48. | 20 مايو، 2007   | هامبورغ، ألمانيا                       | ترابية     | رفائيل نادال      | 2–6, 6–2, 6–0                 |
| 49. | 8 يوليو، 2007   | ويمبلدون، لندن، المملكة المتحدة        | عشبية      | رفائيل نادال      | 7–6(7), 4–6, 7–6(3), 2–6, 6–2 |
| 50. | 19 أغسطس، 2007  | سينسيناتي، أمريكا                      | صلبة       | جيمس بليك         | 6–1, 6–4                      |
| 51. | 9 سبتمبر، 2007  | أمريكا المفتوحة، نيويورك               | صلبة       | نوفاك ديكوفيتش    | 7–6(4), 7–6(2), 6–4           |
| 52. | 28 أكتوبر، 2007 | بازل، سويسرا                           | بساطية (i) | ياركو نييمينين    | 6–3, 6–4                      |
| 53. | 18 نوفمبر، 2007 | كأس الأساتذة، شنغهاي، الصين            | صلبة (i)   | ديفيد فيرر        | 6–2, 6–3, 6–2                 |
| 54. | 20 أبريل، 2008  | إيستوريل، البرتغال                     | ترابية     | نيكولاي دافيدينكو | 7–6(5), 1–2 انسحب             |
| 55. | 15 يونيو، 2008  | هال، ألمانيا                           | عشبية      | فيليب كولشرايبر   | 6–3, 6–4                      |
| 56. | 8 سبتمبر، 2008  | أمريكا المفتوحة، نيويورك               | صلبة       | آندي موراي        | 6–2, 7–5, 6–2                 |
| 57. | 25 أكتوبر، 2008 | بازل، سويسرا                           | صلبة       | ديفيد نالبانديان  | 6–3, 6–4                      |
| 58. | 25 أكتوبر، 2008 | مدريد، إسبانيا                         | رملية      | رافاييل نادال     | 6–4, 6–4                      |
| 59. | 7 يونيو، 2009   | رولان غاروس، فرنسا                     | رملية      | روبن سودرلينغ     | 6–1, 7–6, 4-6                 |
| 60. | 12 يوليو، 2009  | ويمبلدون، لندن، المملكة المتحدة        | عشبية      | أندي روديك        | 7-5, 6-7, 6-7, 6-3, 14-16     |
| 61. | 24 أكتوبر، 2009 | سنسيناتي، أمريكا                       | صلبة       | نوفاك ديكوفيتش    | 6–1, 7–5                      |
| 62. | 31 يناير، 2010  | أستراليا المفتوحة، ملبورن، أستراليا    | صلبة       | أندي موراي        | 3-6, 4-6, 6-7 (11)            |
| 63. | 22 اغسطس، 2010  | سنسيناتي، أمريكا                       | صلبة       | مردي فيش          | 7-6(5), 7–6(1)، 4-6           |

##### الوصافة (22)
| اللقب              |
| بطولة كبرى (5)     |
| كأس الأساتذة (1)   |
| دورات الأساتذة (9) |
| دولية ذهبية (7)    |

| رقم | التاريخ         | البطولة                             | الأرضية    | الخصم في النهائي | النتيجة في النهائي                |
| 1.  | 13 فبراير، 2000 | مارسيليا، فرنسا                     | بساطية (i) | مارك روزيت       | 2–6, 6–3, 7–6(5)                  |
| 2.  | 29 أكتوبر، 2000 | بازل، سويسرا                        | بساطية (i) | توماس إنكفيست    | 6–2, 4–6, 7–6(4), 1–6, 6–1        |
| 3.  | 25 فبراير، 2001 | روتردام، هولندا                     | صلبة (i)   | نيكولاس إسكود    | 7–5, 3–6, 7–6(5)                  |
| 4.  | 28 أكتوبر، 2001 | بازل، سويسرا                        | بساطية (i) | تيم هينمان       | 6–3, 6–4, 6–2                     |
| 5.  | 3 فبراير، 2002  | ميلان، إيطاليا                      | بساطية (i) | ديفيد سانغونيتي  | 7–6(2), 4–6, 6–1                  |
| 6.  | 31 مارس، 2002   | ميامي، الولايات المتحدة             | صلبة       | أندريه أغاسي     | 6–3, 6–3, 3–6, 6–4                |
| 7.  | 11 مايو، 2003   | روما، إيطاليا                       | ترابية     | فيلكس مانتيلا    | 7–5, 6–2, 7–6(8)                  |
| 8.  | 13 يوليو، 2003  | غستاد، سويسرا                       | ترابية     | جيري نوفاك       | 5–7, 6–3, 6–3, 1–6, 6–3           |
| 9.  | 20 نوفمبر، 2005 | كأس الأساتذة، شنغهاي، الصين         | بساطية (i) | ديفيد نالبانديان | 6–7(4), 6–7(11), 6–2, 6–1, 7–6(3) |
| 10. | 5 مارس، 2006    | دبي، الإمارات                       | صلبة       | رفائيل نادال     | 2–6, 6–4, 6–4                     |
| 11. | 23 أبريل، 2006  | مونتي كارلو، موناكو                 | ترابية     | رفائيل نادال     | 6–2, 6–7(2), 6–3, 7–6(5)          |
| 12. | 14 مايو، 2006   | روما، إيطاليا                       | ترابية     | رفائيل نادال     | 6–7(0), 7–6(5), 6–4, 2–6, 7–6(5)  |
| 13. | 11 يونيو، 2006  | فرنسا المفتوحة، باريس، فرنسا        | ترابية     | رفائيل نادال     | 1–6, 6–1, 6–4, 7–6(4)             |
| 14. | 22 أبريل، 2007  | مونتي كارلو، موناكو                 | ترابية     | رفائيل نادال     | 6–4, 6–4                          |
| 15. | 10 يونيو، 2007  | فرنسا المفتوحة، باريس، فرنسا        | ترابية     | رفائيل نادال     | 6–3, 4–6, 6–3, 6–4                |
| 16. | 12 أغسطس، 2007  | مونتريال، كندا                      | صلبة       | نوفاك ديكوفيتش   | 7–6(2), 2–6, 7–6(2)               |
| 17. | 21 أكتوبر، 2007 | مدريد، إسبانيا                      | صلبة (i)   | ديفيد نالبانديان | 1–6, 6–3, 6–3                     |
| 18. | 27 أبريل، 2008  | مونتي كارلو، موناكو                 | ترابية     | رفائيل نادال     | 7–5, 7–5                          |
| 19. | 18 مايو، 2008   | هامبورغ، ألمانيا                    | ترابية     | رفائيل نادال     | 7–5, 6–7(3), 6–3                  |
| 20. | 8 يونيو، 2008   | فرنسا المفتوحة، باريس، فرنسا        | ترابية     | رفائيل نادال     | 6-1, 6-3, 6-0                     |
| 21. | 6 يوليو، 2008   | ويمبلدون، لندن، المملكة المتحدة     | عشبية      | رفائيل نادال     | 6–4, 6–4, 6–7(5), 6–7(8), 9–7     |
| 22. | 1 فبراير، 2008  | أستراليا المفتوحة، ملبورن، أستراليا | صلبة       | رفائيل نادال     | 7–5, 3–6, 7–6(3), 3–6, 6–2        |